# Románico en Castilla y León

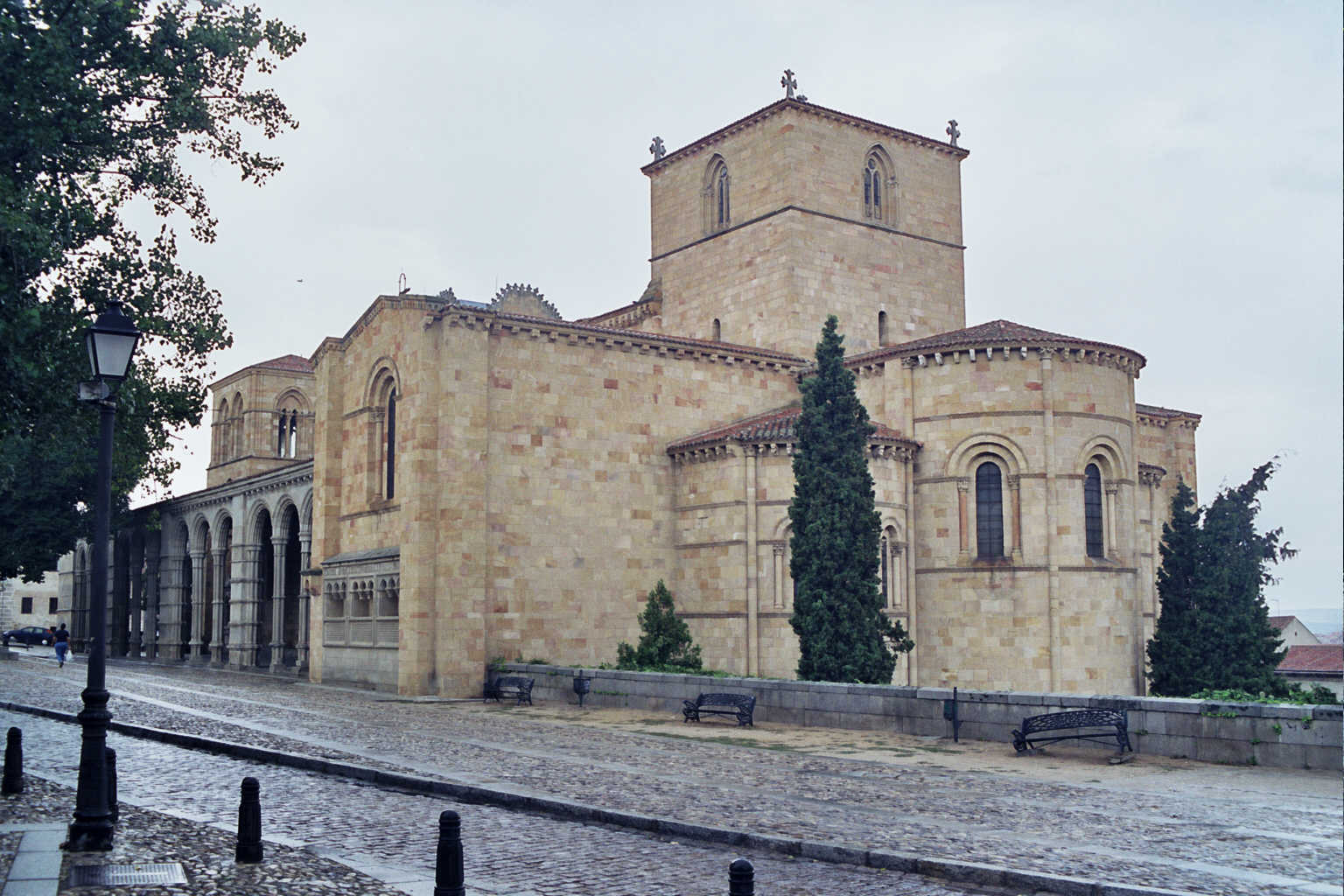
Iglesia de San Vicente (Ávila)

El arte románico en Castilla y León no difiere en lo esencial del arte románico del resto de la península, pero sí tiene algunas características propias. Las primeras manifestaciones se dieron en objetos de orfebrería, de marfil y de metal con la introducción de temas y técnicas nuevas. Un buen ejemplo es la arqueta de San Juan Bautista (o arca de los Marfiles) de la iglesia de San Isidoro de León. Los primeros artistas románicos fueron extranjeros, solicitados por los reyes; pronto se afincaron en tierras castellanas y leonesas y crearon escuelas donde los artesanos locales aprendieron y empezaron a elaborar obras en el nuevo estilo. La arquitectura entró bastante más tarde que en las tierras catalanas y aragonesas, y ello sucedió cuando la dinastía de Sancho el Mayor se implantó en estas tierras sucediéndole su hijo Fernando. Las primeras construcciones siguieron teniendo un recuerdo tradicional hispánico. En la segunda mitad del siglo XI y ya en pleno reinado de Fernando I que aunó el reino de León con el recientemente creado reino de Castilla es cuando verdaderamente comenzaron las construcciones románicas en Castilla y León, bajo el impulso de la monarquía y muy especialmente de las reinas e infantas. Desde ese momento hasta bien entrado el siglo XIII se hará patente la producción románica.

## Contexto histórico en los reinos de León y Castilla
Fernando, el segundo hijo de Sancho el Mayor de Navarra, al casarse con Sancha, hija del rey leonés Alfonso V, ocupó el trono de León a la muerte de este desde el año 1037 al 1065. Fue a partir de este momento histórico cuando empezaron las construcciones románicas en León y en Castilla, bajo la influencia de los monjes de Cluny con quienes el rey Fernando mantuvo una estrecha amistad y a los que conoció tal vez a través de la presencia de monjes benedictinos catalanes que ostentaban cargos de responsabilidad en la iglesia secular. El rey Fernando favoreció con sus mandas al monasterio de Cluny al que concedió en principio la cantidad de 1000 piezas de oro, pidiendo que se dijesen misas y oraciones por la salvación de su alma.
Su hijo Alfonso VI heredó de su padre la admiración por Cluny (a cuyo monasterio regaló en 1077 dos mil dinares de oro para financiar las obras del Cluny III) y fue el más grande propagador de la arquitectura románica y el introductor “oficial” de la liturgia romana en todos los monasterios e iglesias de su reino, comenzando por el monasterio de Sahagún que fue el pionero y el más famoso de su época. Con Alfonso VII se desarrolló la arquitectura cisterciense. Este rey protegió e hizo numerosas donaciones a los grandes monasterios situados en su reino.
Con la nueva dinastía Borgoña, Alfonso VII (hijo de Raimundo de Borgoña y de la reina Urraca, hija de Alfonso VI), y especialmente su hermana la infanta Sancha Raimúndez, continuaron la tradición familiar de donaciones y protección a los monasterios benedictinos, que en su época (mediados del siglo XII) estaban implantando la reforma cisterciense. En su aspecto artístico, se desarrolló la arquitectura cisterciense, que introdujo formas de transición al Gótico.
En el reino de León fueron siempre las reinas o las infantas quienes impulsaron la arquitectura románica y las artes menores, siempre con el permiso y la aprobación del soberano.  Así nació por empeño de doña Sancha (esposa de Fernando I) la construcción románica de San Juan Bautista en León, que más tarde se llamaría San Isidoro. Esta construcción será agrandada después por voluntad de otra mujer, Urraca, hija de Fernando y Sancha. Finalmente la iglesia será terminada, y consagrada de nuevo en 1149 a instancias de la infanta Sancha, hermana del rey Alfonso VII. Por todo el reino de León todas estas damas poblaron las tierras de monasterios románicos, siendo la infanta Sancha la verdadera introductora de la orden del Císter en León y en Castilla.

## Arquitectura y escultura religiosas
Arquitectura y escultura formaron a la par un programa iconográfico dedicado a la doctrina cristiana. Al principio, en las primeras construcciones apenas había escultura y mucho menos escultura monumental, pero poco a poco se fueron creando las puertas de las iglesias con sus arquivoltas bien decoradas, incluso con decoración historiada, lo mismo que los capiteles, los tímpanos y los frisos.
En la arquitectura románica de Castilla y León se distinguen también las tres etapas del románico general, primer románico, románico pleno y tardorrománico, aunque la primera apenas tuvo lugar y solo se conocen dos ejemplares, edificados además fuera de su tiempo, cuando ya se había introducido el románico pleno.

### Primer románico

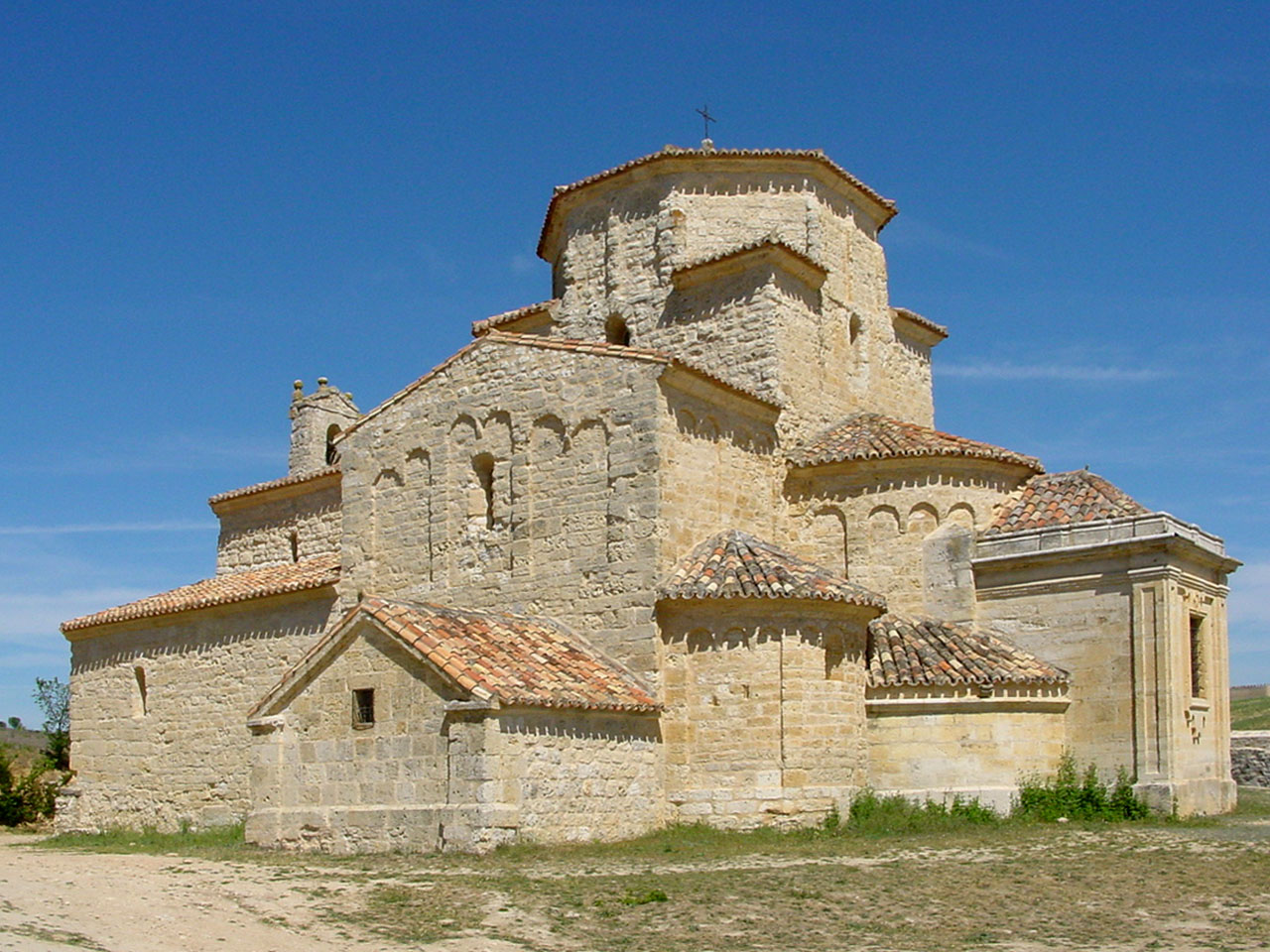
Nuestra Señora de la Anunciada (Urueña, Valladolid). Arquitectura lombarda. Es el único ejemplar en estilo románico catalán en Castilla y León

Este periodo del románico se desarrolló entre la segunda mitad del siglo X y la segunda mitad del siglo XI. No llegó a realizarse en Castilla y León que solo cuenta con dos edificios del primer románico, que se consideran algo insólito en estas tierras y que pertenecen a un periodo tardío coincidente con el desarrollo del románico pleno en el resto de las tierras castellanas y leonesas. Estos dos edificios son: Nuestra Señora de la Anunciada en Urueña y San Pelayo de Perazancas en Palencia. Sobre las circunstancias de su construcción se tiene muy poca noticia, pero estos dos templos demuestran que son obra de un buen taller y buenos maestros constructores que conocían bien los elementos del primer románico y que probablemente eran profesionales forasteros, seguramente llegados desde tierras catalanas (concretamente el Condado de Urgel) donde este primer románico había entrado años atrás con mucha fuerza. Sobre el por qué y quién hizo llegar hasta aquí a estos artistas se han barajado varias hipótesis entre las que parece la más acertada el hecho de que estén relacionadas familias castellanas con familias catalanas. En el caso de la iglesia de la Anunciada de Urueña, se cree que el aire lombardo que tiene se deba a la influencia de los descendientes del conde Ansúrez (la familia de los Armengol de Urgel) que tuvieron buenas relaciones con los condes de Barcelona y que posiblemente conocían a las cuadrillas de maestros lombardos a quienes hicieron venir para llevar a cabo esta construcción.
La ermita de San Pelayo de Perazancas en Palencia fue consagrada en 1075. El ábside presenta las formas típicas del lombardo pero añade detalles que demuestran una época más avanzada como es la sustitución de las características lesenas lombardas por columnillas no monolíticas y el empleo del ajedrezado jaqués.
Primera construcción románicaSan Isidoro de León

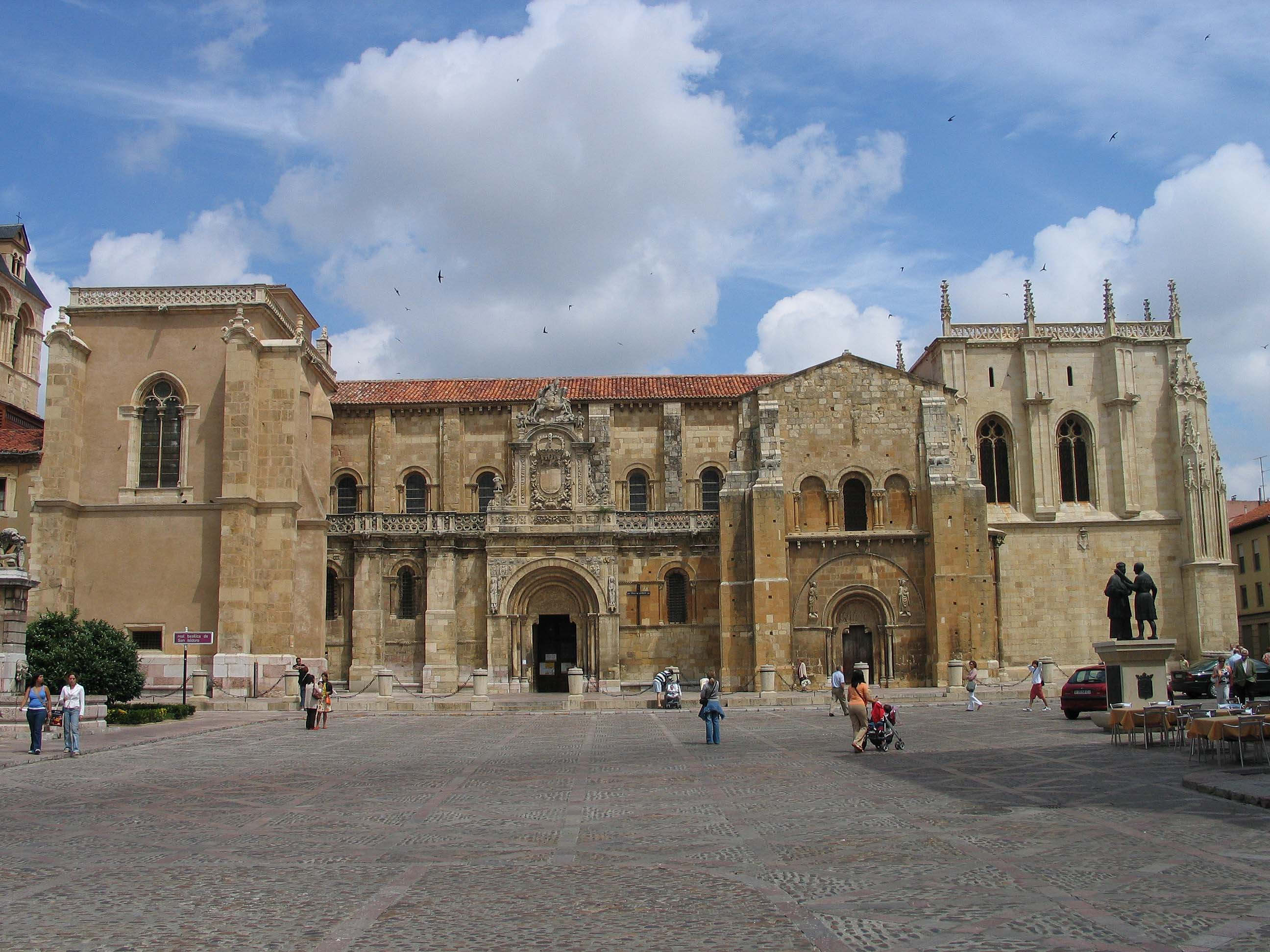
Fachada sur de San Isidoro. Pueden verse las dos puertas románicas con sus tímpanos historiados

La primera construcción románica en Castilla y León fue en tiempos de Fernando I y su esposa Sancha de León. Existía en León la antigua iglesia (perteneciente a un primitivo monasterio) edificada en ladrillo y adobe bajo la advocación de San Juan Bautista y San Pelayo, mandada construir por el rey leonés Alfonso V, para posible enterramiento de algunos reyes asturiano-leoneses. Debía estar muy deteriorada y la reina Sancha quiso que se ampliase y reconstruyese en piedra bajo la advocación de San Juan Bautista; así surgió el nuevo templo románico que fue el elegido por el rey Fernando como panteón real para guardar, en un principio, los restos de su padre Sancho III el Mayor. Para enriquecer la iglesia y darle una importancia religiosa aun mayor, los reyes mandaron traer desde Sevilla las reliquias de San Isidoro. El templo fue consagrado el 21 de diciembre de 1063, dando así la primera fecha en lo que a iglesias románicas en Castilla y León concierne. En este momento tomó la advocación de San Juan Bautista y San Isidoro.
Tras esta primera reedificación, Urraca, hija de Fernando I, se encargó de seguir las obras; la iglesia fue ampliada por la parte del este y del sur y se añadió el crucero. A esta época pertenecen las dos portadas, portada del Perdón y portada del Cordero (la más antigua) que constituyen un exponente del románico leonés y de los primeros tiempos del románico en Castilla y León. Los capiteles historiados del Panteón de Reyes de San Isidoro presentan por primera vez en la historia del románico de Castilla y León temas bíblicos.
Con Alfonso VII y a instancias de su hermana Sancha se terminaron las partes altas de los muros que estaban sin concluir y se remataron las bóvedas. La nueva consagración tuvo lugar en 1149.

### Románico pleno

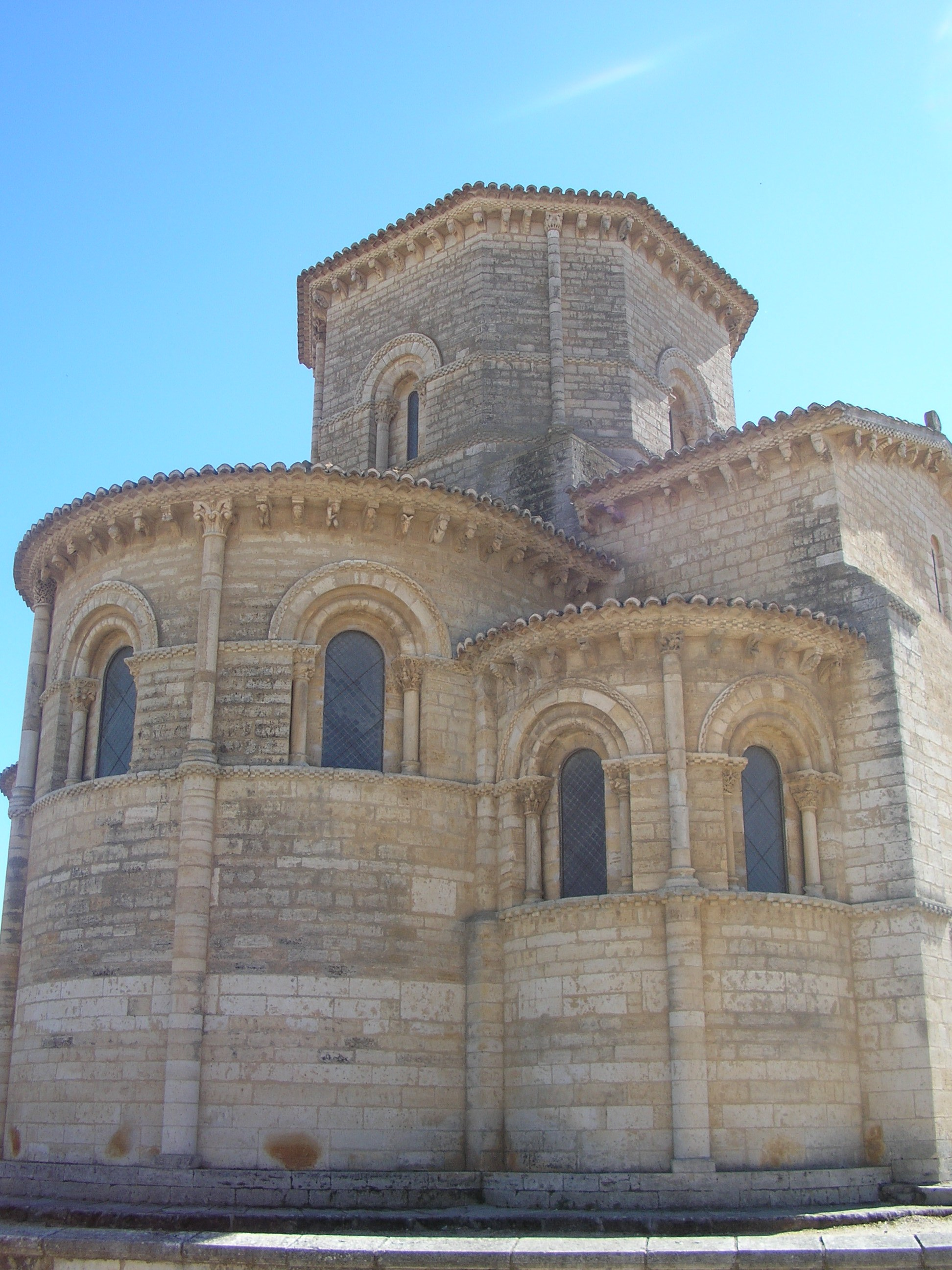
Ábsides de San Martín de Frómista

Desde los últimos años del siglo XI hasta la primera mitad del siglo XII fueron apareciendo los edificios con las características del románico pleno en iglesias y monasterios mandados construir como se ha dicho más arriba por los reyes e infantas de Castilla y León. Hay además un movimiento de propagación directa por la vía del Camino de Santiago por donde llegaron las nuevas tendencias consistentes, sobre todo, en la complicación de la ornamentación de puertas y la gran importancia de la pintura. Aparecieron los primeros frisos y las figuras radiales en las arquivoltas cuya culminación será a partir de 1150 y se manifestó la escultura monumental. Los edificios se construyeron abovedados.
Alcanzó en este periodo gran importancia el arte de la eboraria cuya técnica es de carácter personal y claramente hispánico. Las mejores piezas salieron de un taller localizado en la ciudad de León muy cercano a la colegiata de San Isidoro, ligado a la realeza, que tuvo gran demanda y fama sobre todo durante el siglo XI. La pieza más antigua documentada es el Arca de los Marfiles (1059), que se concibió como relicario para los restos de San Juan Bautista y San Pelayo. Otra pieza de gran valor es el Crucifijo de don Fernando y doña Sancha donado en 1063, obra maestra reconocida en Europa como la más importante de este periodo. Se conserva en el Museo Arqueológico Nacional. Otra pieza a tener en cuenta es el Arca de las Bienaventuranzas (también depositada en el mismo museo), una de las 6 arquetas donadas por el rey Fernando I. Como característica general del taller de eboraria de León (escuela leonesa) hay que citar los ojos de azabache que llevan siempre los cristos y otras imágenes.
Las construcciones del último tercio del siglo XI que han llegado hasta el siglo XXI son:
- San Isidoro de León (1063) con la novedad de utilizar capiteles labrados e historiados, abriendo una nueva estética en el románico.
- San Martín de Frómista (1066) con la novedad de incluir escultura en portadas y capiteles, más las impostas ajedrezadas.[6]
- Monasterio de San Salvador de Nogal de las Huertas (Palencia), fundado en el año 1063 por la condesa Elvira Sánchez.
- San Isidoro de Dueñas en Palencia, monasterio anexionado a Cluny por Alfonso VI.
- San Zoilo de Carrión de los Condes, que estuvo protegido por los Banu Gómez que lo convirtieron en panteón de la familia cuyo primogénito Fernando (hijo del conde Gómez Díaz y de Teresa) trajo desde Córdoba las reliquias del santo titular. Cuando su madre Teresa quedó viuda ofreció la iglesia a Cluny. Las investigaciones arqueológicas sacaron a la luz una galilea al oeste de la iglesia que no era sino un pórtico que servía de enterramiento para reyes y nobles.
- San Benito de Sahagún.
- San Pedro de Arlanza.

### Tardorrománico

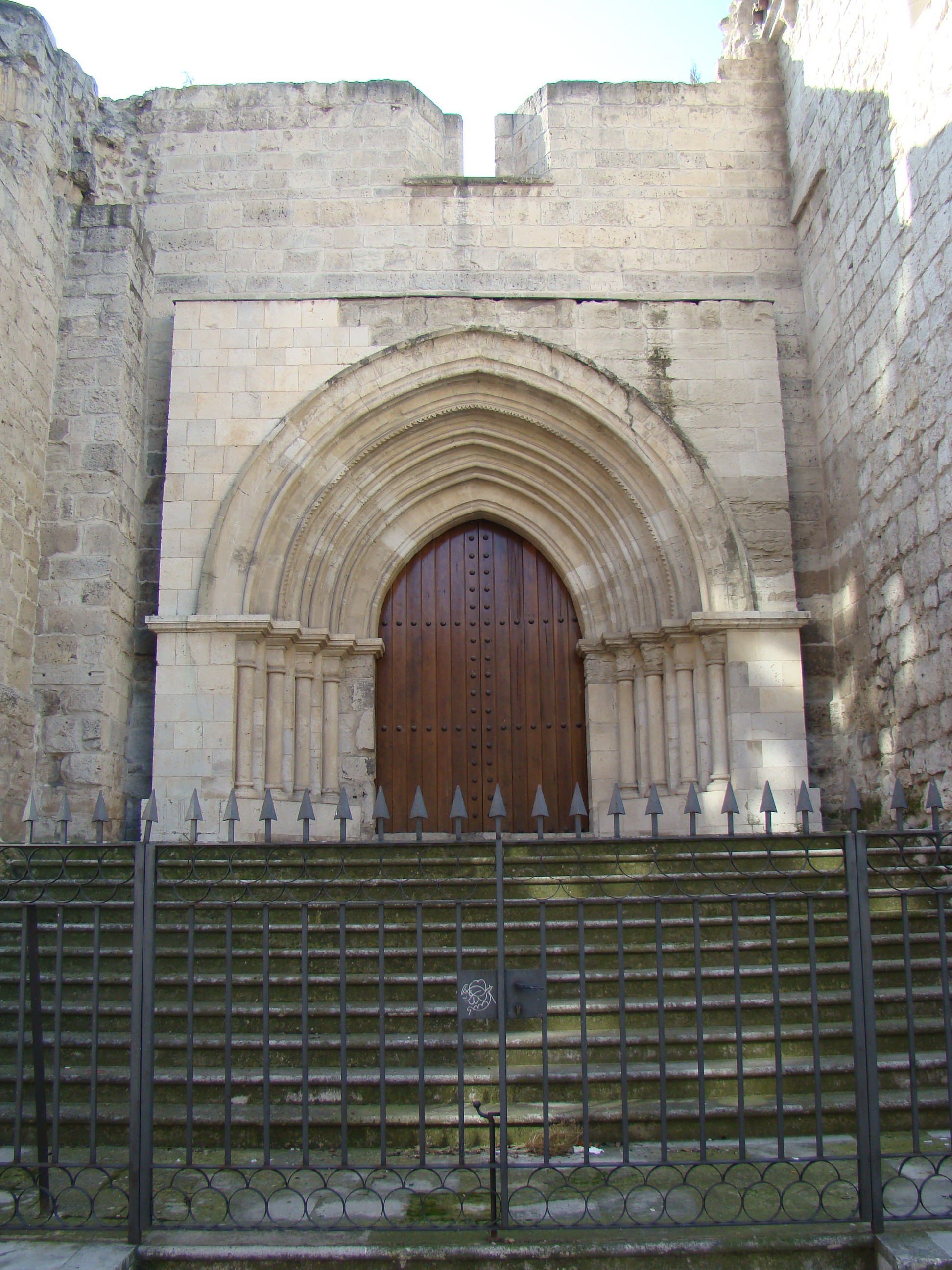
Puerta cisterciense del románico tardío, arcos apuntados con chambrana. Colegiata antigua de Valladolid

Es el último periodo del románico que terminará en algunos lugares en el primer cuarto del siglo XIII o se alargará hasta mediados de este siglo. La arquitectura y las técnicas de construcción se irán mezclando con el gótico hasta el triunfo de este nuevo arte cuya ornamentación será totalmente distinta del románico. Durante algún tiempo irán mezcladas técnicas románicas (contrafuertes, arcos de medio punto, etc.) con aportaciones netamente góticas.
Es el momento de las grandes edificaciones de templos, además de ser la época más activa en lo que se refiere a la construcción de monasterios cistercienses donde empiezan a aparecer los arcos apuntados, al principio como simple recurso constructivo y más tarde como arte ornamental. Se multiplican las arquivoltas en las portadas. Casi todas las iglesias de los monasterios del Císter se construyeron con estos arcos al mismo tiempo que se seguían usando los pesados contrafuertes y las arquerías de medio punto propias del pleno románico. La arquitectura busca el efecto de luces y sombras con la ayuda de la ampliación del número de columnas y de codillos en los pilares.
Se manifiesta una inspiración directa en las obras de la Antigüedad así como influencias estéticas bizantinas junto con un naturalismo idealizado. Ejemplos interesantes: la fachada occidental de la Iglesia de Santiago el Mayor en Carrión de los Condes, el tema de la Anunciación en un capitel del claustro de Silos, la portada de San Vicente de Ávila.

## Promotores y mecenas
Para llevar a cabo la obra de arte, ya fuera un edificio, escultura, pintura o cualquiera de artes menores, se requería en principio un promotor, alguien a quien se le ocurriera que tal obra era necesaria o conveniente, o simplemente deseable. A veces ese promotor era el mismo que financiaba tal obra y otras veces era una persona distinta: el promotor elegía la obra, llamaba al artista y el mecenas financiaba, o bien, el promotor llamaba al artista y además pagaba.
En los reinos de León y de Castilla los principales promotores fueron los reyes y los miembros de su familia y también aquellos clérigos que estuvieron de acuerdo con la reforma eclesiástica iniciada en Cluny, la reforma de la liturgia romana, y en menor medida (y sobre todo al principio), la nobleza.

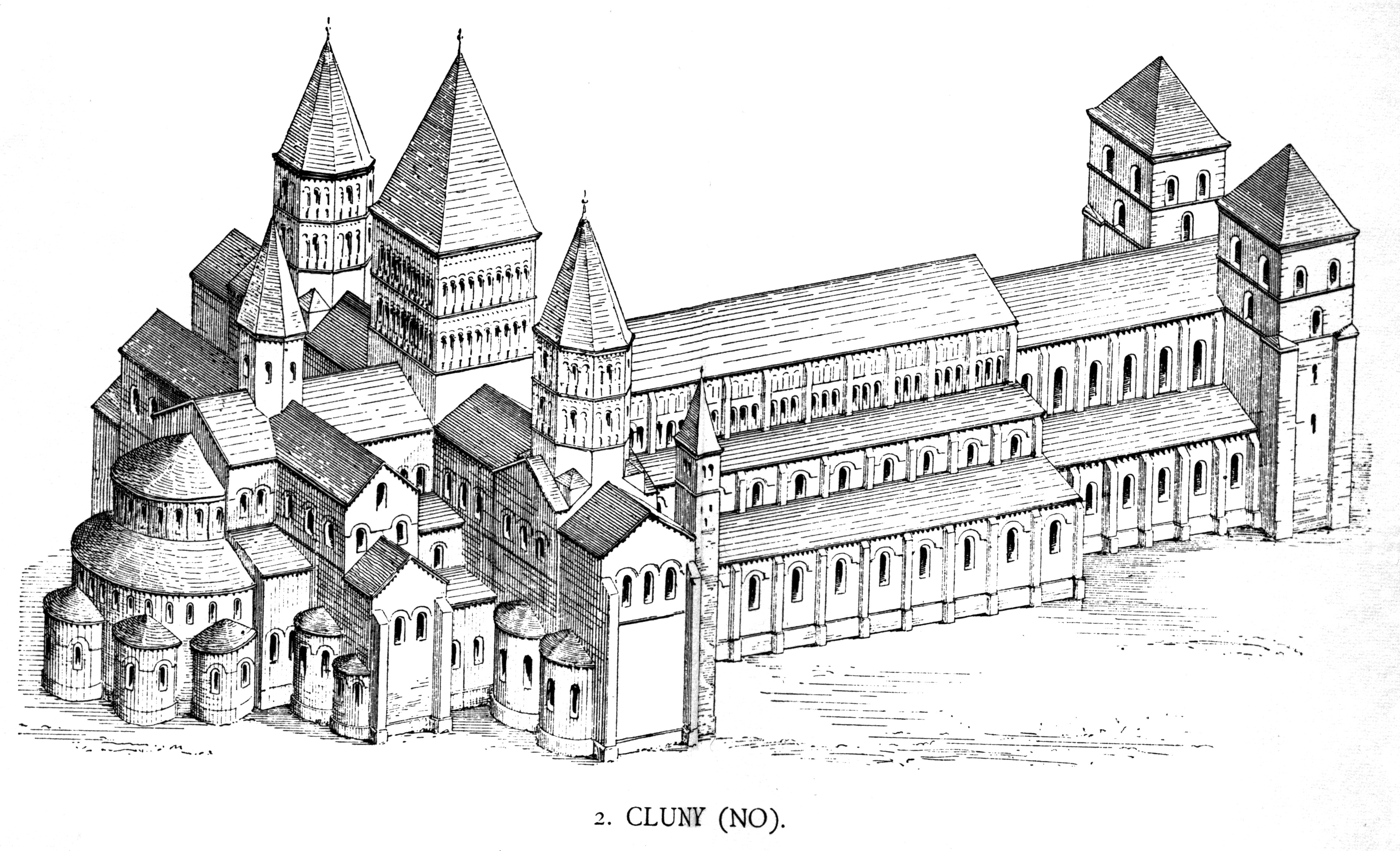
Recreación de la abadía de Cluny

La política de acercamiento a Europa iniciada por Sancho el Mayor fue seguida por su hijo Fernando I que se erigió en verdadero impulsor de la obra románica. Fue el gran promotor junto con su esposa Sancha, encargando en primer lugar obras muebles y reclamando para su corte artistas extranjeros que introducirían el gusto por el nuevo arte y que además adaptarían su obra a la tradición hispana. Al mismo tiempo, estos artistas crearon escuela y los maestros hispanos fueron aprendiendo técnicas y valores que muy pronto se convertirían en verdaderas obras de arte románicas.
Su hijo Alfonso VI heredó de su padre la admiración por Cluny (a cuyo monasterio regaló en 1077, dos mil dinares de oro para financiar las obras del Cluny III) y fue el más grande propagador de la arquitectura románica y el introductor "oficial" de la liturgia romana en todos los monasterios e iglesias de su reino, comenzando por el monasterio de Sahagún que fue el pionero y el más famoso de su época. Alfonso VII fue otro gran promotor-mecenas del románico de su tiempo que coincidió con la arquitectura cisterciense. Protegió e hizo numerosas donaciones a los grandes monasterios situados en su reino.
Poco a poco, en el periodo del románico pleno, fueron apareciendo como promotores los monjes reformistas y los canónigos regulares de San Agustín y como mecenas, los nobles que querían seguir el ejemplo de los reyes y no ser menos, sufragando para Cluny y para los benedictinos obras importantes. Más tarde, en el tardorrománico, los promotores fueron sobre todo los monjes cistercienses y los premostratenses no faltando nunca los mecenas-financieros que ofrecían su inversión confiados en que su pietas fuera reconocida a perpetuidad. La mayoría de las veces los mecenas intervenían de manera directa en la obra, encargándose hasta de los mínimos detalles. A veces el sufragio se buscaba entre el pueblo, ofreciendo como recompensa unas indulgencias extraordinarias muy apreciadas.

## Maestros constructores, escultores y pintores
Toda obra arquitectónica románica se componía de su director que seguía la obra de principio a fin, y que estaba al frente de un grupo numeroso formando cuadrillas de picapedreros, canteros, escultores, vidrieros, carpinteros, pintores y otros muchos oficios o especialidades, que se trasladaban de un lugar a otro. Estas cuadrillas formaban talleres de los que a veces salían maestros locales que eran capaces de levantar iglesias rurales.
Estos maestros quedaron por lo general en el anonimato, aunque se han podido recoger muchos nombres de escultores que trabajaron en los territorios de Castilla y León, escultores que sí firmaron sus obras pero cuya vida y otros trabajos se desconocen.

## Materiales y acabado del edificio
La arquitectura románica, a partir del románico pleno, se hermana con la escultura y con la pintura. El material empleado en las construcciones dependerá en gran medida del dinero que se tenga para la obra y en otros casos de la proximidad o lejanía de las canteras de piedra, material éste por excelencia y el preferido en todas las épocas. Si se contaba con grandes recursos económicos, todo el edificio podía estar construido en piedra o al menos en sillarejo o mampostería forrado de sillares en las partes más nobles. 

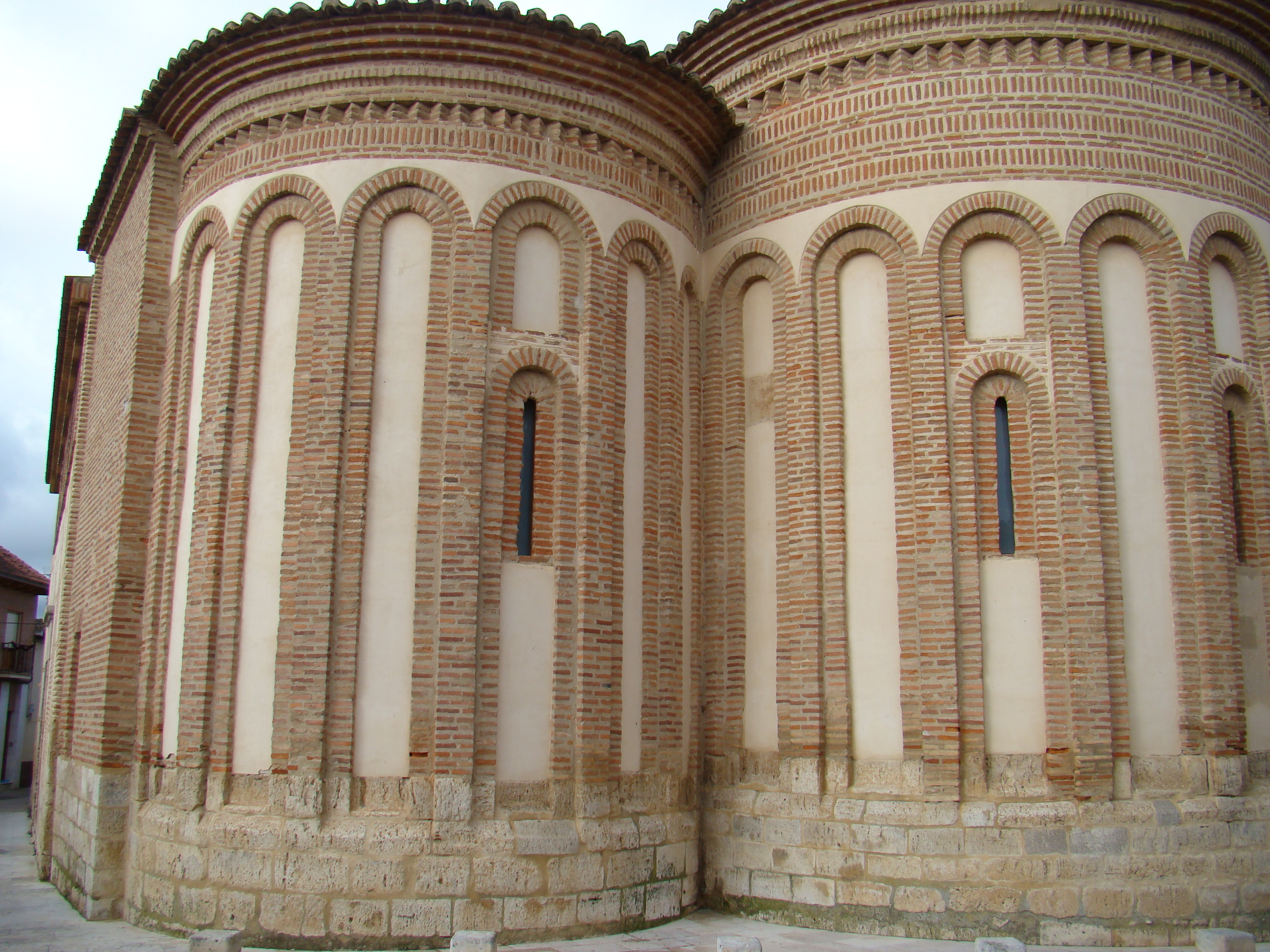
Toro (Zamora), iglesia de San Salvador. El zócalo es de piedra y el muro de ladrillo

Pero en muchos casos se recurría al ladrillo, fácil de obtener, más barato, y fácil de colocar. A veces el edificio hecho de ladrillo contaba con una escultura pétrea en capiteles y relieves; incluso podía tener grandes zócalos de piedra de donde arrancaban los muros.
La pintura ayudaba al acabado del edificio románico, preservándolo además de los grandes agentes externos que pudieran erosionar. La historiografía de los tiempos presentes insiste mucho en esto, haciendo hincapié en el hecho de que los muros internos e incluso externos estuvieran revocados con capas de pintura, que al haber sido eliminada pudo ser la causa de erosión y ruina de muchos edificios. Tras la pintura quedaban resaltadas las impostas, los canecillos, las roscas de los vanos, los capiteles, etc., hechos en piedra, aunque a veces estos elementos escultóricos se policromaban también, por el gusto del colorido.
Algunas de estas pinturas han quedado en ciertos edificios, como testimonio del pasado, tanto en paredes como en esculturas o capiteles. En la fachada de San Martín de Segovia todavía en el siglo XX podían verse restos de pintura, testimoniada y descrita por el historiador español Marqués de Lozoya. Entre las ruinas del monasterio de San Pedro de Arlanza se han encontrado fragmentos de capiteles con su pintura original que pueden dar una idea de cómo estaba decorado el resto. La iglesia palentina de Valdeolmillos conserva dos capiteles del arco triunfal totalmente pintados.
Los monjes cistercienses y los premostratenses también pintaban las paredes de sus iglesias, de blanco o de un color terroso claro y a veces perfilaban las juntas de los sillares en un tono gris.

## La iglesia, elementos y dependencias

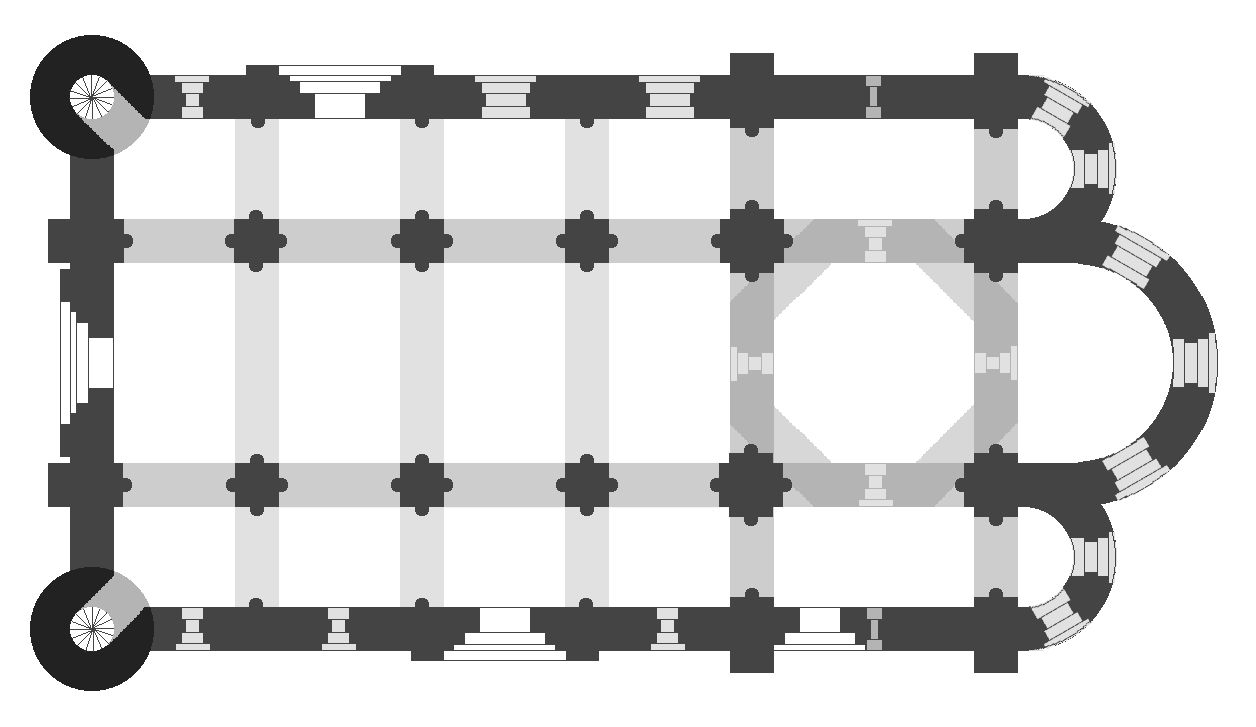
Planta de San Martín de Frómista, basilical

Al coincidir la difusión del románico con el cambio de liturgia, la construcción de las iglesias cambió también su planteamiento. El espacio eclesial necesitó de zonas diáfanas, de naves abiertas desde las cuales los creyentes pudieran seguir y ver al sacerdote que en la cabecera del ábside desarrollaba el rito de la misa o de otros oficios y rezos cristianos.
La planta

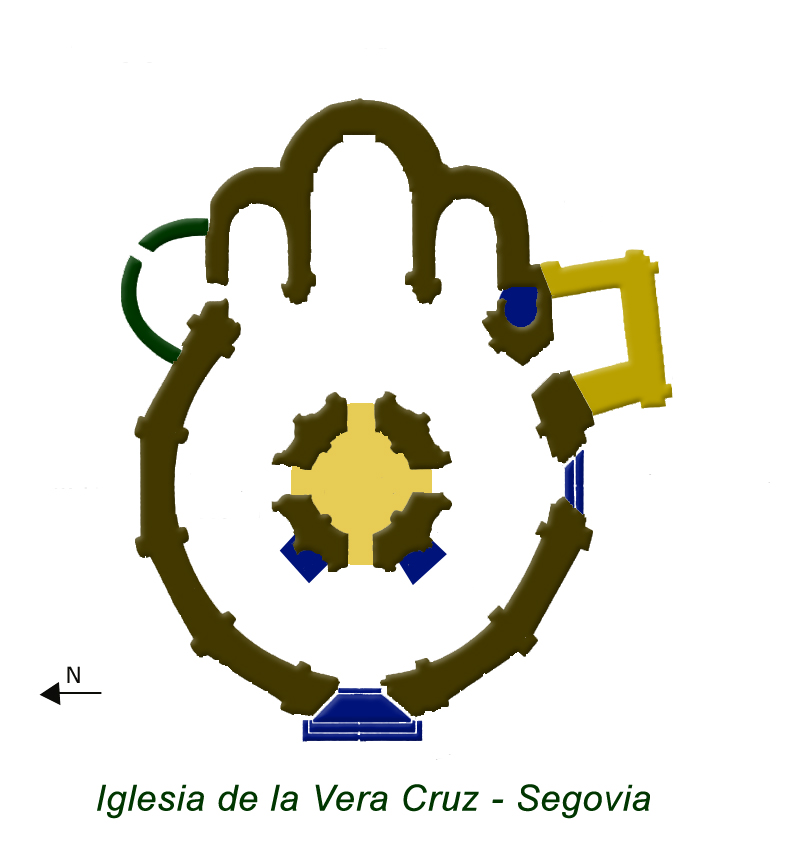
Planta de la iglesia de la Vera Cruz (Segovia), centralizada

Se adoptó al principio como generalidad para los monasterios, catedrales y colegiatas la
planta basilical consistente en tres naves y tres ábsides semicirculares. Delante del
presbiterio y cortando las naves, se diseñó el crucero.
Éste fue el proyecto seguido por los primeros templos del románico pleno: San Martín de Frómista y San Isidro de Dueñas en Palencia, San Pedro de Arlanza en Burgos y San Benito en Sahagún. Más frecuente para la mayoría de las iglesias fue la planta de una sola nave con cabecera.
Después, en el periodo del tardorrománico el esquema se complicó, construyendo en los brazos del crucero varios ábsides en batería, incluso girolas a donde se asomaban una serie de absidiolos-capilla.
Las plantas cruciformes fueron más raras, aunque se pueden citar los ejemplos de Santa Marta de Tera (provincia de Zamora) y San Lorenzo de Zorita del Páramo (provincia de Palencia). Como ejemplo de planta central (utilizada sobre todo por los caballeros templarios), están las iglesias de la Vera Cruz de Segovia y San Marcos de Salamanca.
Ábsides

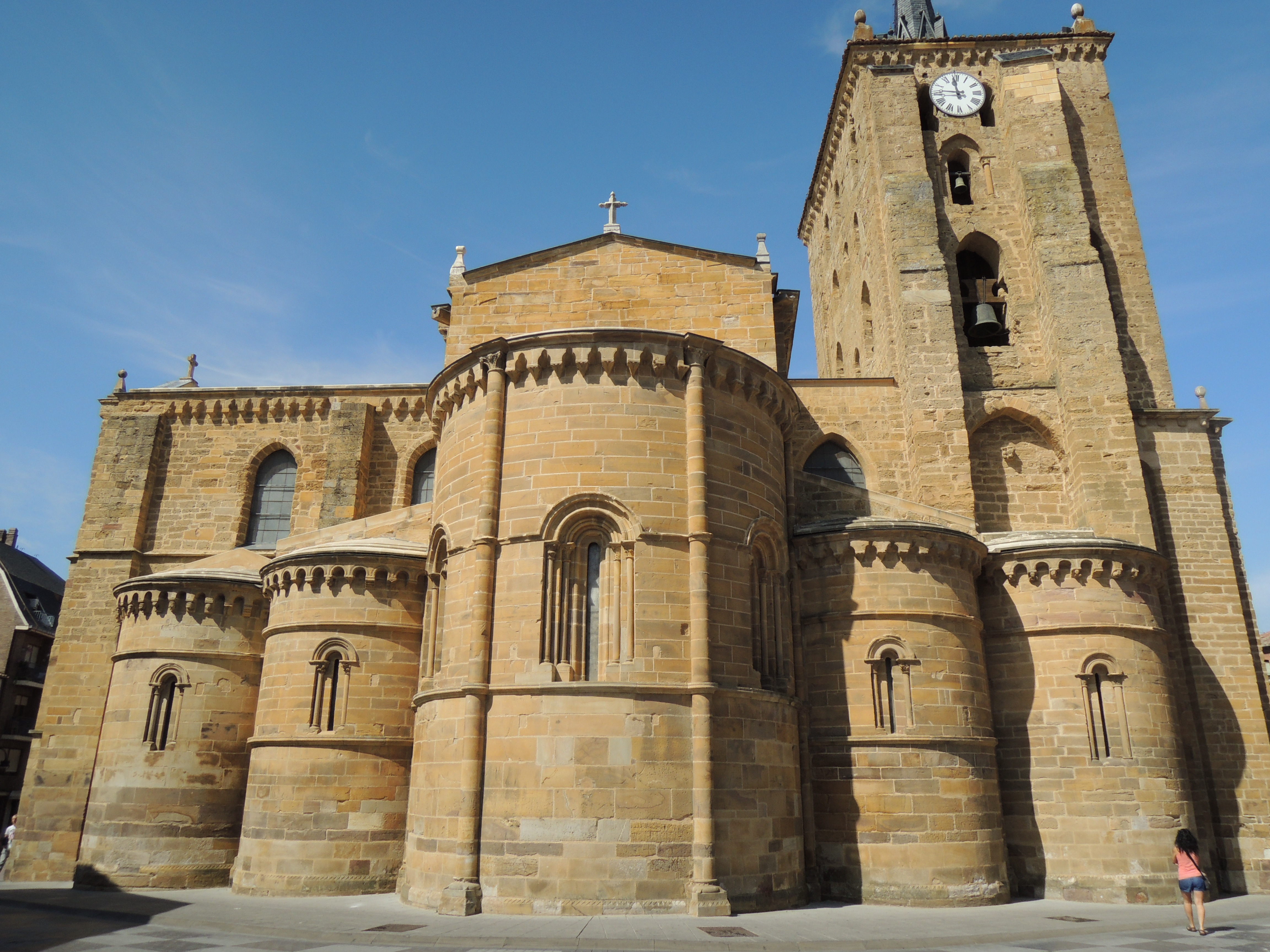
Ábsides de Santa María de Azogue en Benavente (Zamora)

En las iglesias, la cabecera, siempre la primera parte en edificarse, se solía rematar en un ábside semicircular, habitualmente cubierto con una exedra, que acoge en el interior el altar mayor (aunque son los menos, hay también casos de ábsides poligonales y rectangulares, como el de Santa Marta de Tera).
Hacia el exterior el ábside queda con la forma de un cubo de muralla (de hecho tiene función defensiva en algunos casos), dominando el muro de sillería sobre los escasos vanos (saeteras, pequeños arcos, óculos) y algunos espacios más profusamente decorados (modillones o canecillos en la cornisa). En las zonas de románico mudéjar eran unas zonas especialmente utilizadas para diseñar armónicas trazas de pilares y arcos de ladrillo.
Bóvedas

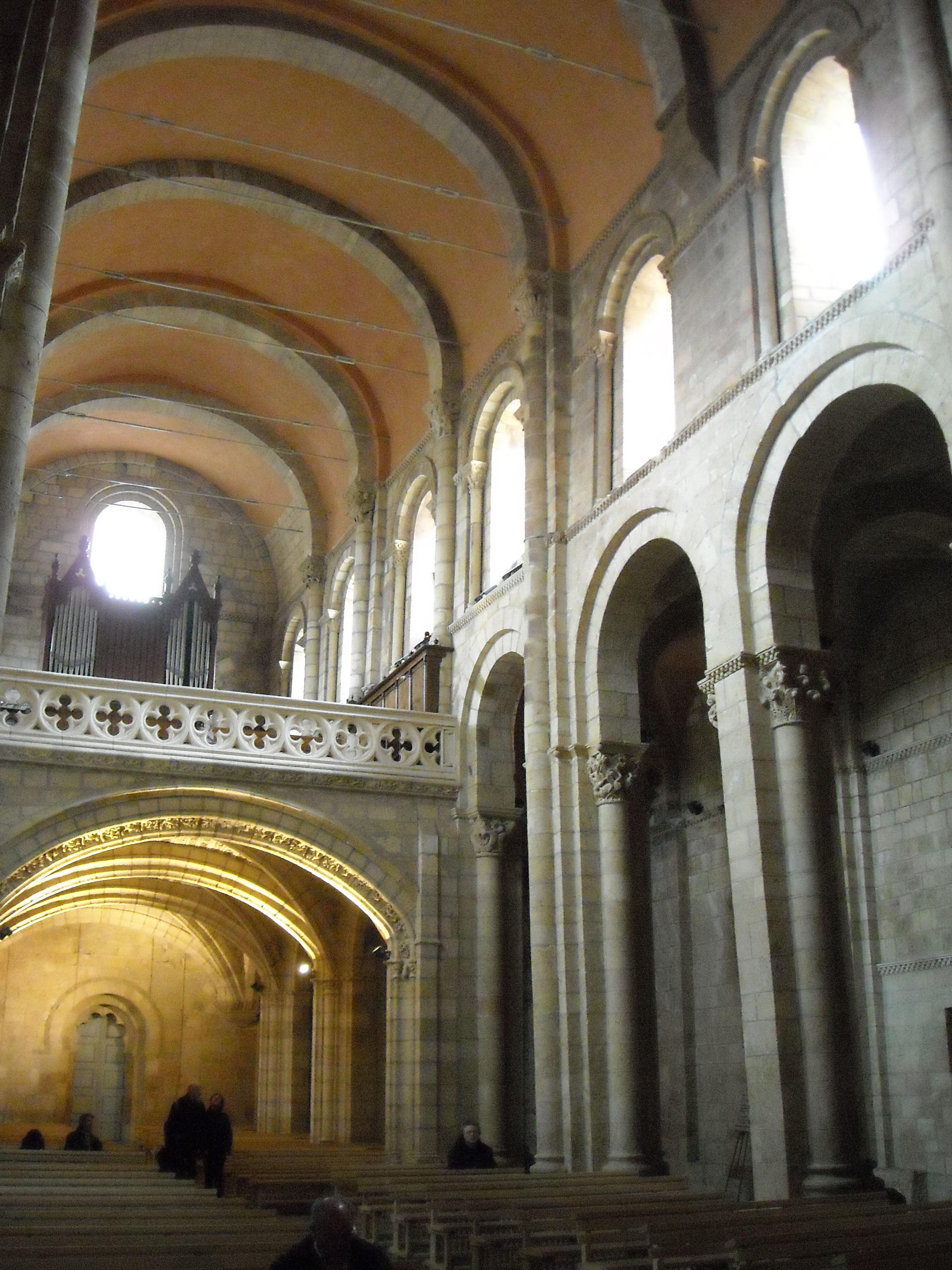
Arcos fajones y bóveda de cañón en la nave central de San Isidoro de León

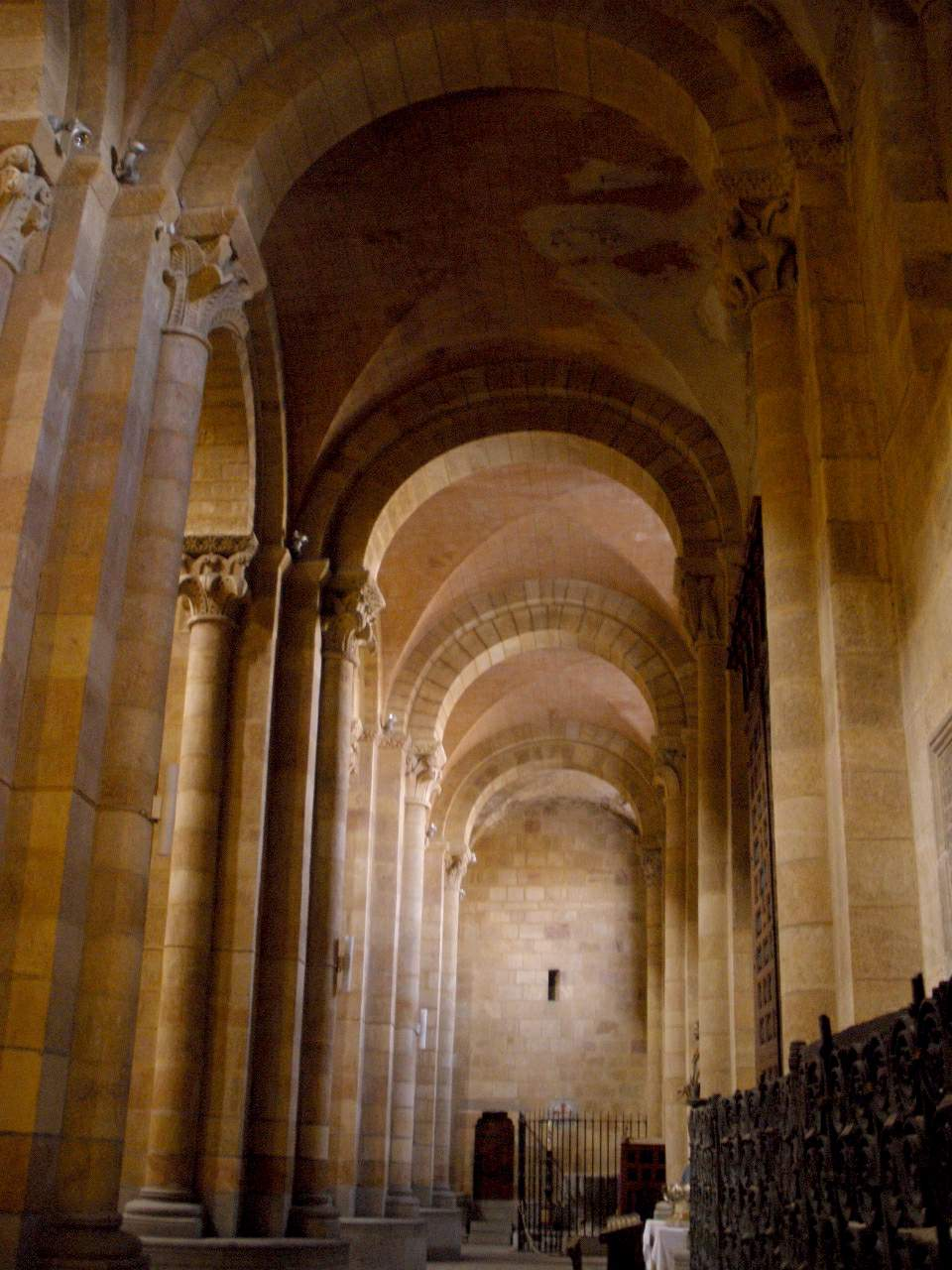
Bóvedas de arista en la nave lateral de la Basílica de San Vicente (Ávila)

A lo largo de los siglos XI y XII se fueron cubriendo las naves con la bóveda de cañón, de medio cañón o de cuarto de cañón, recurso empleado en el románico de toda Europa; más tarde se empleó la bóveda de arista. En Castilla y León se utilizaron los arcos fajones como recurso de contrarresto. El empleo de la bóveda de arista (originada por el corte perpendicular de dos bóvedas de cañón) había sido olvidado y fue retomado por los grandes maestros constructores. La bóveda de arista a su vez dio paso a la bóveda de crucería, procedimiento muy frecuente en la arquitectura gótica. Se dio también el tipo de bóveda llamado helicoidal usado exclusivamente en las escaleras de las torres (San Martín de Frómista). En los claustros de los monasterios y en los de las catedrales se edificaron las bóvedas en rincón, que son aquellas que resultaban del encuentro de dos pandas de un claustro.
Cimborrios

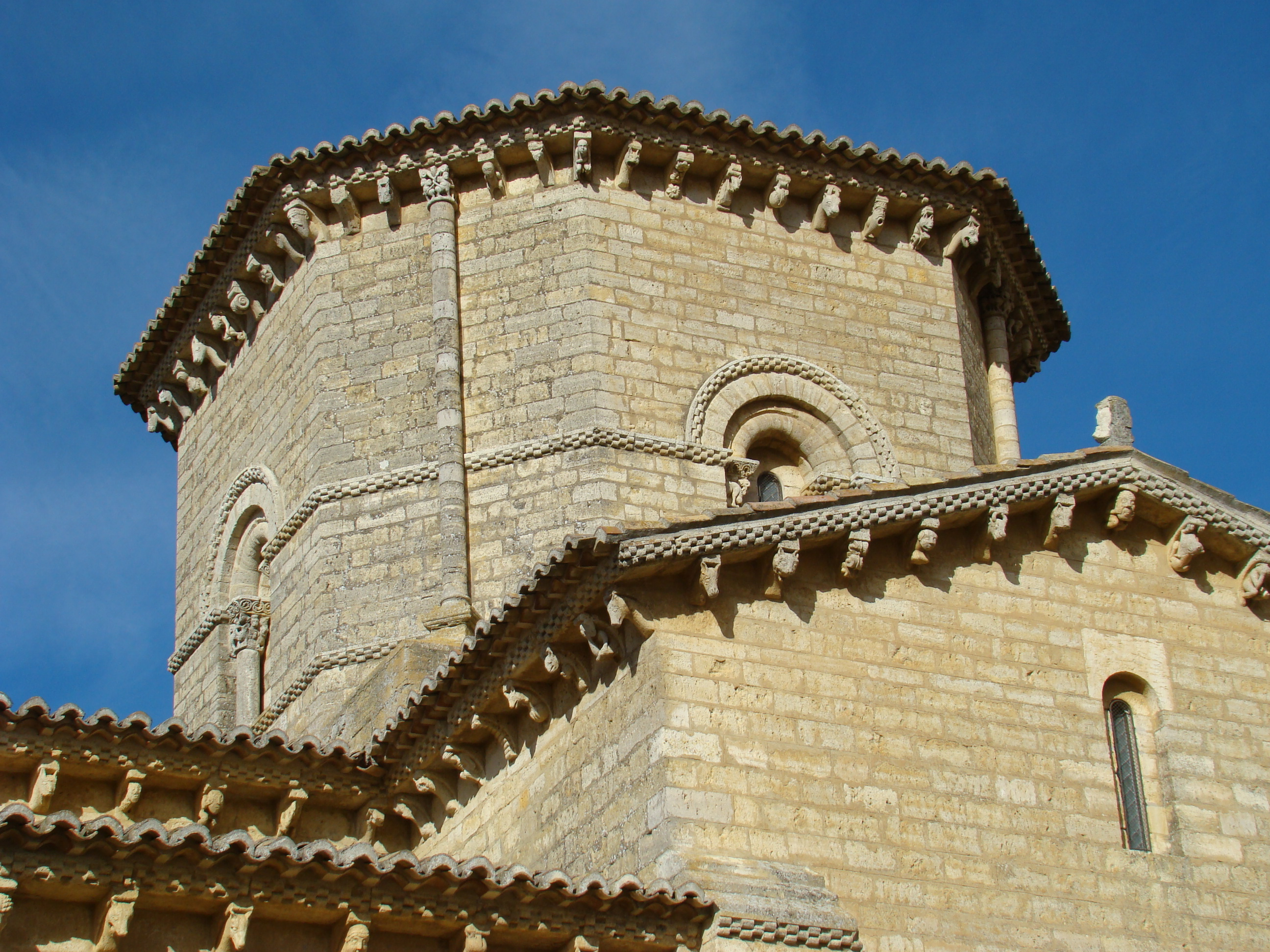
Cimborrio de San Martín de Frómista (provincia de Palencia)

Los grandes edificios se remataban con un gran cimborrio situado delante del presbiterio, en la confluencia de la nave central y el crucero. La idea era que estos cimborrios proporcionasen claridad a través de los vanos abiertos en ellos, pero la mayoría de las veces no llegaron a completarse e incluso muchos se hundieron arrastrando el resto del edificio. De esos grandes cimborrios han llegado al presente el de Frómista (reconstruido), que es muy esbelto. Otros más chaparros y apoyados sobre trompas pueden verse en el románico rural de Palencia y de Segovia.

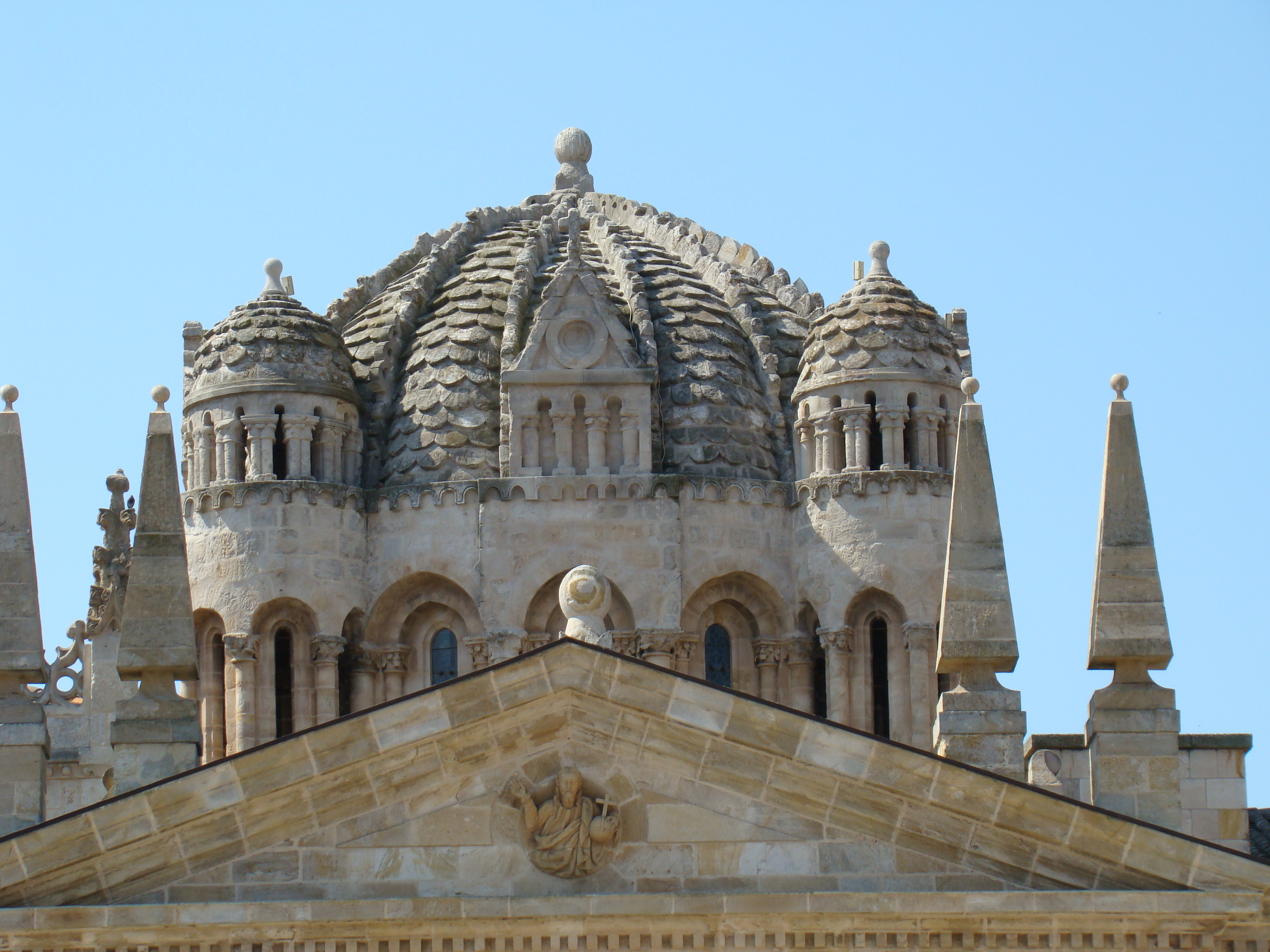
Cúpula románica de la catedral de Zamora en que se aprecian los gallones y las ventanas

La solución más espectacular fue la que se dio en las cúpulas llamadas del Duero en las Catedrales de Salamanca, Zamora y colegiata de Toro (Zamora). Son cúpulas gallonadas, con un tambor cilíndrico con ventanales sobre pechinas (sustituyendo a las tradicionales trompas), del cual arrancan ocho arcos que se cruzan en la clave con un despiece de 16 cascos llamados gallones. En el exterior están adornadas con torrecillas, voladizos y arquillos ciegos además de buenos relieves de ornamentación. Son fórmulas arquitectónicas de influencia bizantina que demuestran el conocimiento de la escuela de Poitou.
Criptas
Solo se construyeron criptas en esta época como necesidad arquitectónica, cuando el terreno lo requería, y no como necesidad para la liturgia. En la localidad de Sepúlveda (Segovia), cuyo terreno es bastante accidentado, casi todas las iglesias están construidas sobre criptas que soportan el edificio, siendo la más interesante la de San Justo que está estructurada en tres espacios para la triple cabecera.
Sacristías
Existieron en la época románica en las catedrales y en los grandes monasterios, ubicadas en un espacio junto a la sala capitular y tenían una puerta de acceso a la cabecera de la iglesia. En las iglesias menores no existía una zona especial para sacristía.
Torres

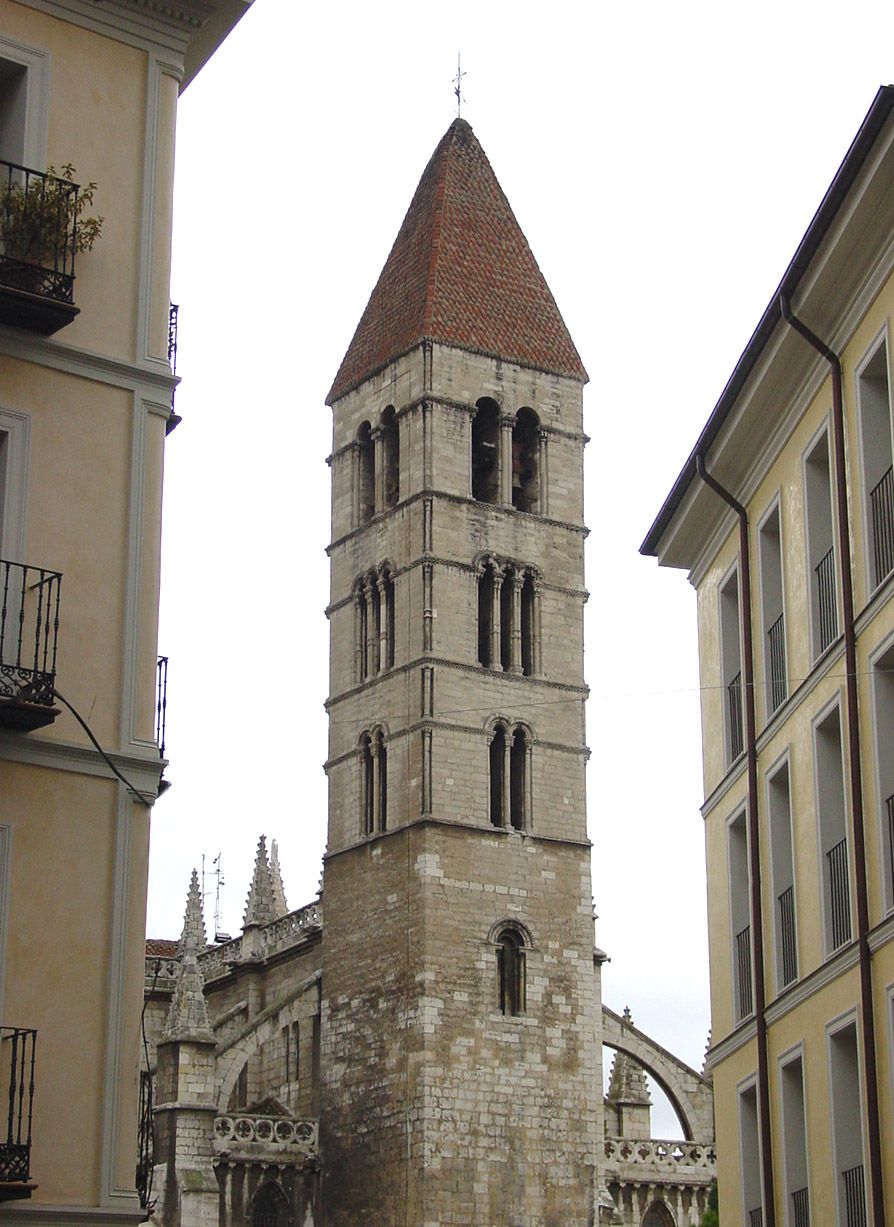
Torre de la iglesia de Santa María La Antigua (Valladolid)

Servían como campanarios pero en muchos de los casos eran verdaderas torres defensivas, sobre todo en los territorios fronterizos. La situación de estas torres no tenía un lugar determinado, unas veces se construían a los pies o en el lugar del cimborrio o a un costado o incluso exentas. Estas torres-fortaleza fueron perdiendo su aspecto a través de las múltiples restauraciones y cambios pero todavía se las distingue por tener sus cuerpos bajos muy sólidos y sin vanos. A veces se encuentran incorporadas al sistema defensivo de la ciudad, a una muralla, como ocurre con la torre de San Isidoro de León o la de la catedral de Zamora. Independientemente del destino que pudieran tener las torres de las iglesias, por lo general se construían procurando la mayor belleza posible. Algunas han llegado a ser por sí solas lo más atractivo de la iglesia a la que pertenecen, como ocurre con las torres románicas de las iglesias de Segovia, siendo la de San Esteban la más famosa. Un caso diferente es el de las torres del románico de ladrillo de la ciudad de Sahagún (León). Se colocaron sobre el tramo recto del ábside, debido a que, al estar construidas las iglesias en ladrillo (material menos consistente que la piedra) fueron buscando el lugar de mayor resistencia que era siempre el emplazamiento de los ábsides.
Hubo también la llamada torre pórtico, construida a los pies de la iglesia, pero han sobrevivido pocos ejemplares en mal estado y en su mayoría muy transformadas en estilo gótico. Subsiste la torre-pórtico románica de la desaparecida Colegiata de Santa María la Mayor (Valladolid), desmochada pero conservando todavía las impostas de ajedrezado jaqués; solo puede apreciarse desde la parte trasera pues en 1333 fue inutilizada al construir delante la capilla funeraria de San Juan y San Blas que ahora forma parte del museo catedralicio.

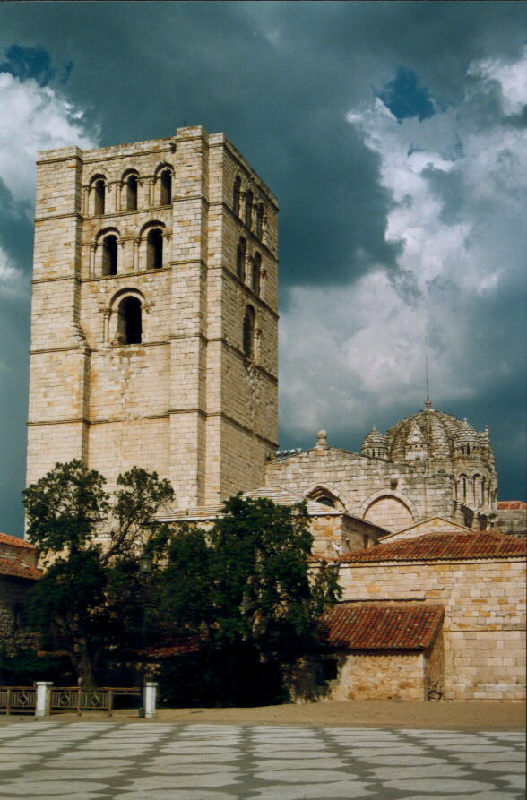
Torre defensiva de la catedral de Zamora
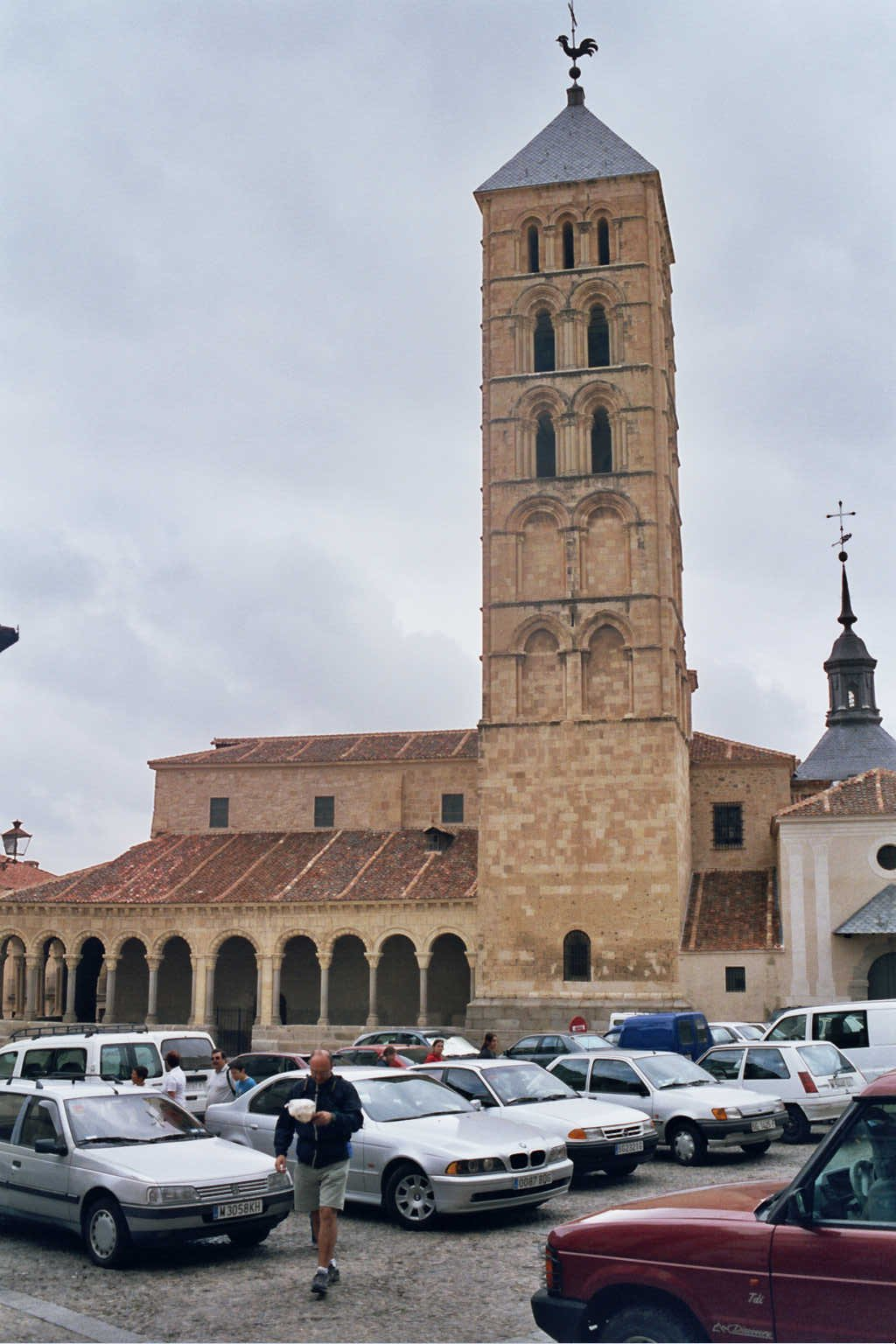
Torre románica de San Esteban de Segovia
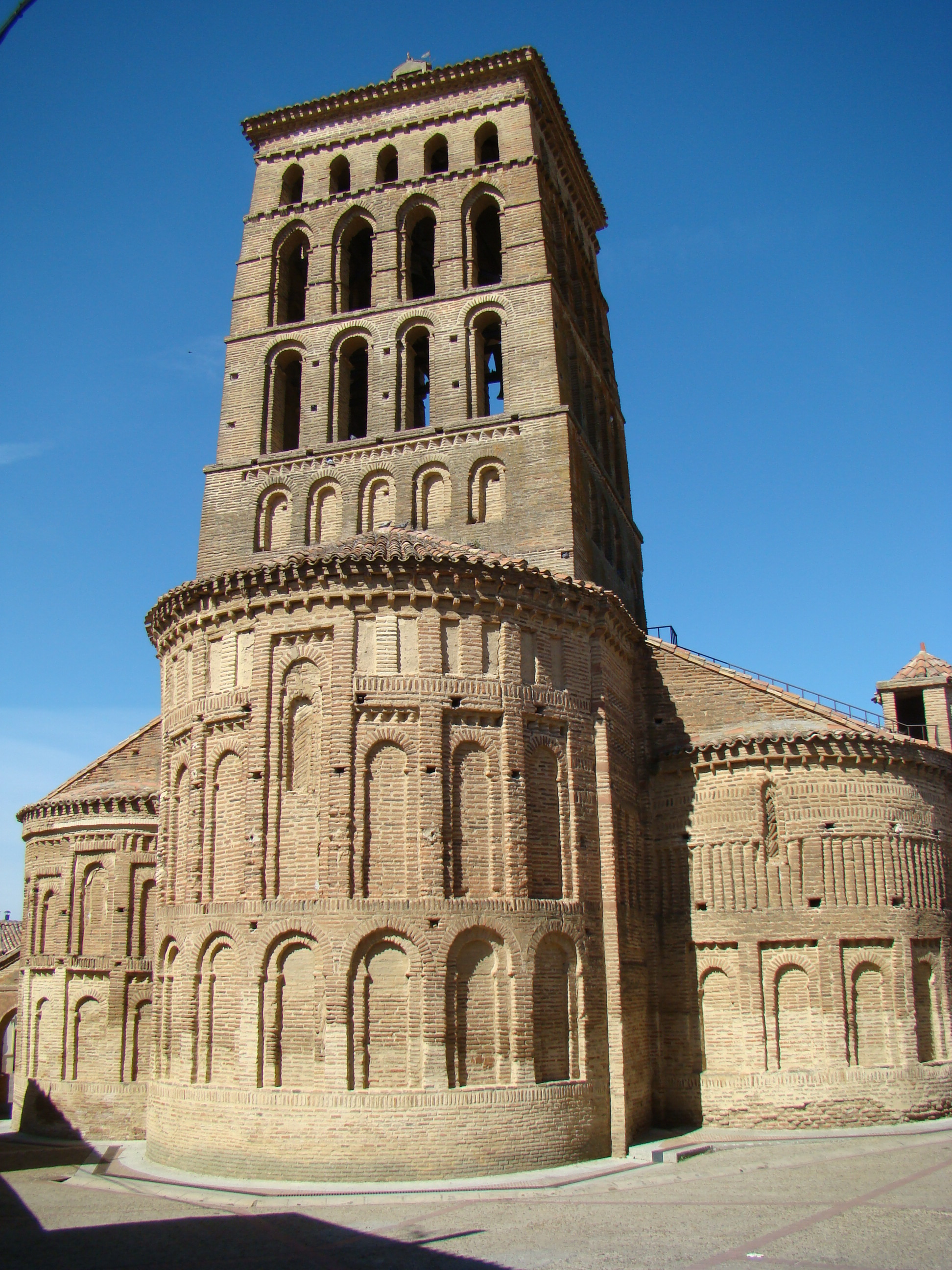
Iglesia de San Lorenzo de Sahagún. La torre se levanta sobre el tramo recto del ábside
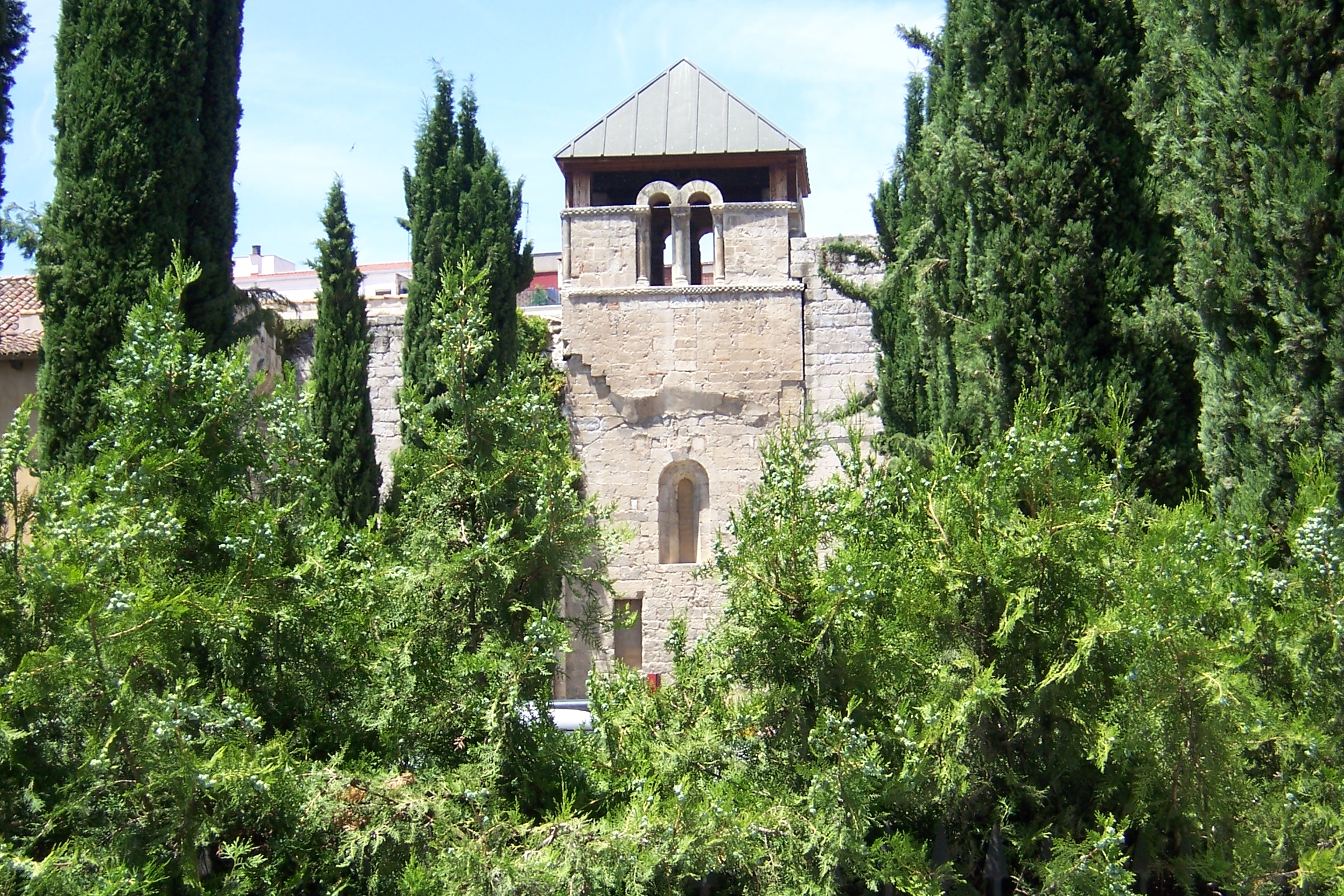
Torre-pórtico románica de la antigua Colegiata de Valladolid. Se ve la parte trasera que daba sobre la nave de la iglesia

Espadañas

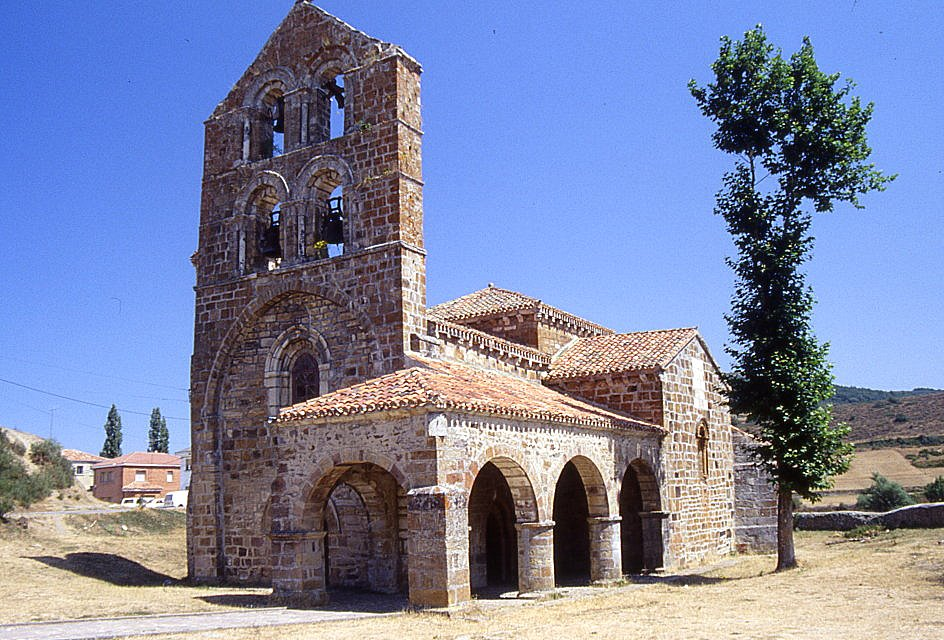
Espadaña de la iglesia de San Salvador de Cantamuda (provincia de Palencia)

Las espadañas son elementos constructivos que cumplen más modestamente la función para cobijo de las campanas.
En el románico fueron muy difundidas, aunque la mayoría de ellas ha resistido mal el paso del tiempo y muchas de las que se ven fueron totalmente restauradas en otras épocas. Pueden tener un piso o varios y el número de vanos para las campanas es indeterminado.
Pórticos y galerías porticadas

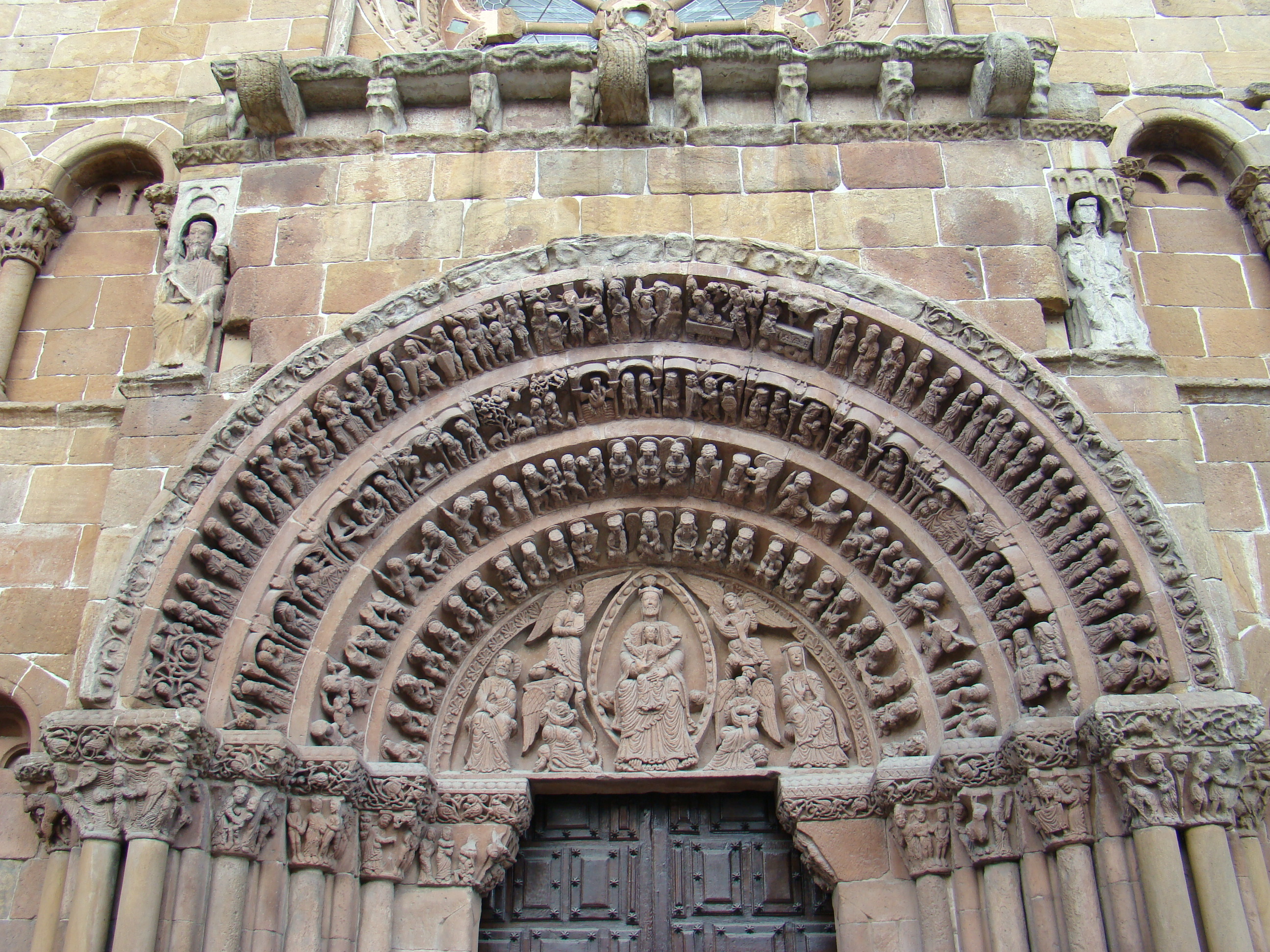
Fachada de la iglesia románica de Santo Domingo en Soria. Pueden verse las ménsulas de piedra (junto a los modillones) que sirvieron en su día para sujetar un pórtico de madera

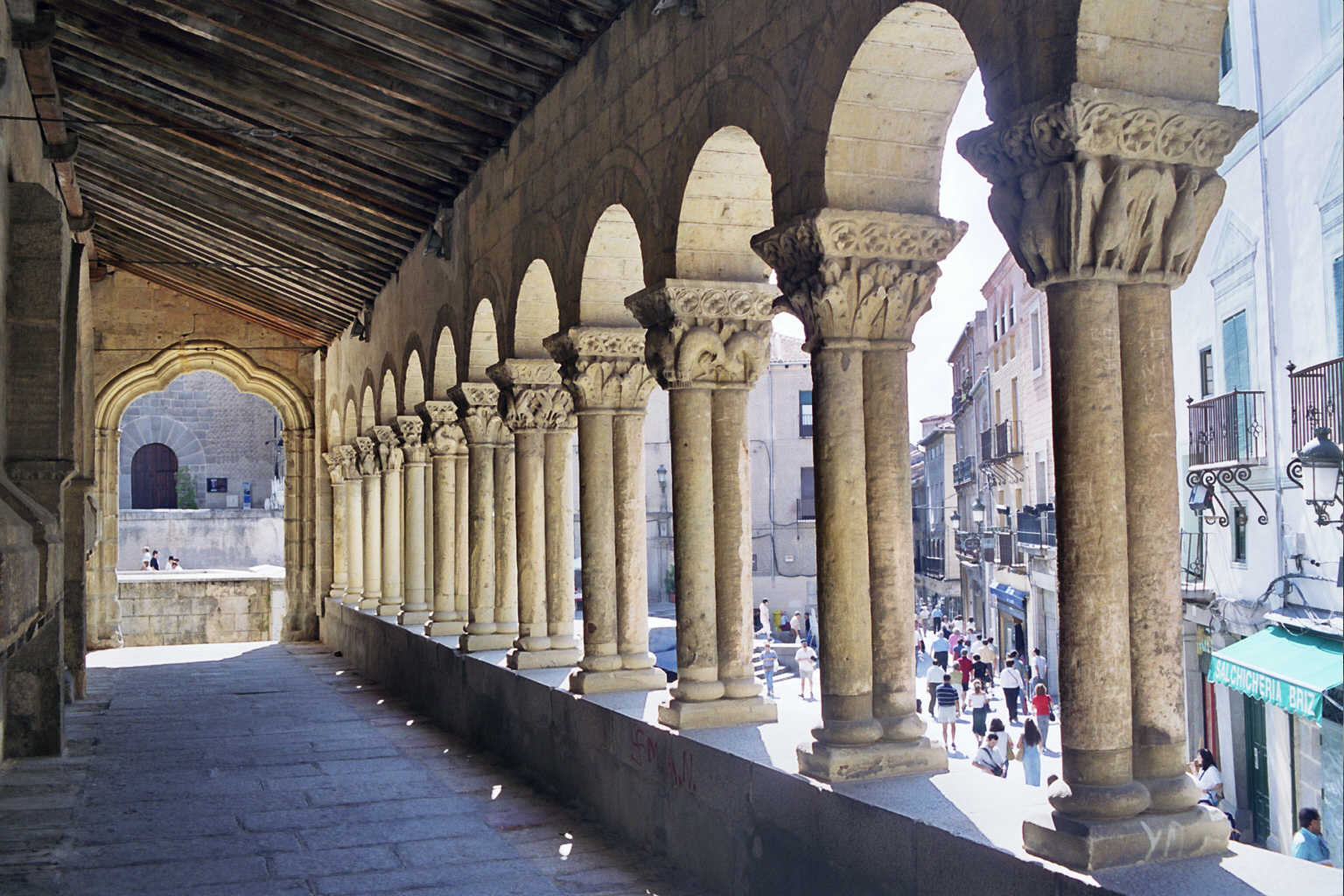
Iglesia de San Martín (Segovia)

El pórtico es un espacio arquitectónico diseñado en su origen para prevenir de las inclemencias del tiempo. Se construía tanto en las iglesias rurales como de ciudad, delante de la puerta principal para protegerla. En la mayoría de los casos fueron hechos con estructura de madera que no resistió el paso del tiempo, pero en muchas ocasiones la construcción fue en piedra dando lugar a galerías de gran desarrollo que en algunos casos fueron verdaderas obras de arte. En la fachada de la iglesia de Santo Domingo de Soria pueden apreciarse vestigios de lo que debió ser la construcción de un pórtico de madera. Se observan los modillones de piedra en forma de ganchos, utilizados para apoyar las rastras del tejaroz.
Los pórticos fueron un recuerdo del nártex de las basílicas latinas. Formaba un cuerpo avanzado sobre la parte central de la fachada principal y si esta fachada tenía torres, entonces ocupaba el espacio comprendido entre ellas. Otras veces ocupaba todo el largo de la fachada, formando un espacio cubierto al que se llamó «galilea» cuando estaba dedicado a enterramiento «sin retablo ni altar, ni apariencia de capilla», especialmente para «próceres o reyes». Lo que hoy se conoce como Panteón de reyes de San Isidoro de León fue inicialmente un clásico pórtico románico (no estaba cerrado como ahora) abierto y separado por columnas. Cuando se añadieron los sepulcros de los reyes fue cuando se convirtió en panteón y se cerró.
Estos pórticos fueron evolucionando en las galerías porticadas típicas del románico segoviano. Estas galerías sueden confundirse con los pórticos y de hecho así sucede en la terminología vulgar, pero difieren bastante en cuanto a construcción, destino y localización geográfica. Se encuentran en una amplia zona de Castilla; no solo en la provincia de Segovia (las iglesias de San Martín y San Millán en la capital, iglesia de la Asunción en Duratón) o en zonas limítrofes (Jaramillo de la Fuente en la sierra de la Demanda), sino en toda la Extremadura castellana. En la provincia de Soria se dieron los primeros ejemplares: San Esteban de Gormaz, iglesia San Pedro Apóstol de Bocigas de Perales, San Martín en Aguilera, ermita de Santa María de Tiermes en Montejo de Tiermes, etc. Fue tradicional el hecho de construir siete vanos o arcos dando lugar a una cierta especulación sobre el sentido simbólico del número siete en las Sagradas Escrituras. Se desconoce el origen y el uso primitivo que se les pudo dar, pero al ser un lugar cerrado pronto se usaron como reunión de concejos y de vecinos, costumbre que se implantó a lo largo de toda la geografía. Están colocadas sobre un pódium bastante alto con columnas simples o pareadas; tienen un tejaroz que suele estar bastante adornado y se cubren con madera; recorren una de las fachadas laterales de la iglesia o las dos, y a veces también la principal.

Galerías porticadas románicas
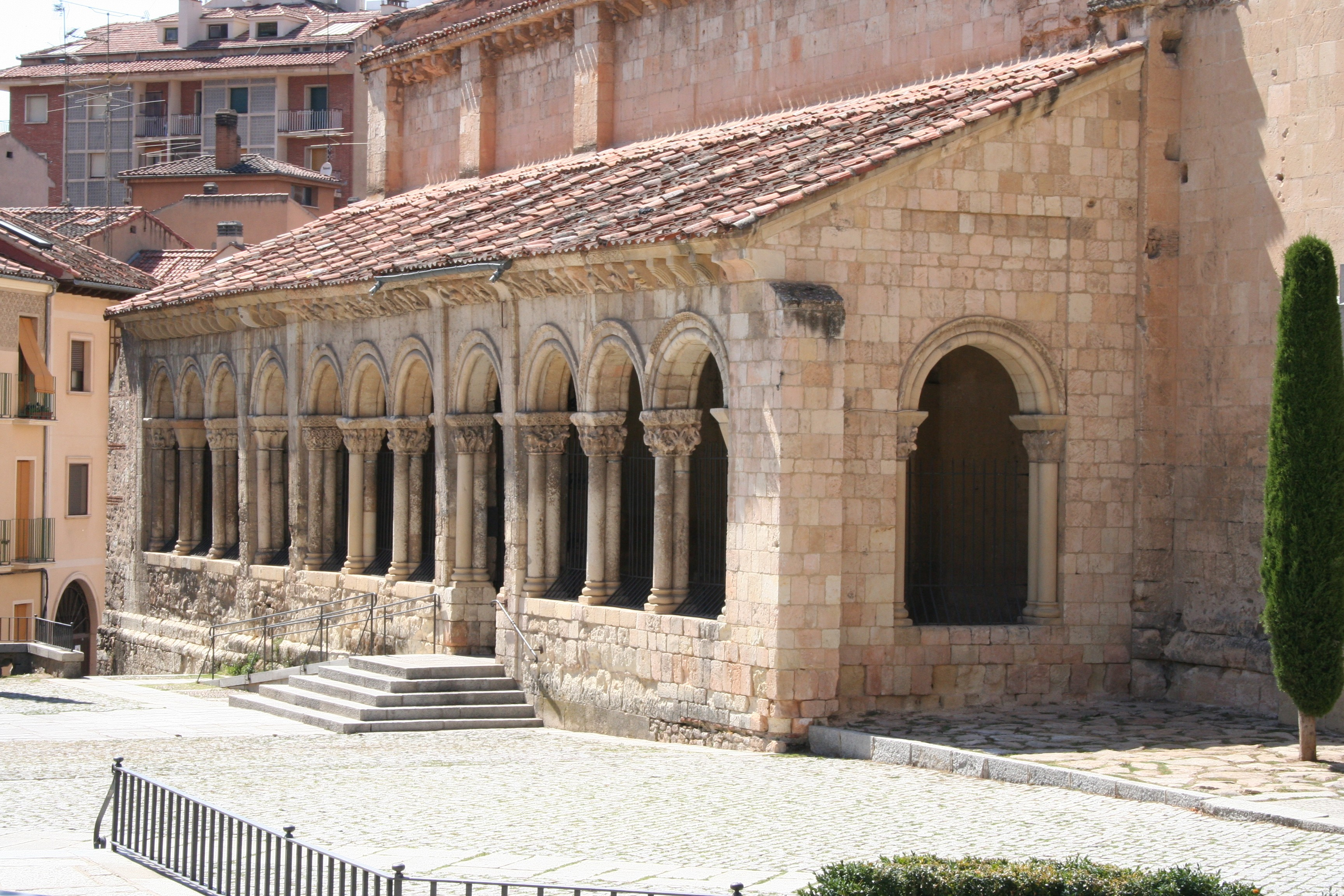
Galería románica de la iglesia de San Millán en Segovia
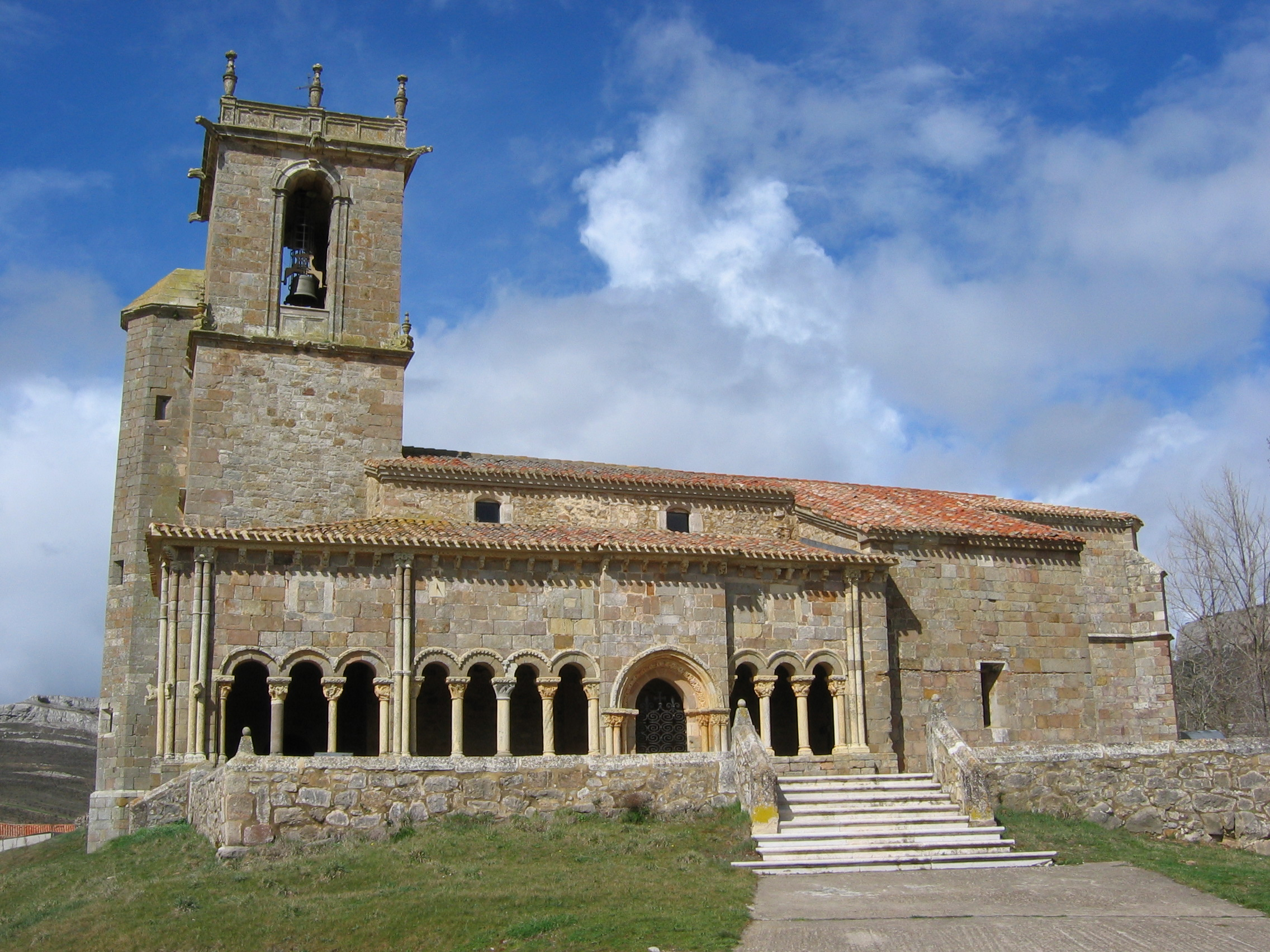
Galería de la iglesia de San Julián y Santa Basilisa, en Rebolledo de la Torre (Burgos)
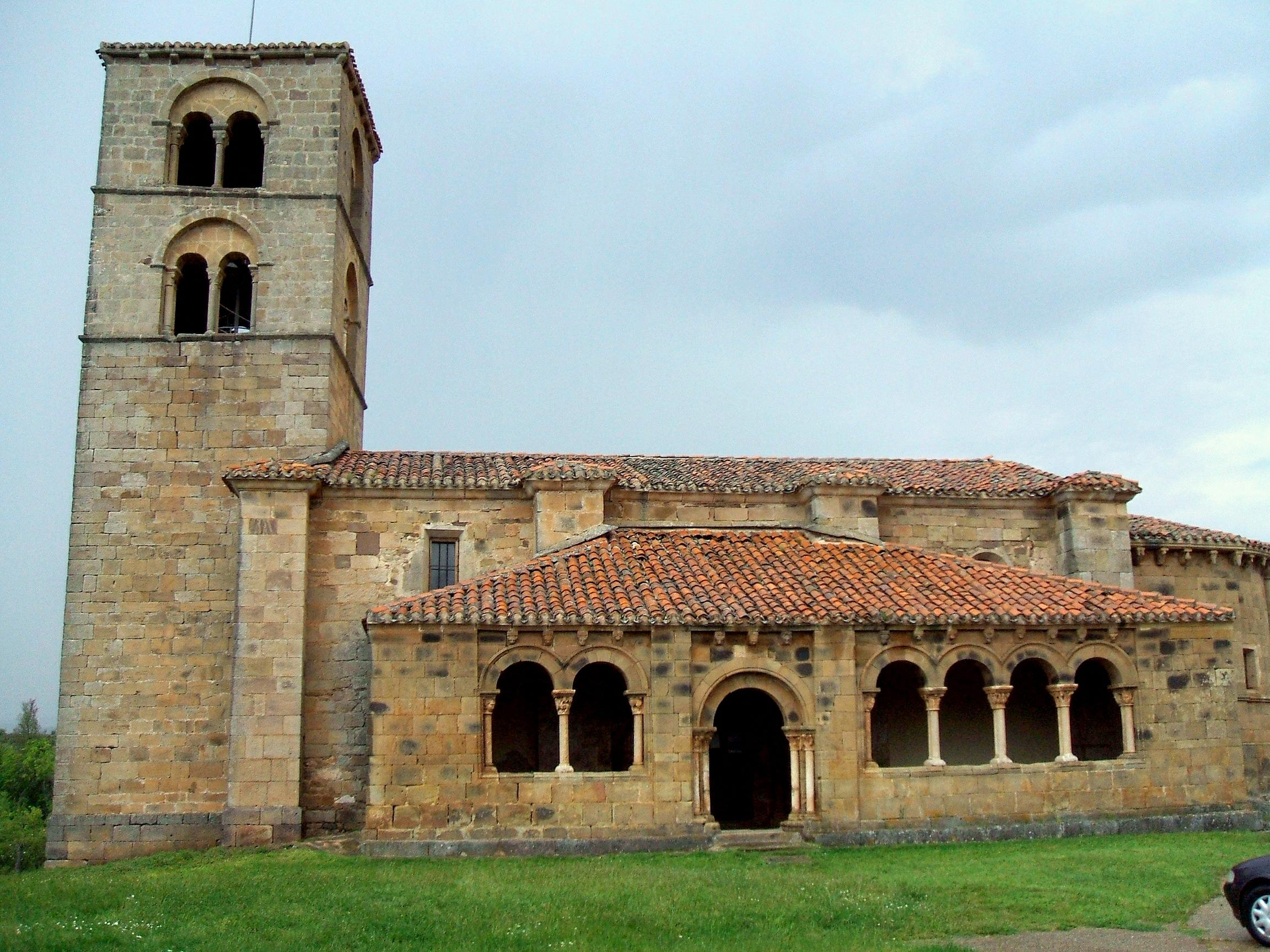
Galería de la iglesia de la Asunción de Nuestra Señora (Jaramillo de la Fuente
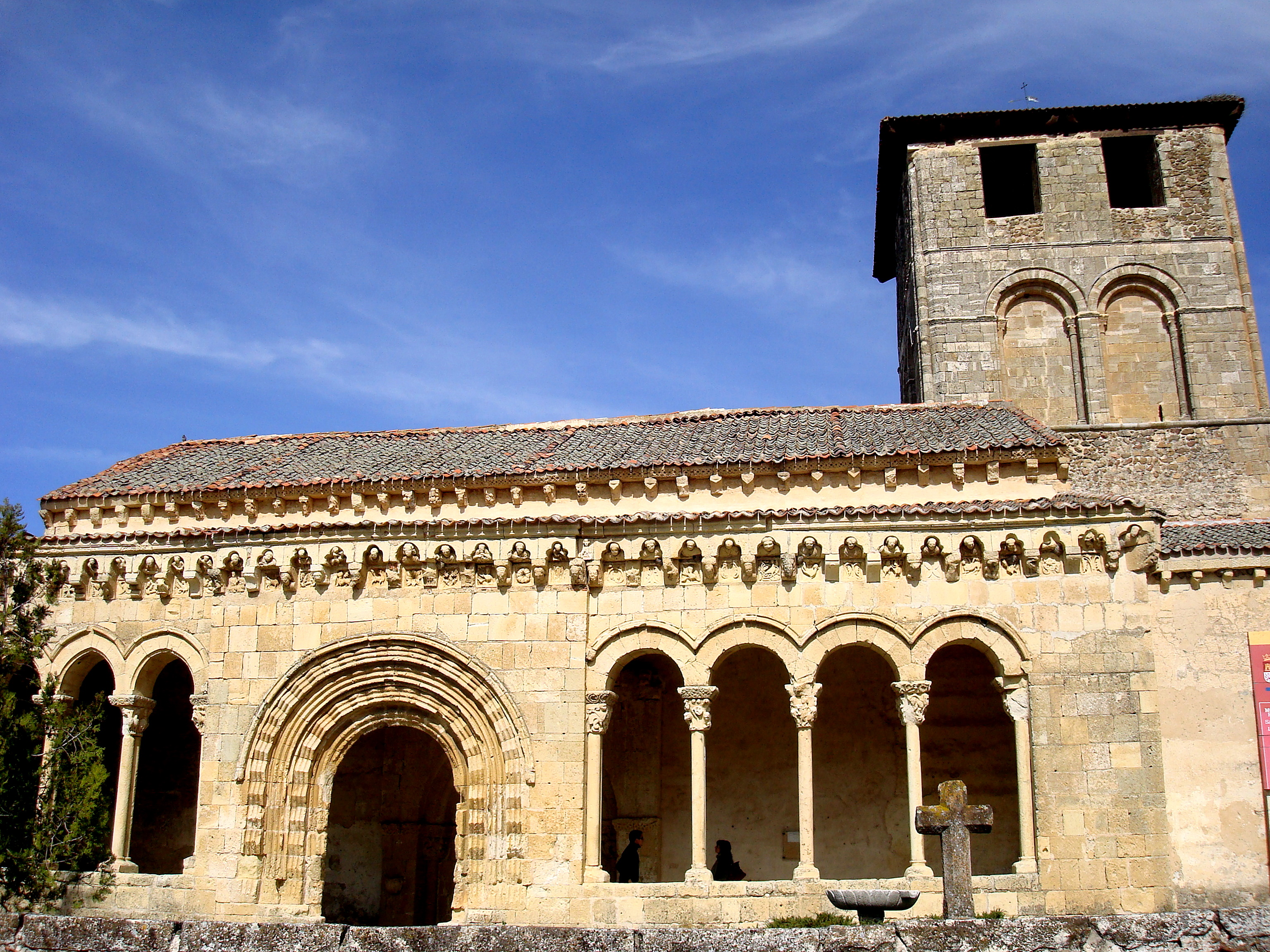
Galería de laiglesia de San Miguel de Sotosalbos  (Segovia)
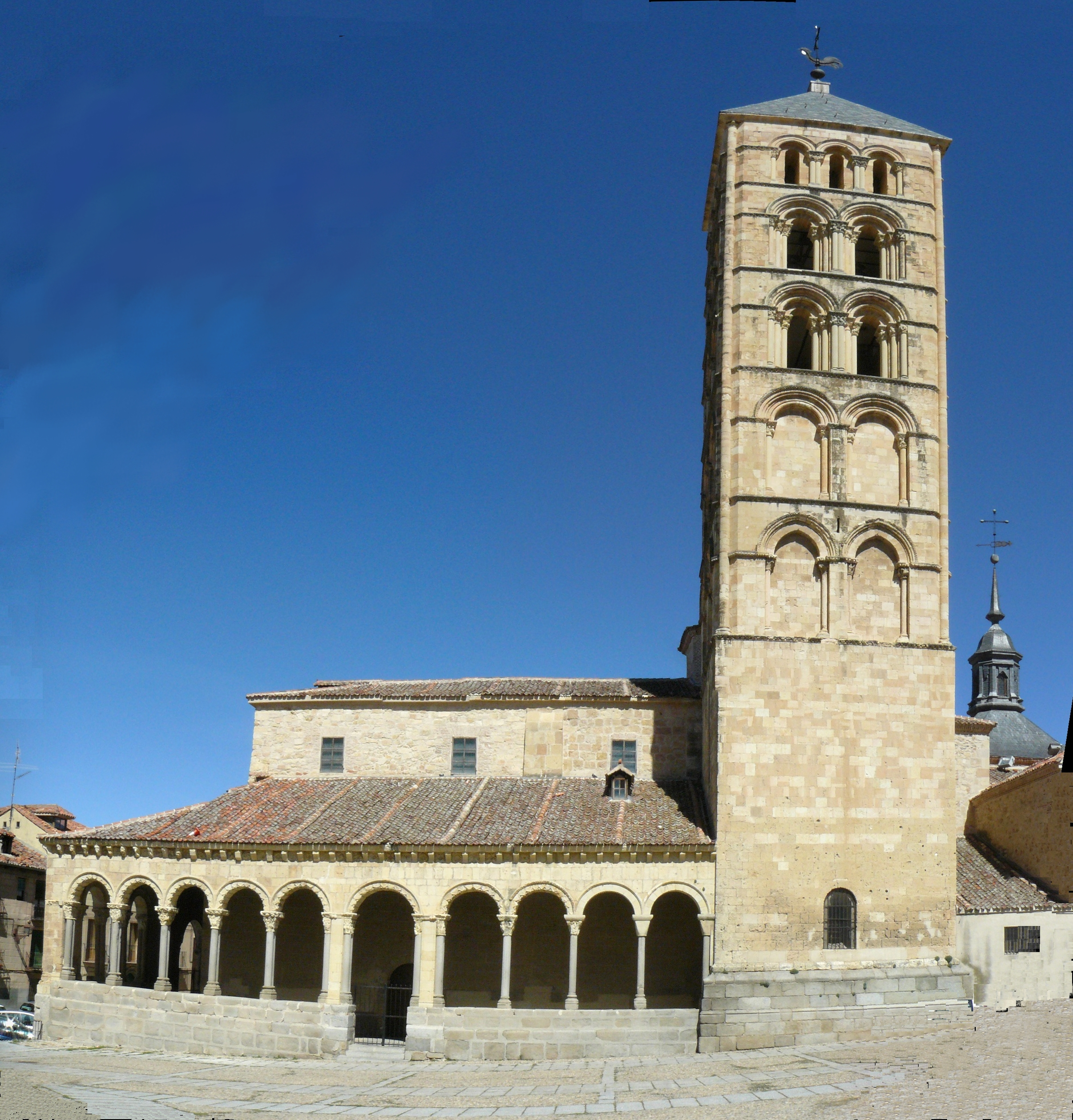
Galería y torre de la iglesia de San Esteban de Segovia

Tribunas
Las tribunas eran unas galerías construidas sobre las naves laterales desde las cuales las personas importantes podían seguir la liturgia. Son muy escasas porque apenas se les dio importancia en el románico de España. Se conocen dos ejemplos: la tribuna de San Vicente de Ávila y la de San Isidoro de León. La historiografía tradicional ha supuesto que en esta última iglesia se trataba de un espacio especial para la reina Sancha, esposa de Fernando I, pero estudios más recientes demuestran que las fechas no concuerdan. Se tiene pocas noticias sobre este añadido arquitectónico.

Tribunas de San Vicente de Ávila

Portadas

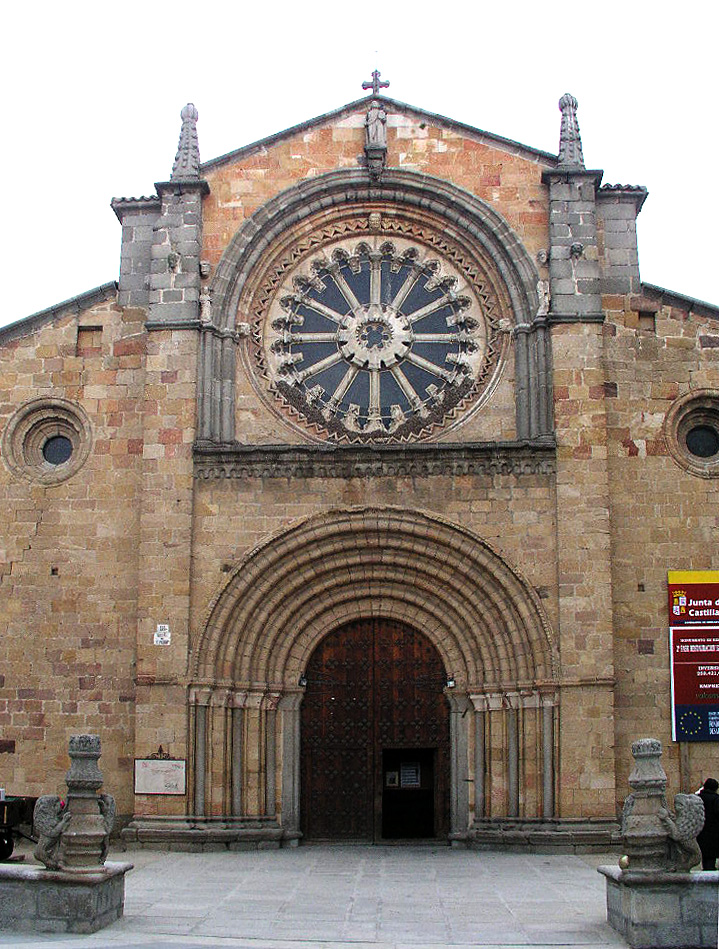
Portada románica con arquivoltas de San Pedro (Ávila).

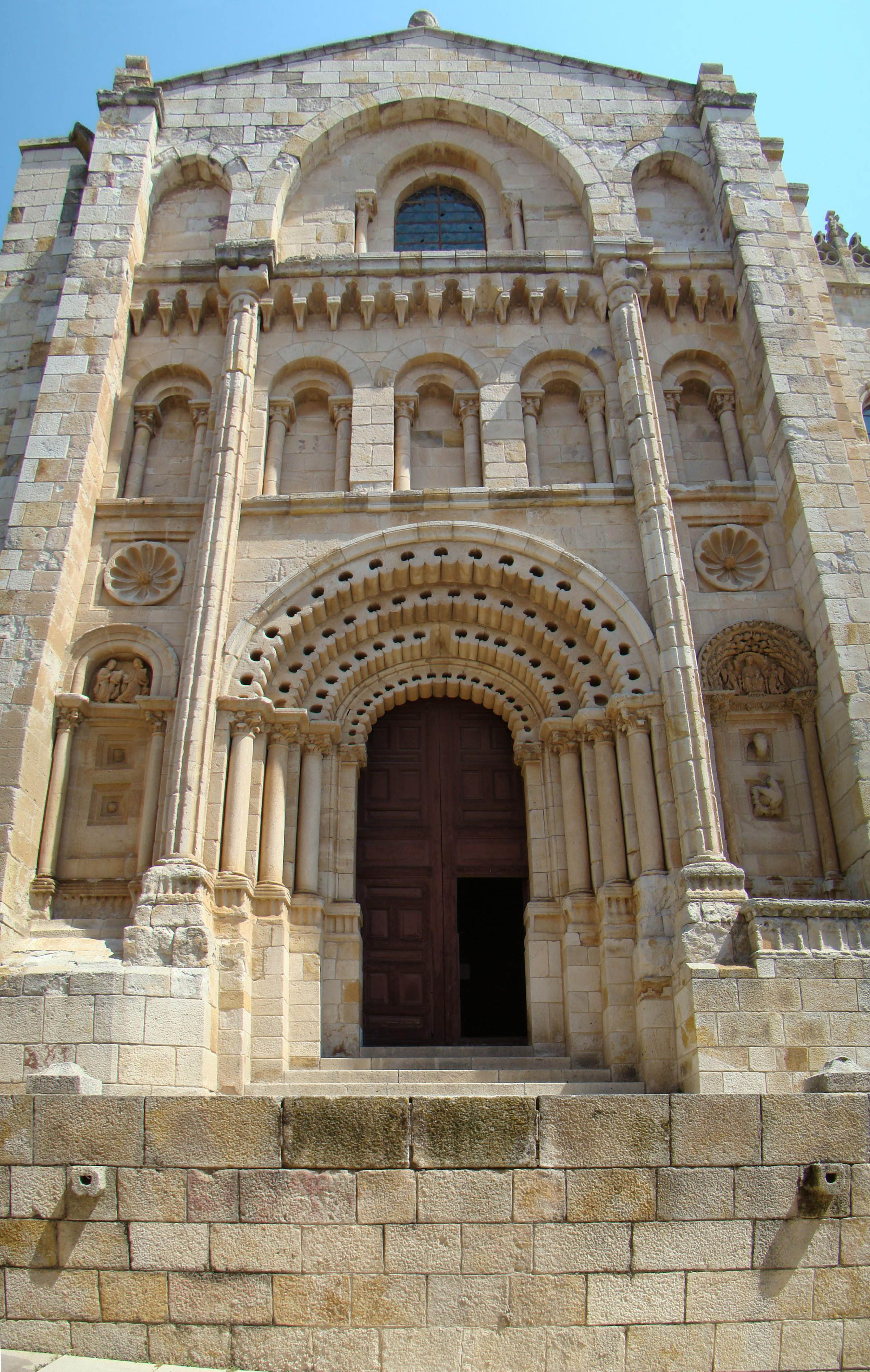
Portada románica llamada del Obispo en la catedral de Zamora (sin tímpano).

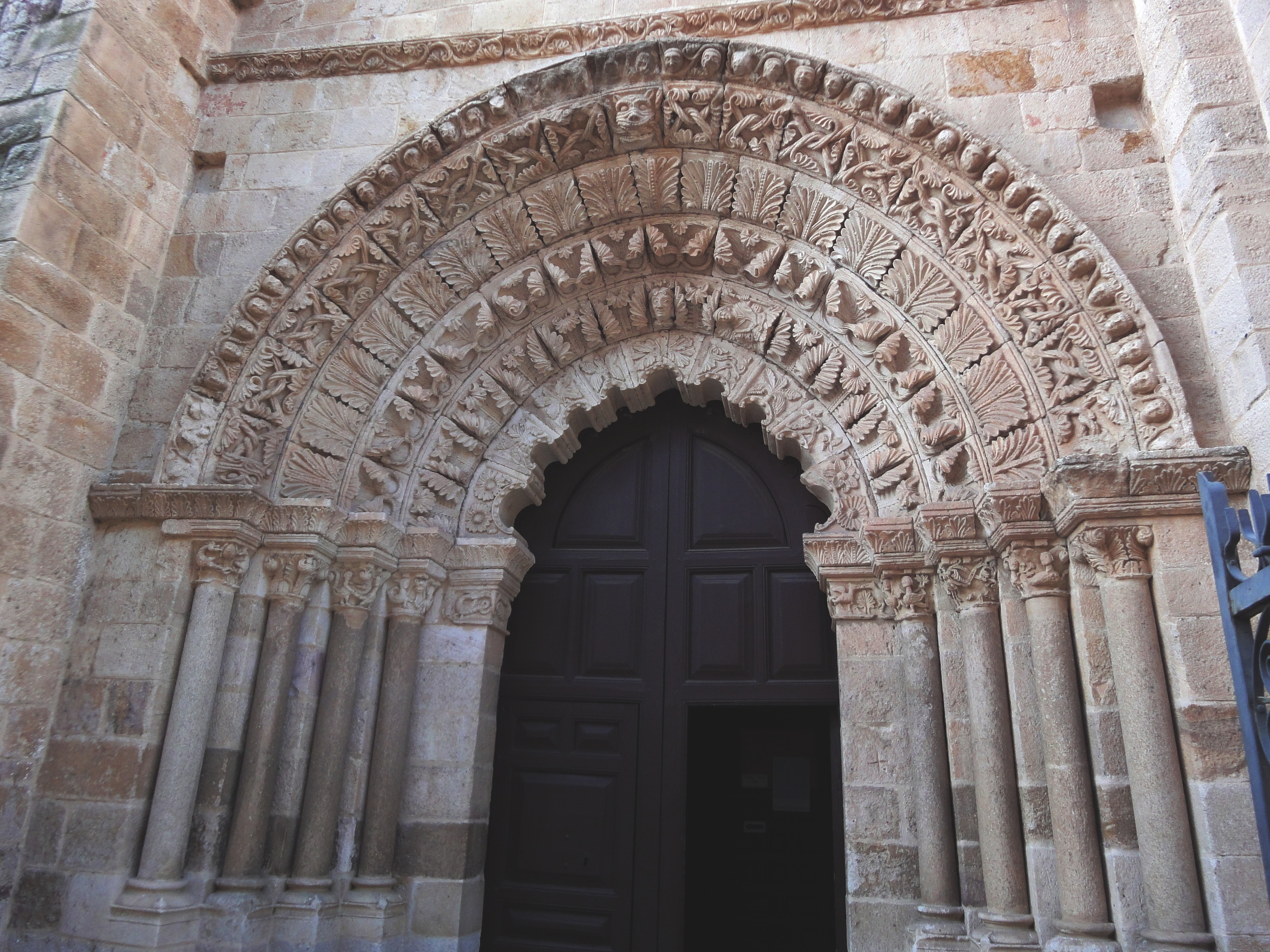
Puerta románica de la iglesia de la Magdalena en Zamora. Decoración vegetal muy rica. Arcos polilobulados en la arquivolta más pequeña

Con el románico pleno se introdujo la gran portada escultórica, rematada por un tímpano que a veces estaba profusamente esculpido y en otras ocasiones se recurría a la pintura. (También hubo portadas sin tímpano). Las portadas decoraban por entero el centro de las fachadas. Al ser los muros de gran grosor, el vano de las puertas se tenía que abrir en arcos abocinados, formando las arquivoltas que van tomando un tamaño mayor de dentro a fuera. Cada arquivolta se corresponde con una columna en cuyo capitel van apoyadas. En todos estos elementos la decoración iconográfica es abundante y suele formar una unidad historiada con el tímpano. En algunas portadas existe también un friso ricamente elaborado, así como se labran muchas veces las enjutas.
El románico de Castilla y León es rico en portadas artísticas, historiadas o con ornamentación geométrica o vegetal, empezando por las que se consideran como las más antiguas: Portada del Cordero y portada del Perdón, ambas en la colegiata de San Isidoro de León.
En la zona soriana las portadas de las iglesias rurales están abiertas en el lado sur del edificio y son de ornamentación muy sencilla, con arquivoltas aboceladas y con decoración geométrica (baquetón, bolas, zigzag, flores, dientes de sierra, bocel o toro, entrelazos, puntas de diamante, etc). Carecen de tímpano. También existen portadas muy labradas en las grandes iglesias, siendo el mejor ejemplo el de Santo Domingo en la ciudad de Soria, con unas arquivoltas historiadas de relieves radiales, siguiendo la escuela de Poitou.
En la zona palentina se difundió por varias corrientes de artistas, durante el último tercio del siglo XII, un estilo renovador de escultura de gran impacto. Mientras que durante el románico pleno no se había dado la construcción de monumentales portadas, fue entonces, en el tardorrománico, cuando pueden encontrarse. Un buen ejemplo está en la fachada occidental de la iglesia de Santiago de Carrión de los Condes, que muestra un conjunto escultórico extraordinario. De los tres arcos, es el central el que está ricamente esculpido con el tema historiado de los artesanos en plena actividad de su oficio: Un forjador de espadas, un sastre, un alfarero, un fundidor, un cocinero, un herrero, un escribano, un monje copista, un arpista, un cerrajero, un zapatero, una plañidora, un músico, una danzarina contorsionista, un sastre y otros de peor identificación. Todos estos personajes están labrados en forma radial con respecto al arco. Por encima, otro arco está adornado con motivos geométricos. Tangente a este último se desarrolla una imposta con el clásico ajedrezado y por encima el friso que ha dado la fama a esta puerta de la iglesia de Santiago. En el centro y dentro de una mandorla muy elaborada está el Pantocrátor, bendiciendo con su mano derecha y sosteniendo el libro de la sabiduría con la izquierda. Es una escultura realizada en un solo bloque de piedra, digna de un gran maestro y muy próxima ya al estilo gótico. A sus costados están tallados los símbolos de los cuatro evangelistas. Se puede considerar casi una réplica la portada de la iglesia de San Juan Bautista de Moarves de Ojeda, con un friso muy parecido pero salido del taller de escultores menos expertos.
Las portadas de la zona zamorana presentan arquivoltas muy trabajadas, ricas en tallas vegetales y geométricas y a menudo polilobuladas: San Claudio de Olivares, la colegiata de Toro y, en la propia ciudad de Zamora, la Magdalena, San Juan de Portanova y la catedral.
En Ávila destaca la portada occidental de la iglesia de San Vicente, con cinco arquivoltas muy elaboradas, parteluz y figuras de los apóstoles en el lugar de las columnas. De todas las provincias castellano-leonesas, Valladolid es la que cuenta con menos edificios románicos y no hay ninguna portada que resalte excepcionalmente.

Portadas románicas
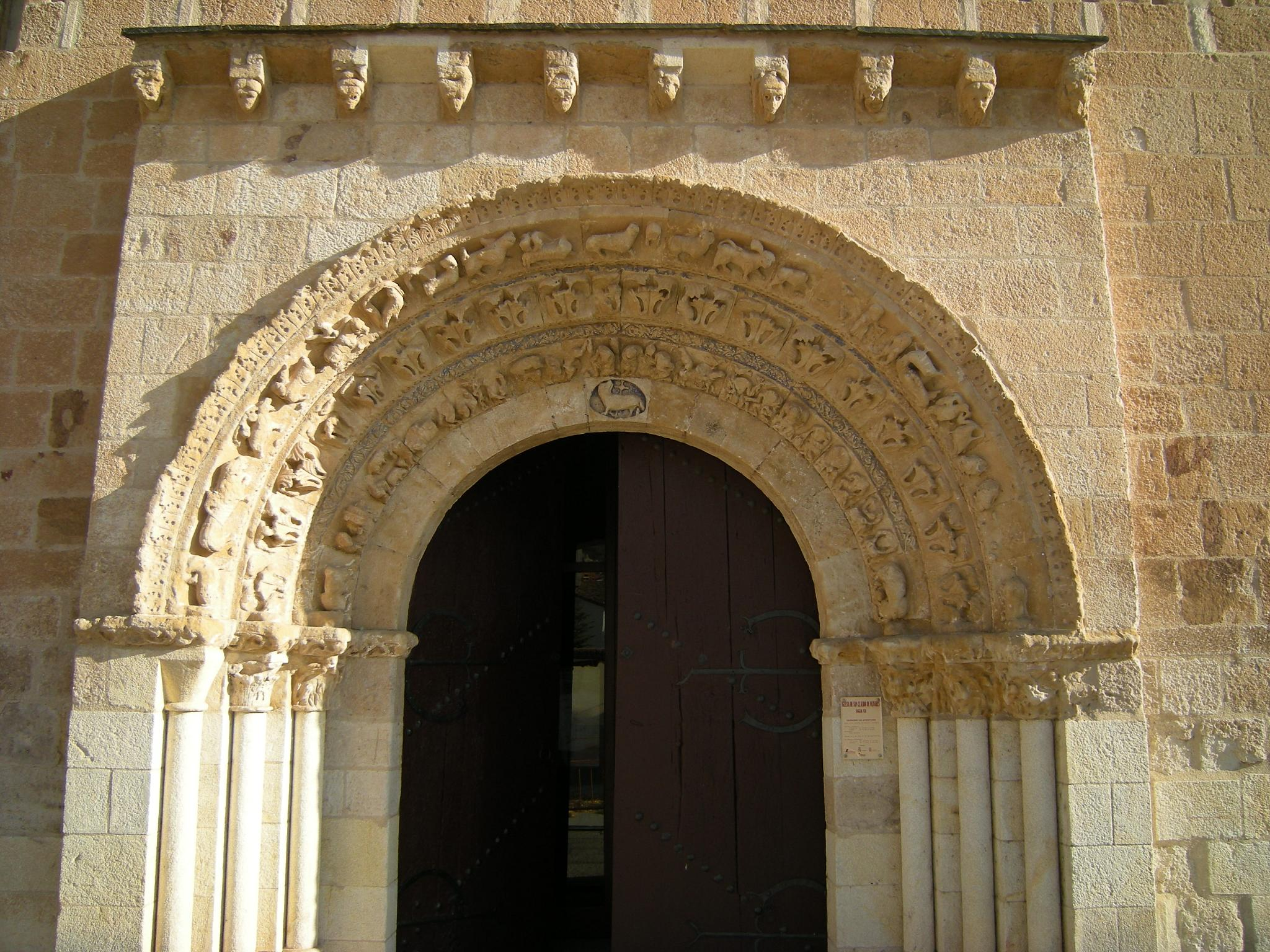
San Claudio de Olivares (Zamora), arquivoltas con decoración variada
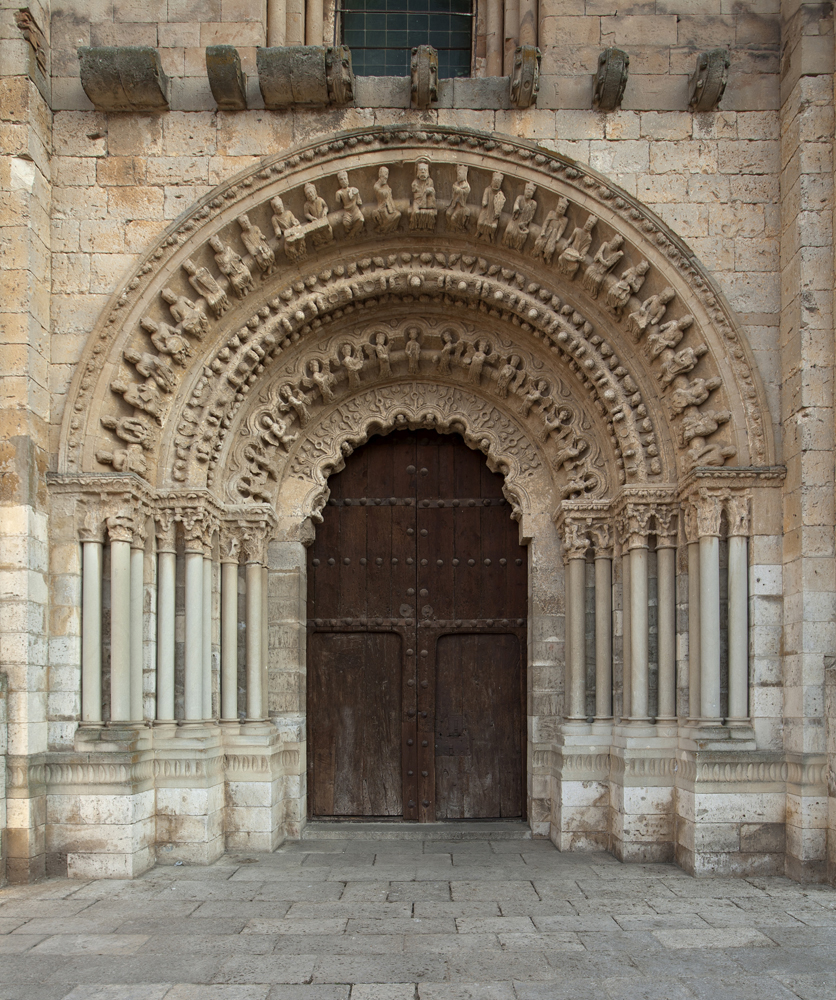
Colegiata de Santa María la Mayor (Toro,  (Zamora)
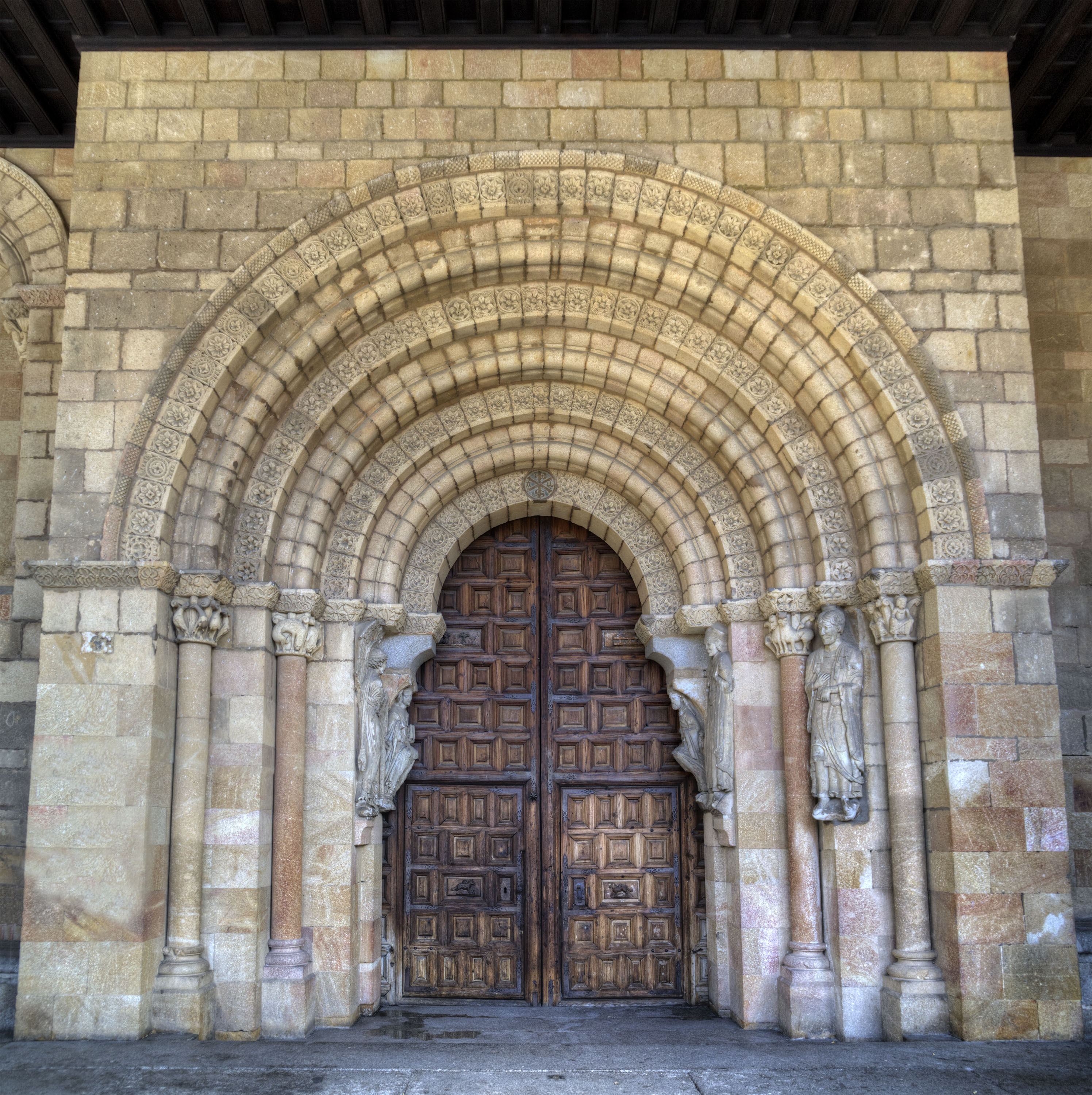
Portada sur de la basílica de San Vicente de Ávila
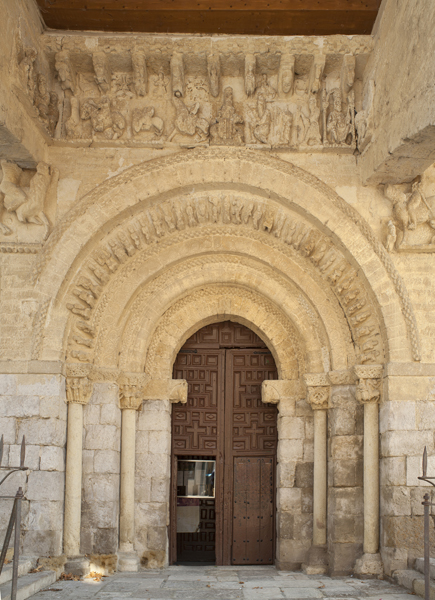
Iglesia de Santa María del Camino, Carrión de los Condes
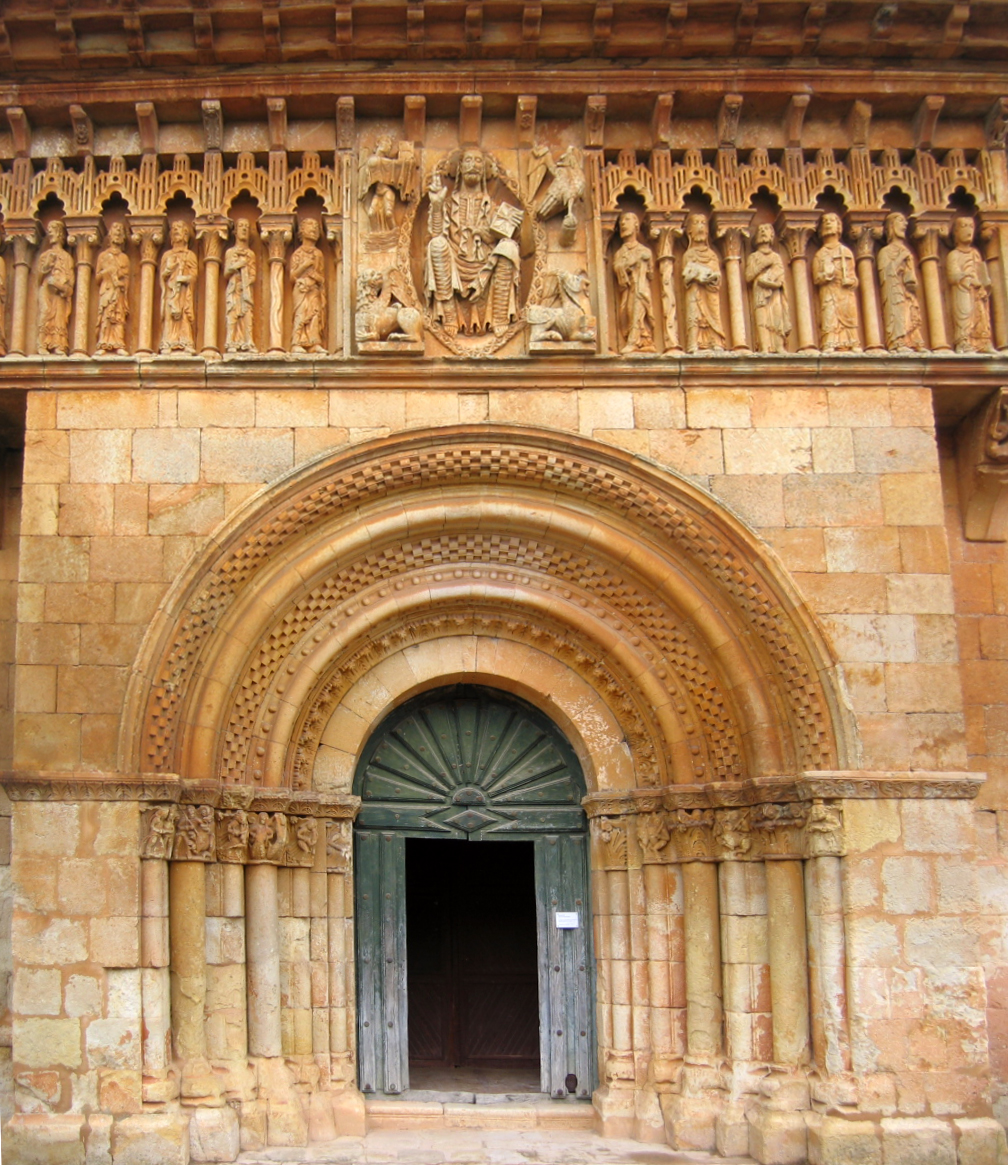
Portada con friso en la iglesia de San Juan Bautista de Moarves de Ojeda (provincia de Palencia)
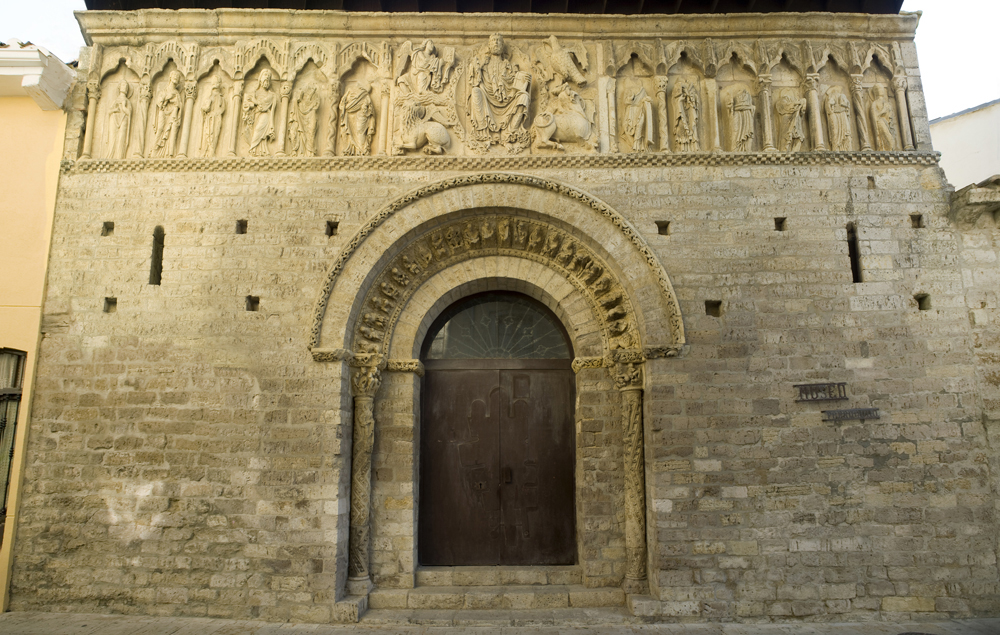
Portada con friso de la iglesia de Santiago el Mayor de Carrión de los Condes

Portadas románicas con tímpanos
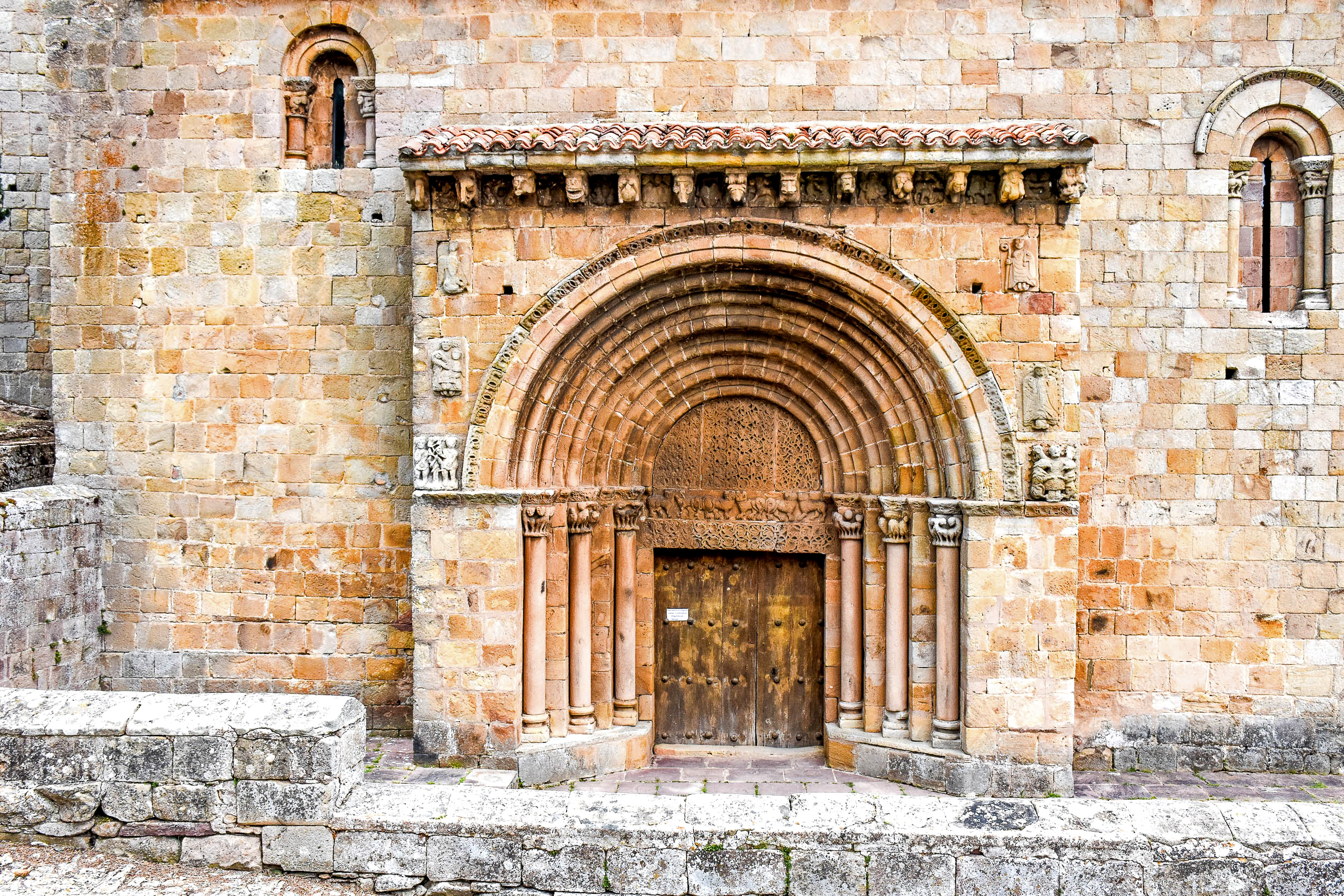
Colegiata de San Pedro de Cervatos
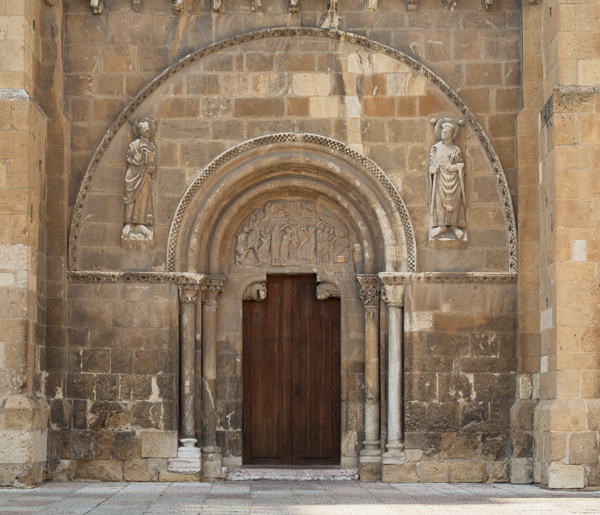
Puerta del Perdón en la fachada sur de San Isidoro de León
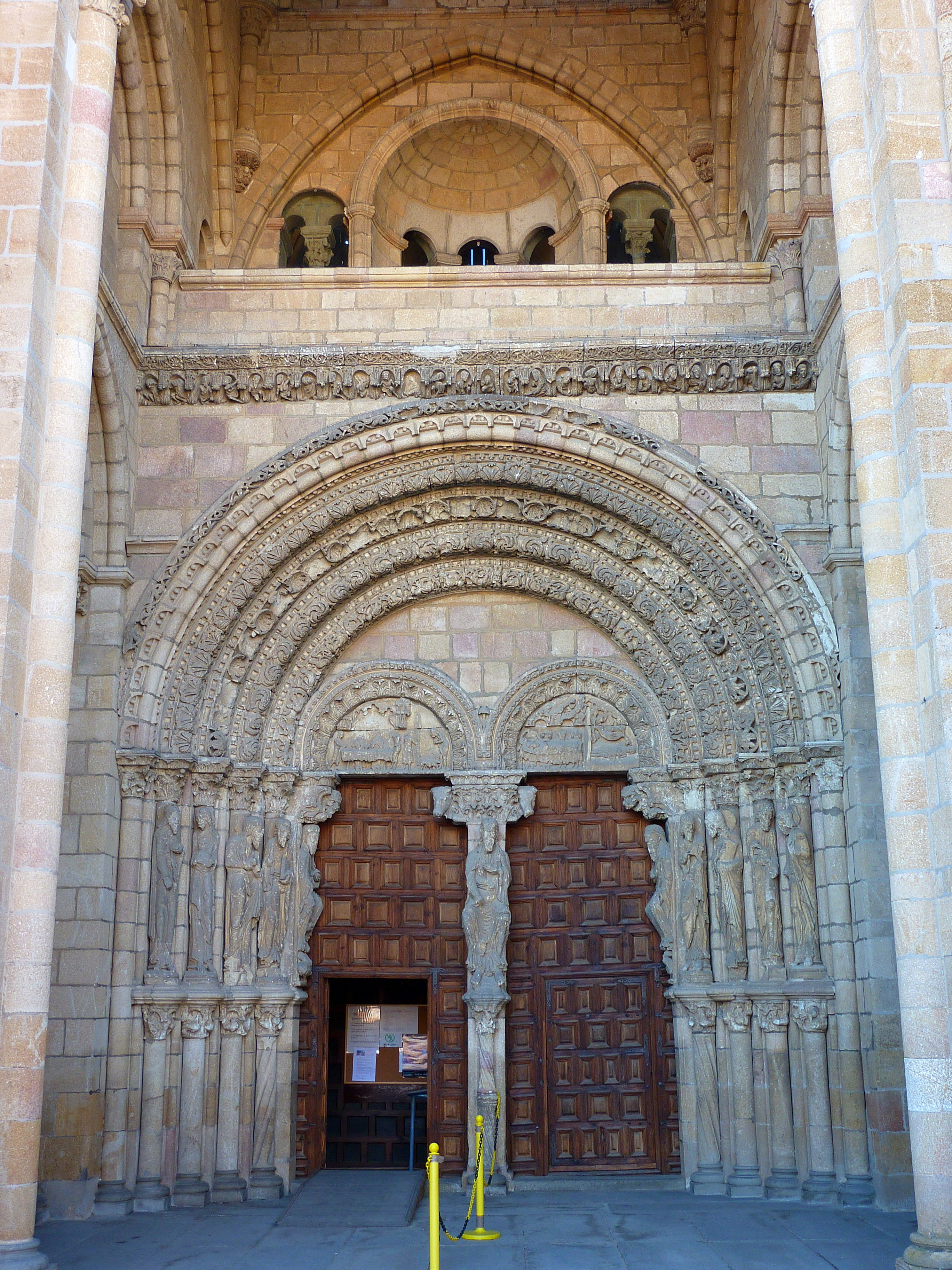
Portada occidental de la basílica de San Vicente de Ávila
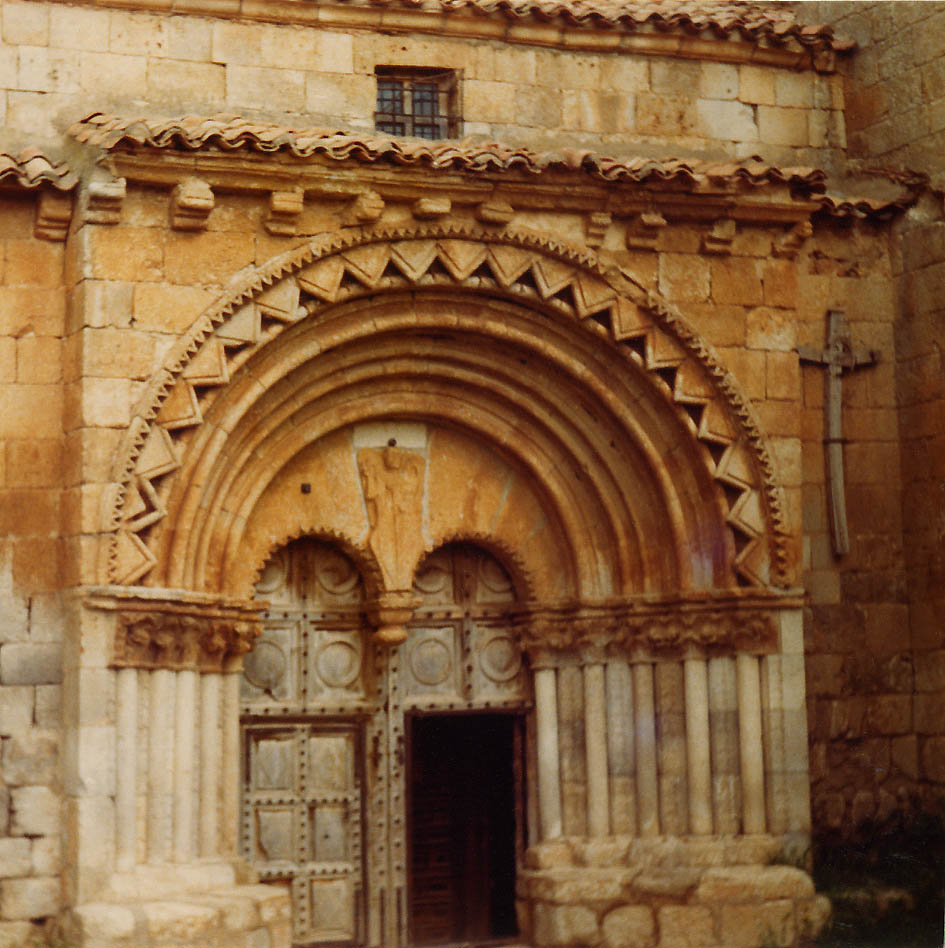
Portada sur de la iglesia de San Miguel en Caltójar (Soria)

## El claustro reglar y sus dependencias

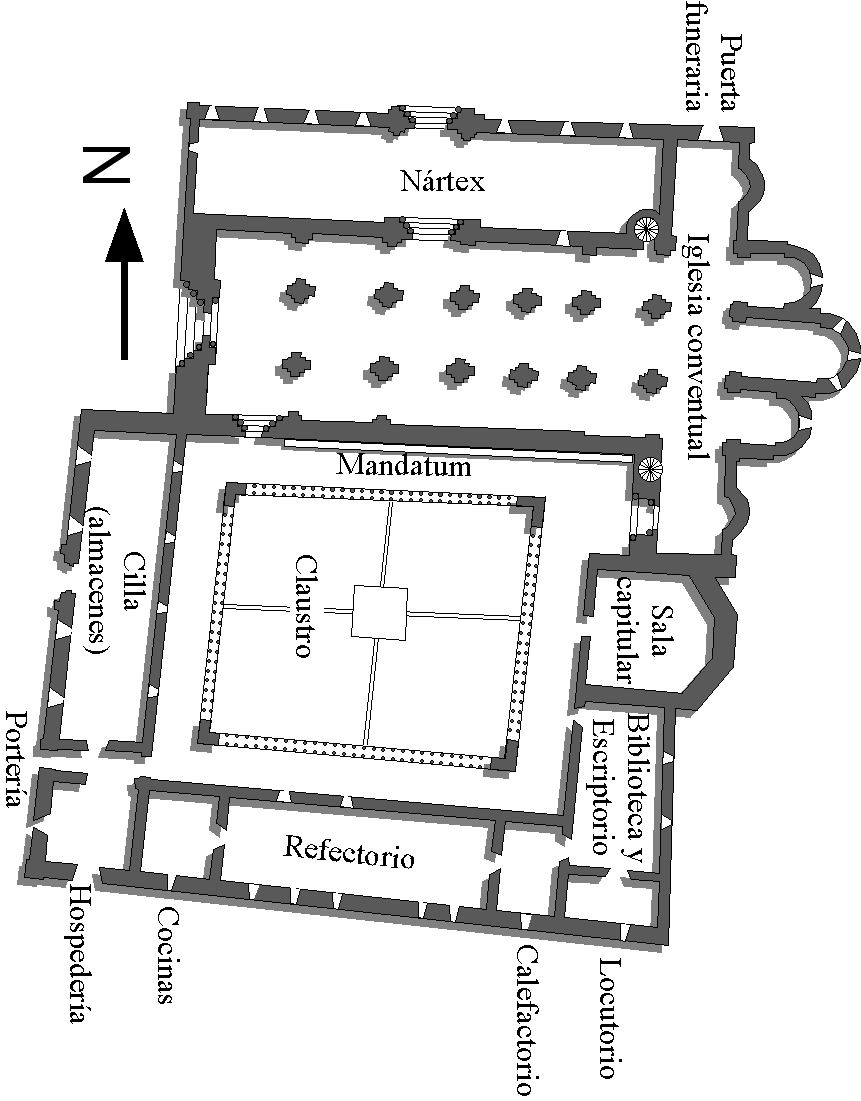
Planta de Santo Domingo de Silos (provincia de Burgos)

El claustro es un conjunto arquitectónico construido siempre junto a las iglesias catedrales y las iglesias monacales, pegado a su lado norte o sur. El claustro por excelencia es el que difundieron los monjes benedictinos. Las distintas dependencias del claustro, articuladas en los cuatro lados de un patio cuadrangular, estaban dedicadas al servicio de la vida de la comunidad.
En el románico de Castilla y León el claustro no presenta ninguna novedad o diferencia respecto al modelo de Cluny. Las dependencias importantes se fueron colocando siempre en las mismas zonas: la panda pegada al muro de la iglesia no tiene ninguna distribución en habitaciones precisamente por encontrarse con dicho muro. Recibe el nombre de mandatum por celebrarse en ella el ritual del lavatorio de pies o mandatum todos los sábados y el Jueves Santo. En esta galería estaban instalados unos bancos donde los monjes o canónigos se sentaban para leer o meditar en las horas de recreo. La panda opuesta es la que se dedica a refectorio (comedor), calefactorio (cuando lo hay) y cocina. La panda este se encuentra ocupada por la estancia más importante en la vida de los monjes, la sala capitular. Suele ser una pieza bien construida, con bonitas bóvedas y buenas esculturas en los capiteles de las tres puertas de acceso que suele tener. A su lado y cerca del cuerpo de la iglesia se solía reservar un hueco llamado armariolum o armarium, donde se depositaban tanto los libros litúrgicos para los actos religiosos de cada día como los libros de lectura de los monjes. Cuando los monasterios acumularon una buena cantidad de libros y legajos, tuvieron necesidad de construir una biblioteca y entonces el armarium quedó como un hueco obsoleto; en algunas ocasiones se utilizó para poner un altar de devoción.
En Castilla y León el paso del tiempo ha sido muy duro para la conservación íntegra de los claustros tanto de catedrales como de monasterios. Los cambios de estilo, destrucciones y desamortizaciones ocasionaron la desaparición de gran parte de ellos. Hay que tener en cuenta además que por toda la geografía se levantaron cientos de cenobios de menor importancia, de segunda, tercera y hasta de cuarta categoría, cuya arquitectura claustral no era sino un reflejo de la arquitectura doméstica, con materiales pobres y sin pretensiones monumentales, lo que hace que fuera casi imposible su conservación.

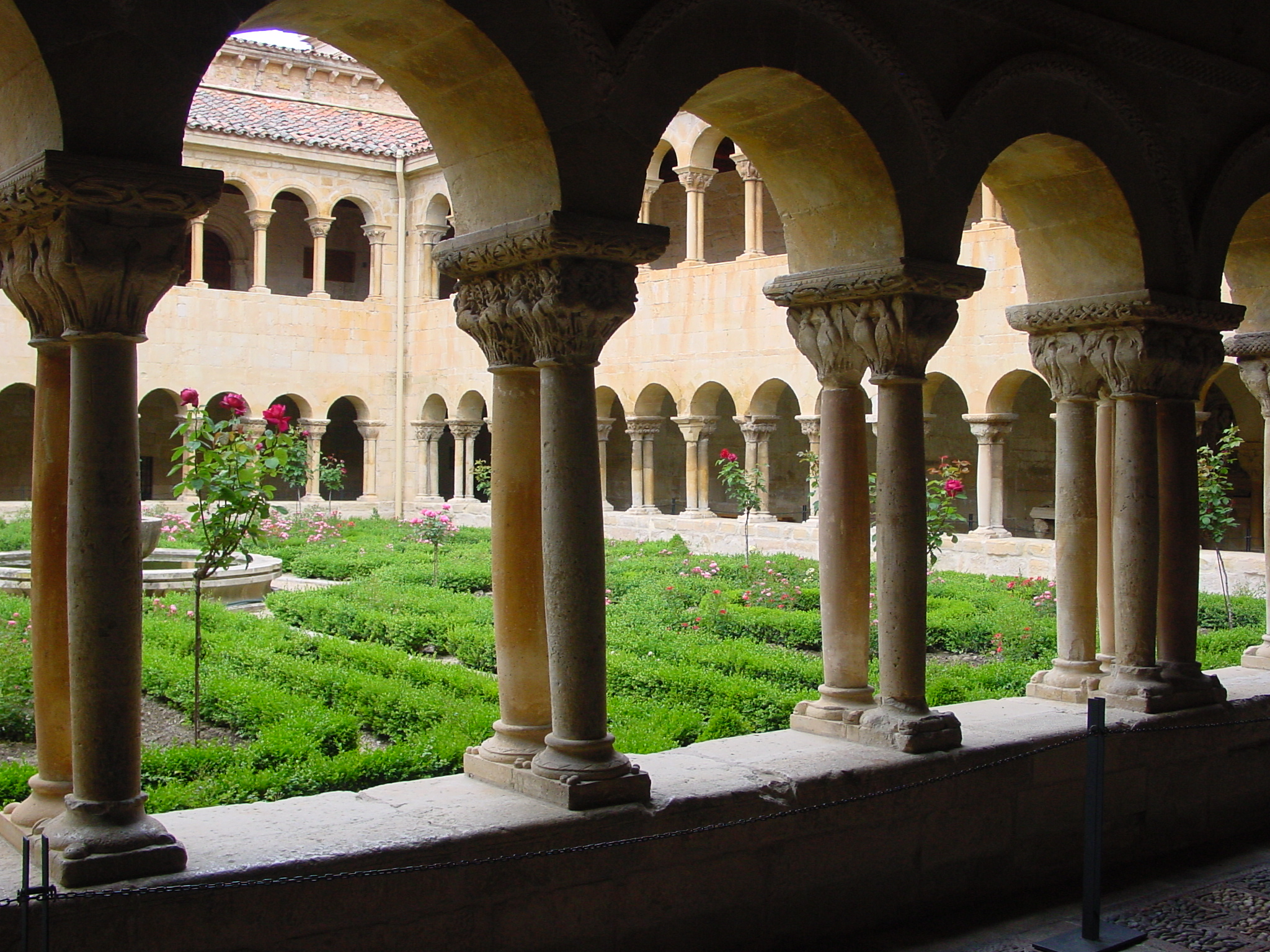
Claustro del monasterio de Silos

El mejor ejemplo de claustro que haya llegado íntegro hasta el tiempo presente es el correspondiente al monasterio de Santo Domingo de Silos, que comenzó a construirse en románico en los primeros años del siglo XII, continuando la panda de poniente sobre la mitad del siglo XII. Es además un caso insólito al conservarse también en románico el segundo piso. El claustro de Silos constituye una joya románica con las arquerías descansando en dobles columnas cuyos capiteles fueron ejecutados por maestros y talleres de gran calidad. Las obras de los claustros cistercienses se alargaron tanto que en la mayoría de ellos se fueron añadiendo soluciones góticas, aun cuando sus capiteles fueran románicos, como es el caso del Monasterio de Santa María de Valbuena.
Se conservan algunos espacios claustrales de los considerados como grandes monasterios románicos siendo en otros casos una ruina total:
- Monasterio de Oña (en Burgos), sala capitular y refectorio.
- Monasterio de San Pedro de Arlanza, también Burgos, completamente en ruinas.
- Monasterio de San Zoilo, algunos capiteles.
- Monasterio de San Pedro de Cardeña, algunos capiteles en el llamado claustro de los Mártires.
- Gumiel de Izán, en cuyo museo parroquial se guardan una serie de capiteles provenientes del desaparecido monasterio cisterciense de San Pedro de Gumiel.
- En la colegiata de San Isidoro de León se conserva la panda románica sur, pegada a la iglesia.

Otro claustro que se mantiene íntegro es el de Santa María la Real de Nieva, pero el románico de sus capiteles está elaborado en el pleno gótico, siendo un caso excepcional de románico arcaizante.

## Escultura e imaginería

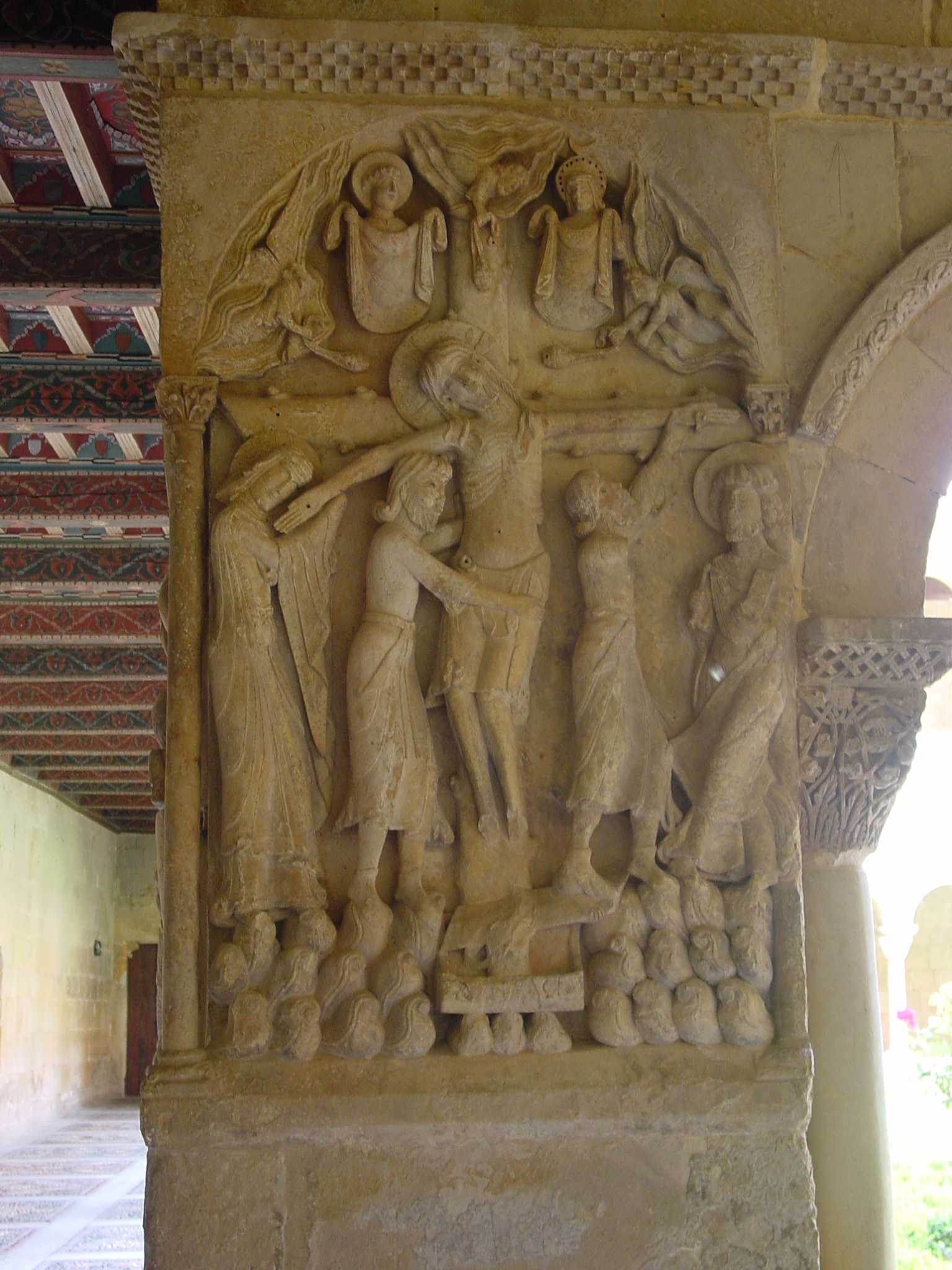
Relieve en un machón del claustro del monasterio de Silos que representa el Descendimiento

El monumento románico es un edificio donde se aglutinan y conjugan en perfecta armonía arquitectónica, escultura y pintura. En general los grandes monumentos románicos de Castilla y León están profusamente adornados con esculturas en sus portadas, frisos, arquivoltas, capiteles y canecillos. Cuando la ornamentación es historiada sigue un programa iconográfico de tipo doctrinal a la vez que embellece el edificio. Estos programas iconográficos no están repartidos al azar sino que desempeñan un plan de lectura que en muchos de los casos se complementa con la pintura. Por eso a veces esa lectura se interrumpe cuando la continuación podría estar en un tímpano cuya pintura ha desaparecido, o en unas paredes del interior donde puede haber ocurrido lo mismo. En el románico pleno la escultura se fue adaptando al marco arquitectónico que le servía de soporte, pero en el tardorrománico las esculturas se fueron liberando de dicho marco al mismo tiempo que las figuras fueron adquiriendo más naturalidad.
Los temas historiados no son siempre de carácter religioso; aparecen con frecuencia escenas costumbristas, oficios, combates, etc., así como representaciones de seres fabulosos, animales domésticos y animales exóticos que pueden simbolizar virtudes y vicios. El repertorio es bastante extenso, tanto en canecillos como en capiteles. Los hombres cultos conocían de sobra las representaciones de estos animales que se podían ver en los libros decorados de las bibliotecas de los monasterios.
Otros temas frecuentes son los geométricos y los vegetales (que se dan con abundancia en las iglesias rurales de la provincia de Soria), sobre todo en el tardorrománico, cuando aparecen las grandes construcciones de los cistercienses que tienen como norma huir de la representación de escenas que, a su parecer, podrían distraer a los monjes, en lugar de inspirarles devoción. La decoración escultórica de los cistercienses en Castilla y León es más arquitectónica que artística.

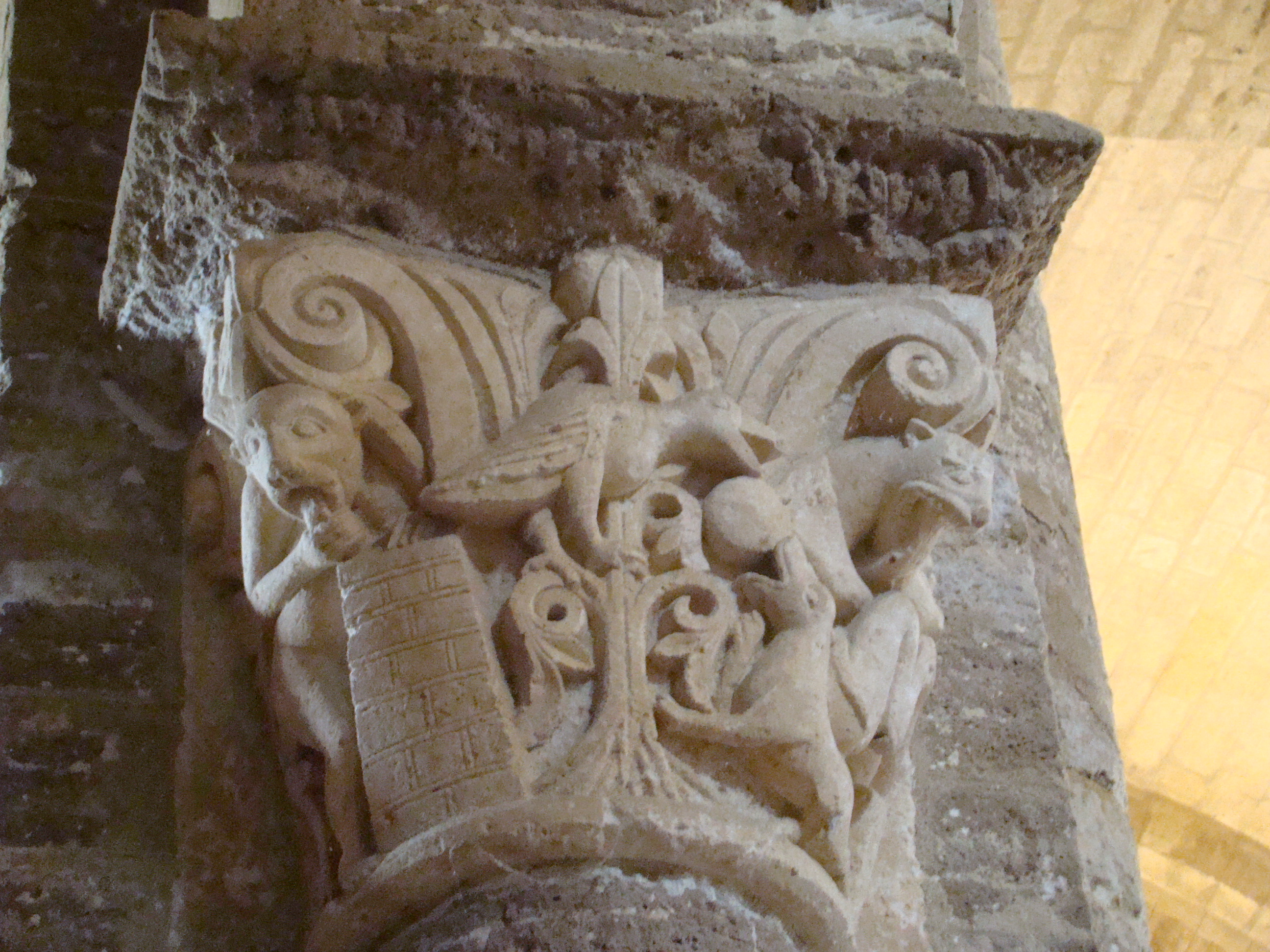
Capitel de Frómista representando la fábula del cuervo y la zorra

Existe también un afán moralizador al representar la lujuria, avaricia y casi todos los pecados. Las figuras están en actitudes procaces que pueden ser interpretadas en la época actual de manera muy diferente a lo que se quiso señalar en aquellos años: la intención era demostrar, afeándolo, la existencia del vicio que debía ser corregido. El mejor ejemplo es el que ofrecen los famosos canecillos de la colegiata de Cervatos en lo que ahora es Cantabria, limitando con la provincia de Burgos. Las representaciones de viejas fábulas fueron muy comunes, siendo temas de tradición oral, conocidos por el pueblo.
Se puede observar una cierta evolución entre la escultura del románico pleno y la del tardorrománico. Las representaciones de la infancia o pasión de Cristo del románico pleno son frías y distantes mientras que en el tardorrománico va apareciendo la expresión de alegría o de dolor propiamente humanos. Este cambio de expresión se aprecia en gran medida en la figura del Padre Eterno (Maiestas Domini o Pantocrátor), representado sentado y dentro de una mandorla (figura muy difundida en Castilla y León tanto en tímpanos como en frisos). En el románico pleno aparece distante e irreal mientras que en el tardorrománico su expresión se aproxima un tanto al ser humano.

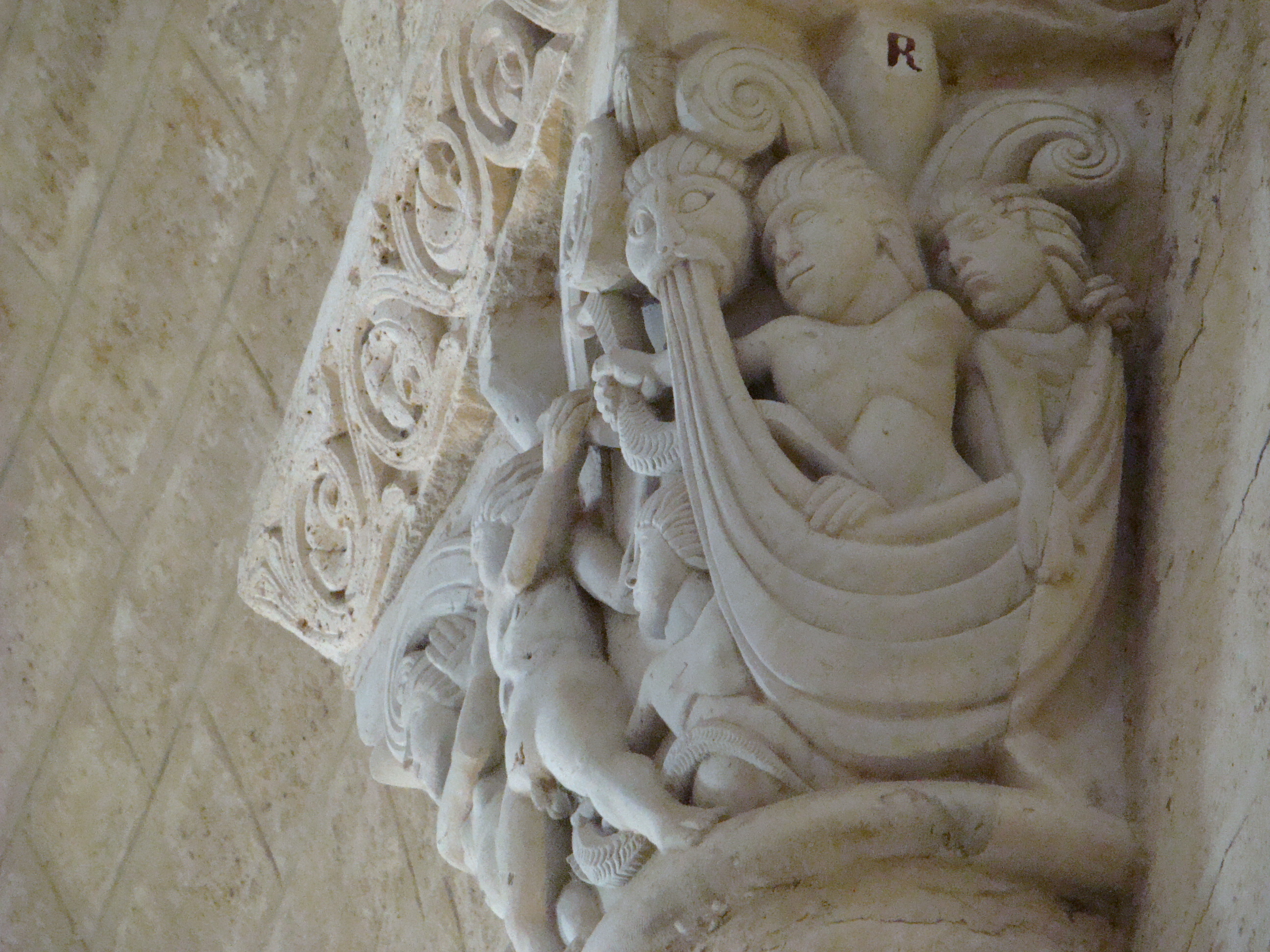
Capitel de la Orestiada de San Martín de Frómista, inspirado en el sarcófago hispanorromano

La misma diferencia existe con las representaciones de la Virgen; mientras en el románico pleno es un simple instrumento que sirve para entronizar a Jesús, en el tardorrománico toma personalidad propia presentándose como la nueva Eva o como la reina coronada. En casi todas las iglesias románicas de Castilla y León puede verse en arte popular correspondiente al tardorrománico a la Virgen coronada en la escena de la Adoración de los Reyes Magos.
En la escultura del románico pleno se observa una gran influencia de la escultura clásica, sobre todo de los sarcófagos hispanorromanos. Este tema fue estudiado en profundidad por el profesor Bertaux en los capiteles de San Martín de Frómista. Su teoría se vio corroborada con la investigación del profesor Moralejo Álvarez que descubrió el modelo exacto en el sarcófago de Santa María de Husillos (Palencia), guardado en el Museo Arqueológico Nacional (España).
La escultura más antigua que se conoce en Castilla y León es la del tímpano de la Portada del Cordero de la Basílica de San Isidoro de León, datada hacia el año 1100 y seguida por el tímpano de la Portada del Perdón de este mismo edificio.
Ejemplos de riqueza escultórica en iglesias:
- Segundo maestro de Silos
- Iglesia de San Vicente de Ávila. La portada occidental es la más destacada del templo, contando con una profusa decoración. Posee cinco arquivoltas sobre las que se sitúa un alero con figuras de hombres y mujeres en extrañas actitudes. El tímpano está dividido en dos partes, con representaciones de escenas de la vida de Lázaro. El parteluz está ocupado por la figura de Cristo, situándose a los lados diez apóstoles, dispuestos por parejas en actitud de conversar, salvo los de las jambas interiores, que miran hacia el parteluz. Esta portada es comparada con el Pórtico de la Gloria por sus muchas similitudes. La portada meridional también es muy notable. Presenta en el lado izquierdo la escena de la Anunciación, con las figuras de la Virgen María y el arcángel Gabriel, a las que contempla desde el otro lado un rey acompañado de una figura femenina y otra masculina. Las siete arquivoltas van alternativamente con decoración floral y sin decorar, creando un elegante efecto. La portada norte en cambio es mucho más sencilla, al ser tan solo de uso auxiliar, y consta de cuatro arquivoltas de las que solamente la interior está decorada, con motivos florales.
- Apostolado de la Iglesia de Santiago, en Carrión de los Condes. El vano de acceso al templo es de medio punto y tiene una única arquivolta con relieves en disposición radial que apea sobre un par de columnas de fustes zigzagueantes y capiteles historiados. Una línea de imposta con motivos antropomorfos y vegetales entre vástagos enlaza con una chambrana de pámpanos y racimos de vid que cierra el conjunto. Sobre él se alza un magnífico friso que apoya en una imposta taqueada. Lo preside un Pantocrator cobijado en una mandorla y rodeado por el Tetramorfos. A ambos lados de este motivo se extiende el Apostolado bajo arcos trilobulados separados por columnas.[17] Tras ellas representaciones arquitectónicas que deben entenderse como la representación de la Jerusalén Celeste.
- Apostolado de la iglesia de San Juan Bautista de Moarves de Ojeda. En la fachada sur, bajo un dosel apoyado en ménsulas, se abre la portada que sobresale con su piedra de color amarillo rojizo. La entrada está rodeada de arquivoltas decoradas con barras redondas, frisos de tablero de ajedrez y hojas de acanto. En la parte superior hay un amplio friso escultórico, en el centro del cual se representa a Cristo como Maiestas Domini. Está vestido con una espléndida prenda rica en pliegues y está enmarcado por una mandorla. Tiene levantada su mano derecha en signo de bendición y tiene un libro a su izquierda. Está rodeado por el Tetramorfo, con los símbolos de los evangelistas, la figura humana de Mateo (arriba a la izquierda), el águila de Juan (arriba a la derecha), el león de Marcos (abajo a la izquierda) y el toro de Lucas (abajo a la derecha). Seis apóstoles se agrupan a cada lado. La mayoría de los apóstoles están representados con un libro, Pablo y Juan tienen pergaminos en sus manos. Las figuras se encuentran bajo quíntuples arcos y están separadas entre sí por esbeltas columnas decoradas con capiteles de hojas. Las pequeñas superestructuras sobre los arcos se interpretan como las puertas de la Jerusalén Celestial, cuyo acceso es posible por la mediación de los apóstoles. La zona de la escultura se apoya en dos fuertes ménsulas esculpidas. La piedra izquierda representa una cabeza humana con orejas de perro, la derecha muestra a San Jorge luchando contra el dragón.

- Apogeo de los grandes monasterios cistercienses (siempre con temas vegetales y geométricos). 
  - el Monasterio de Santa María la Real de Santa María de Huerta (provincia de Soria), fundado en 1142 por el rey Alfonso VII de Castilla y construido entre los siglos XII y XVI. Se trasladó y fue refundado por Alfonso VIII de Castilla que puso la primera piedra de la nueva construcción el 20 de marzo de 1179. Apenas tiene partes románicas, destacando un púlpito en el refectorio de los monjes al que se accede mediante una escalera incluida dentro el muro.
  - El Monasterio de las Huelgas de Burgos, monasterio femenino fundado en 1181 por los reyes Alfonso VIII de Castilla y Leonor de Plantagenet cuyas obras duraron hasta el XIII. De la etapa románica es el pequeño claustro de las Castrillas, obra se cree el maestro Rodrigo, que dejó otras obras por estas tierras. Cada lado presenta doce arcos que se apoyan sobre columnas pareadas con capiteles alargados, entre románicos y góticos, con ornamentación vegetal muy estilizada. En las esquinas y centro de cada lado se interrumpe la arquería con machones (o pilar), cuyos capiteles están ricamente labrados con temas de castilletes.
- Construcción de las últimas catedrales románicas: Zamora, Salamanca, Ciudad Rodrigo.

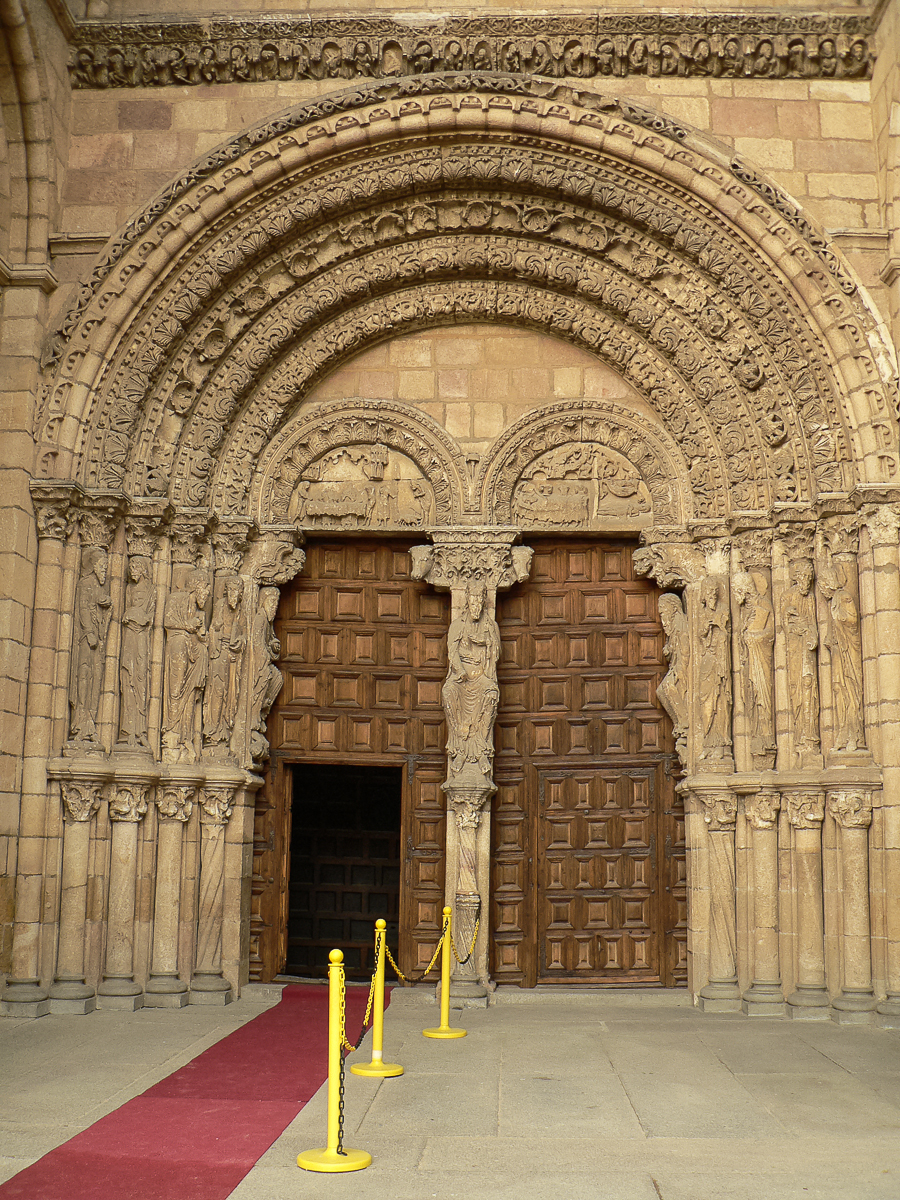
Portada occidental de la iglesia de San Vicente de Ávila
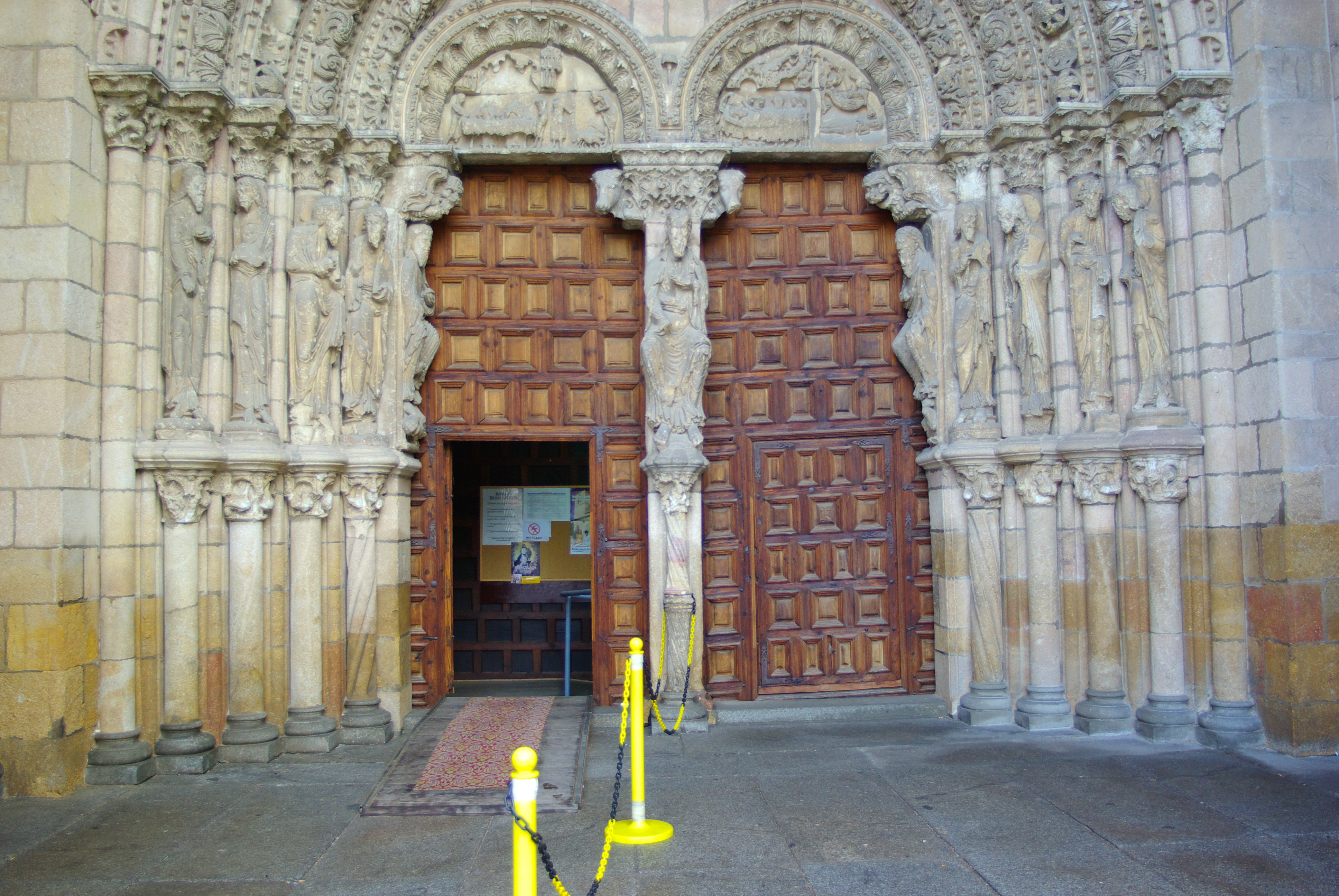
Detalle de la portada de San Vicente de Ávila
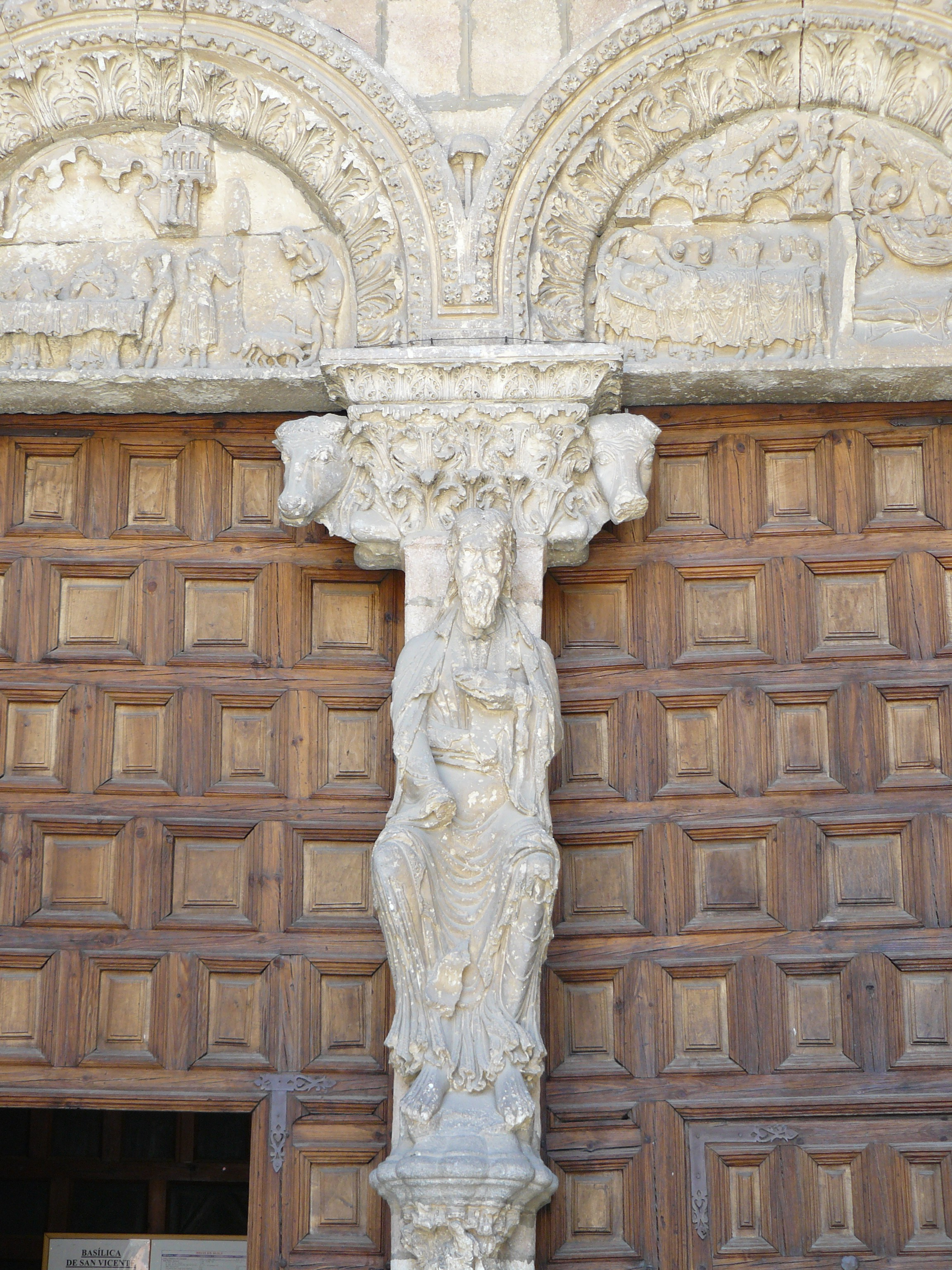
Detalle del parteluz de San Vicente de Ávila
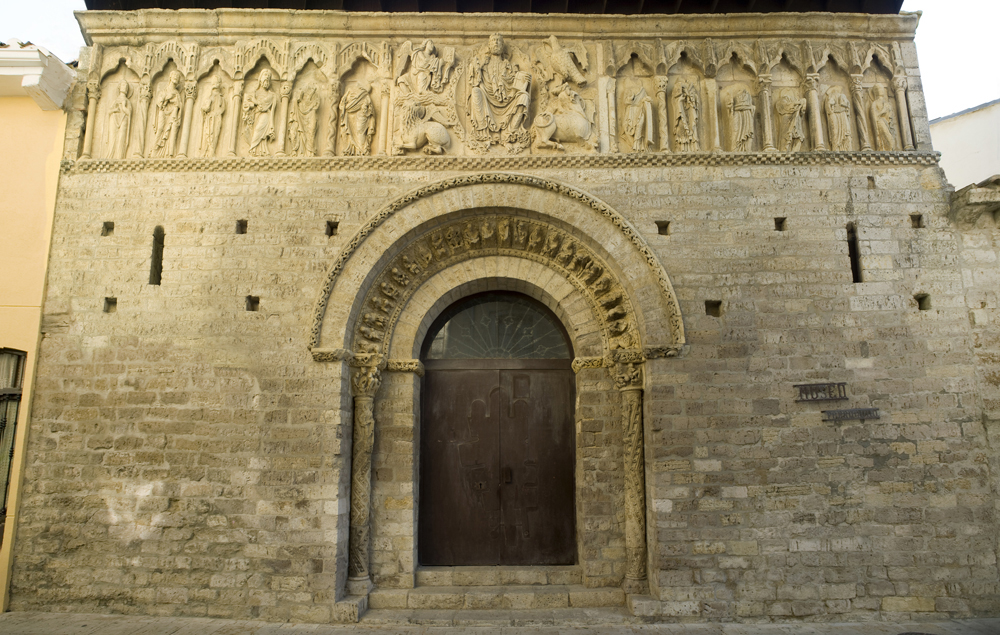
Fachada de la Iglesia de Santiago (Carrión de los Condes)
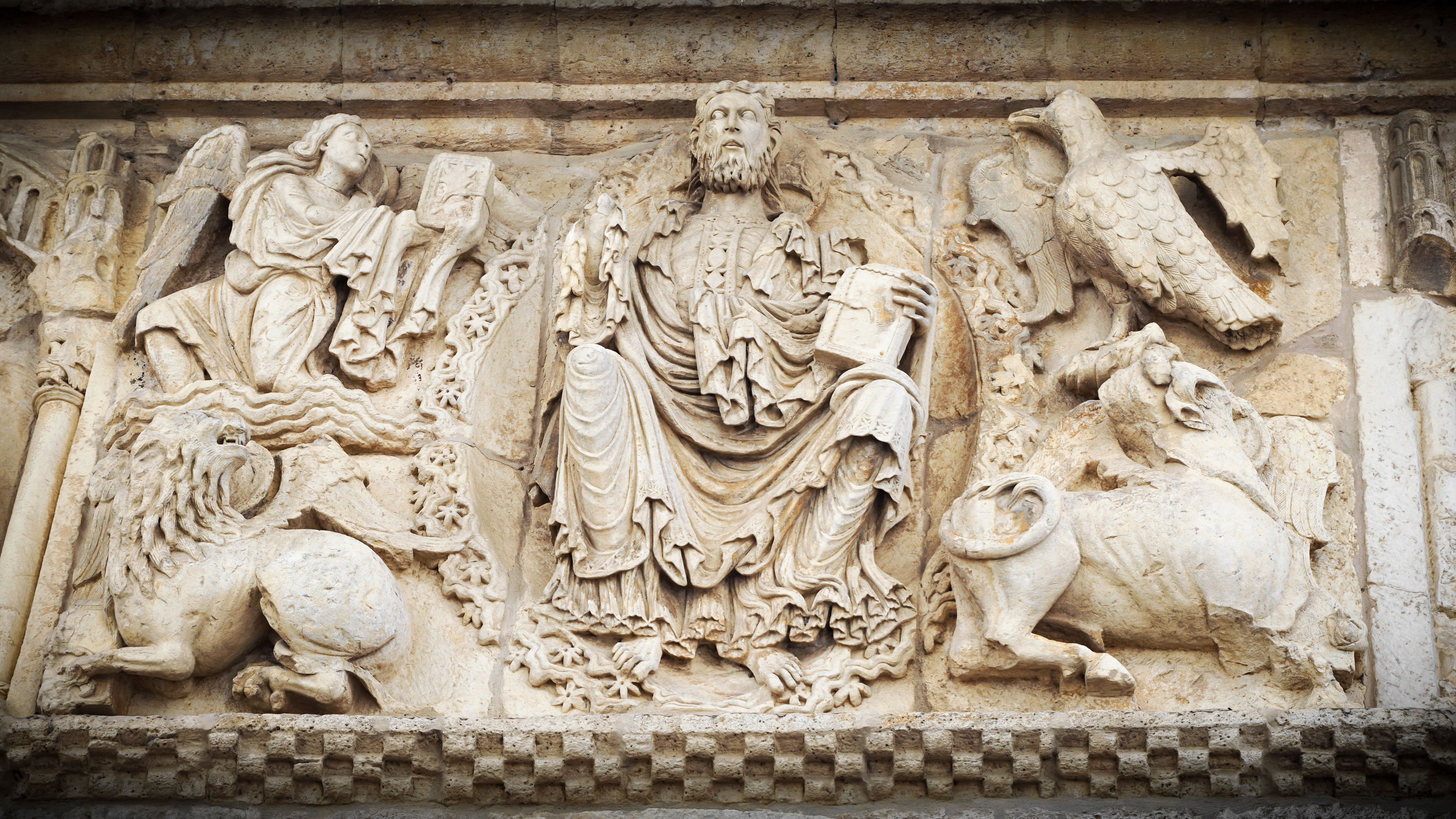
Pantocrátor y Tetramorfo en el centro de la portada de Santiago, en Carrión de los Condes
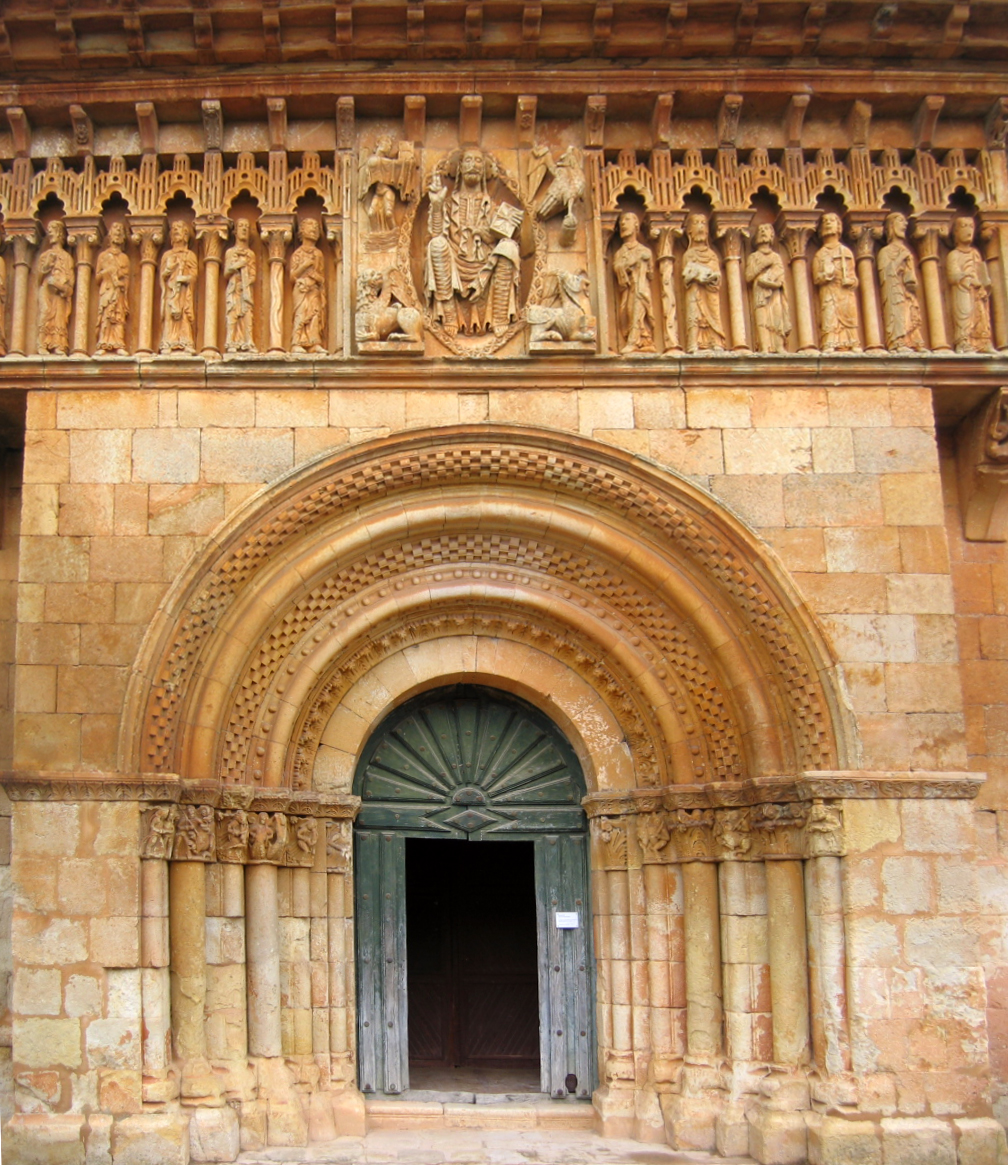
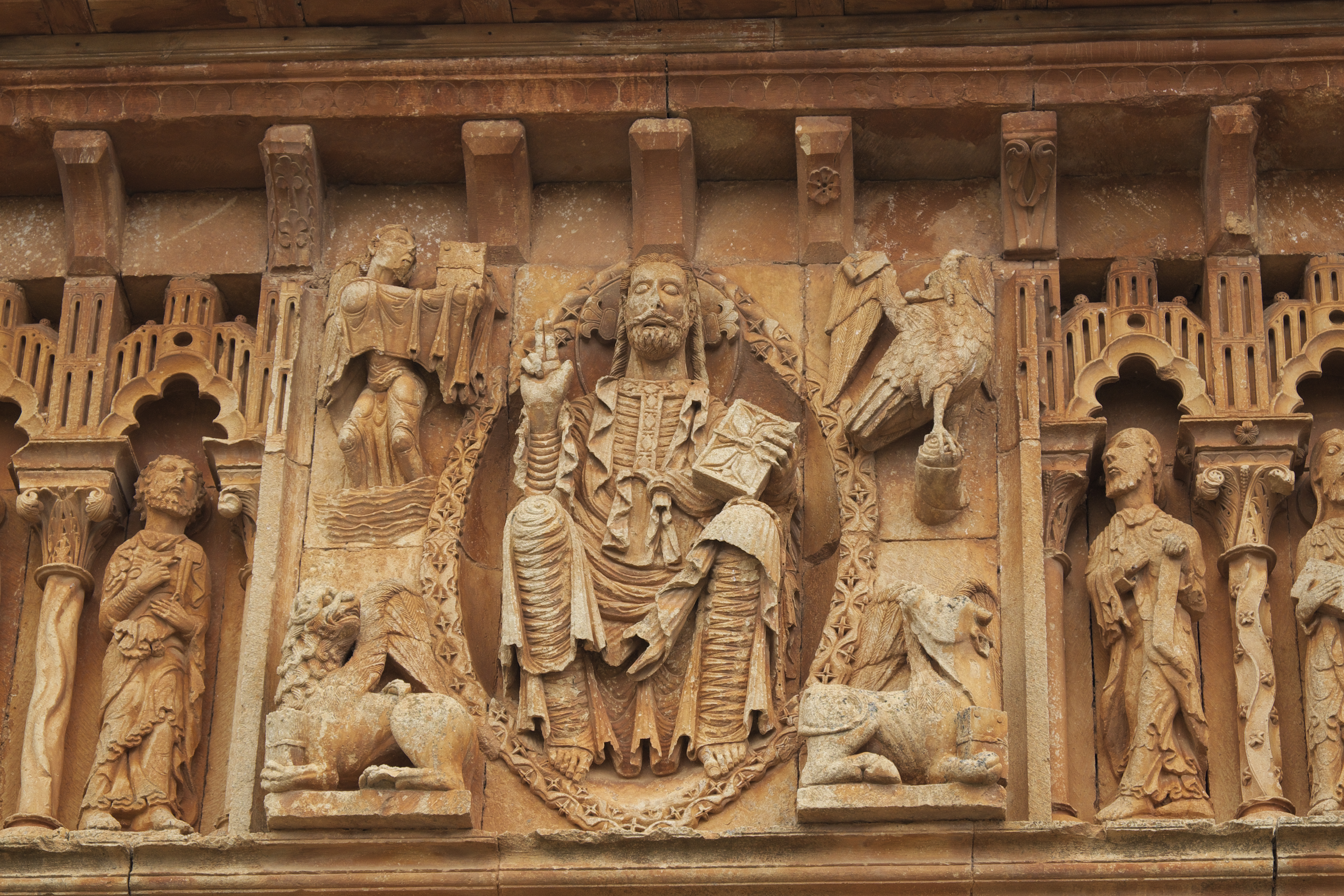
Cristo y Tetramorfo
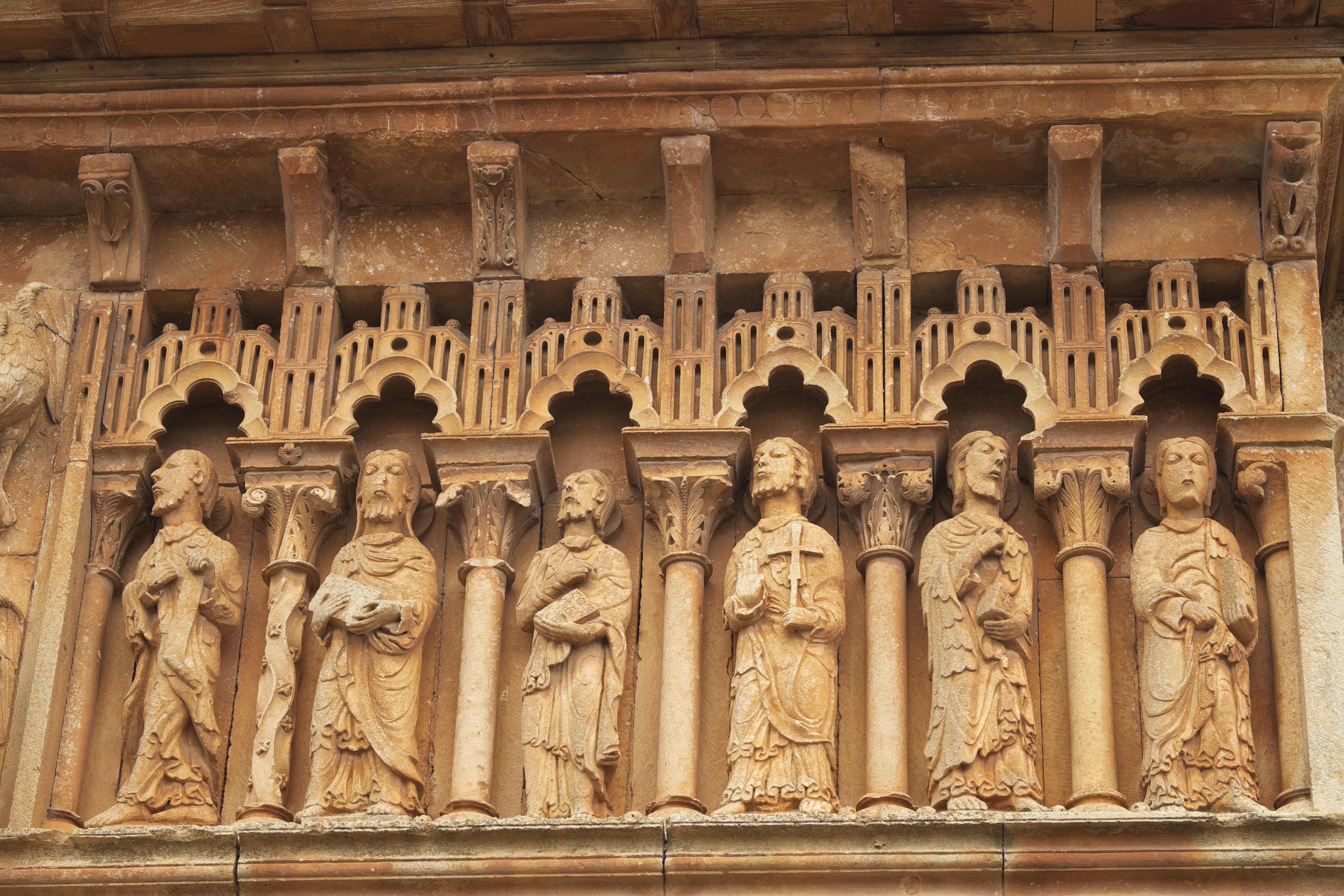
Seis apóstoles, en la parte derecha
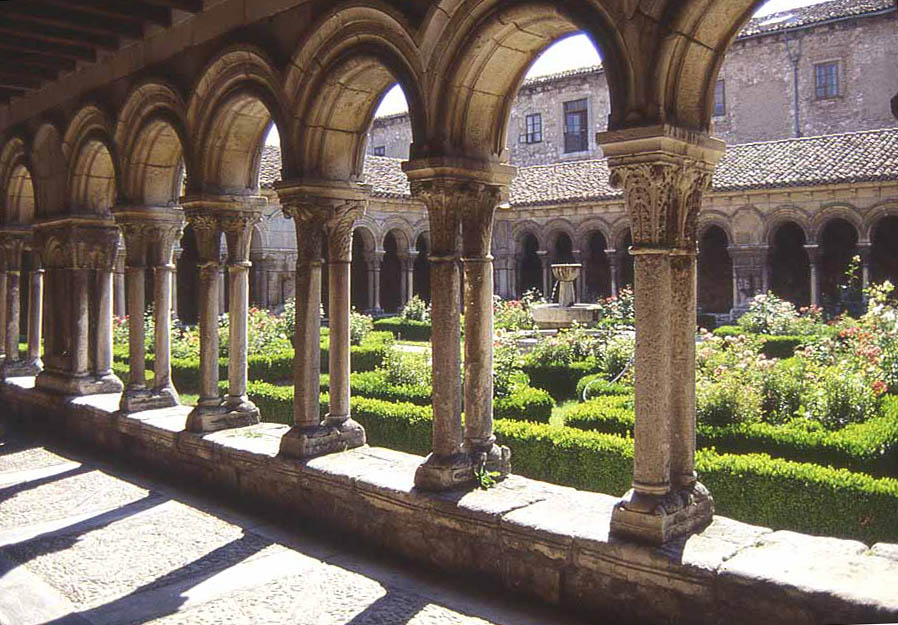
Claustro de Las Claustrillas del monasterio de las Huelgas de Burgos
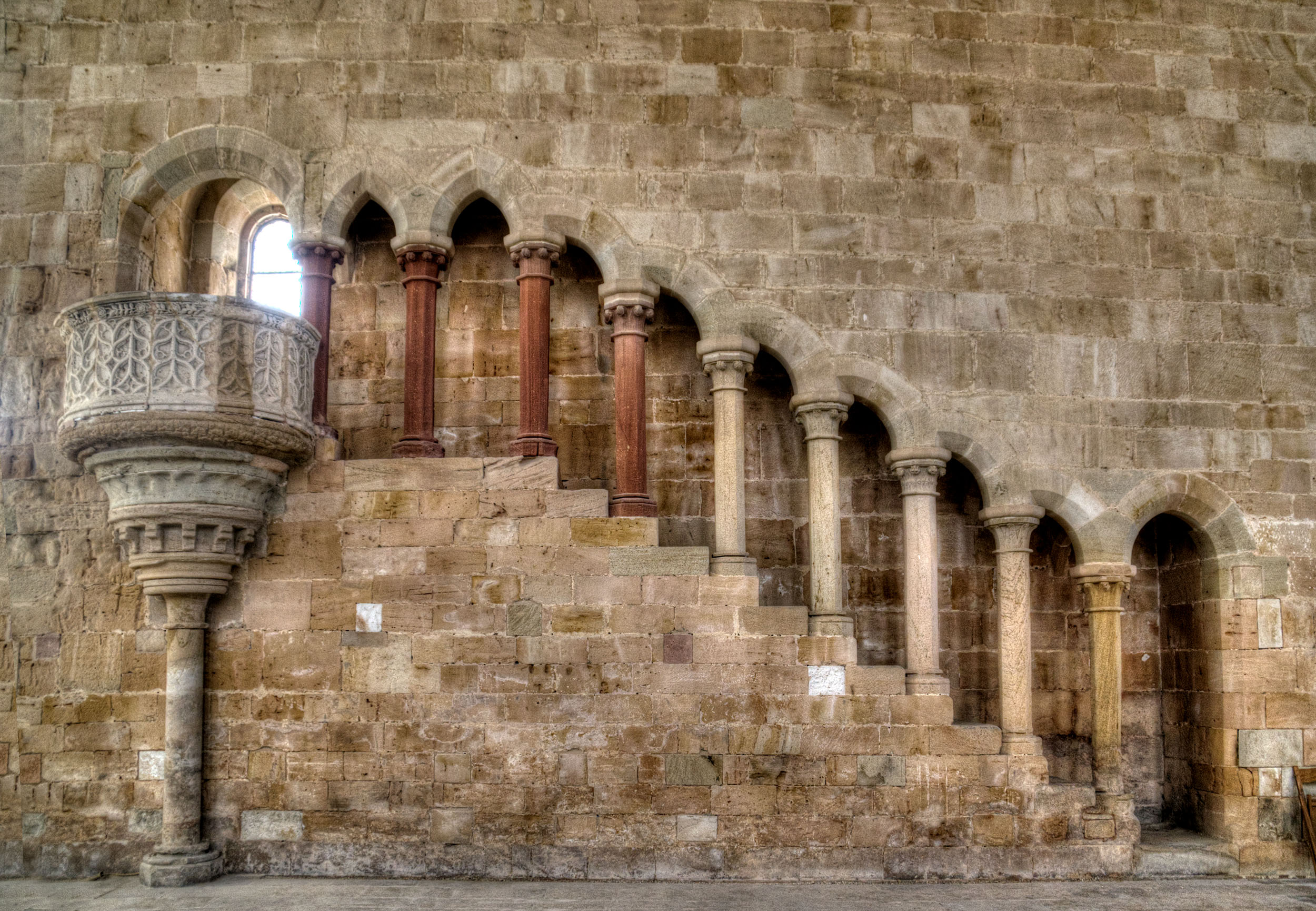
Púlpito en el refectorio de los monjes del monasterio de Santa María de Huerta

### Imaginería

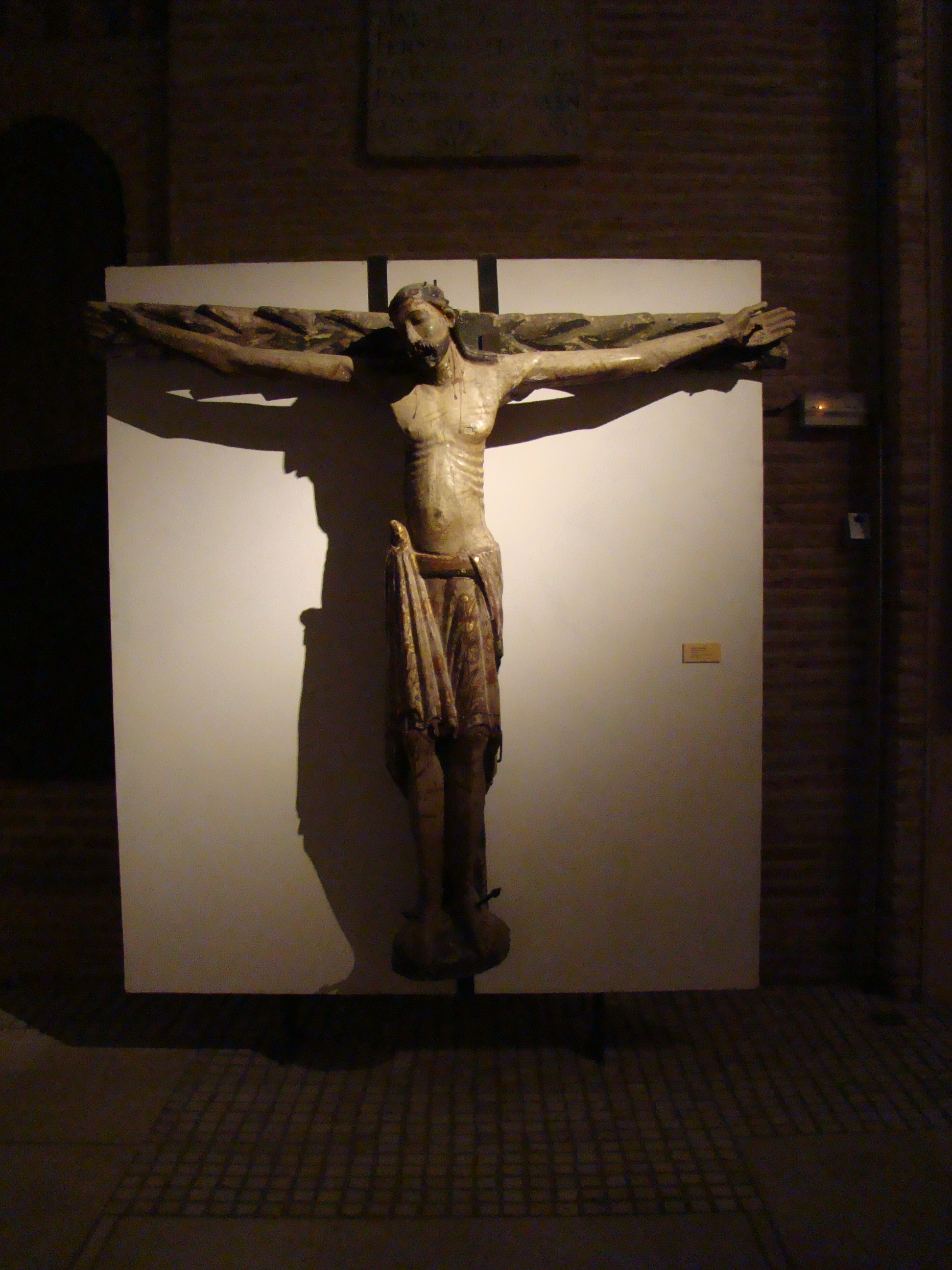
Cristo tardorrománico. Museo de la iglesia del Salvador (Toro)

Los principales temas dentro de la imaginería tallada en madera fueron el Cristo crucificado y la Virgen como trono, ambas imágenes alejadas de cualquier tipo de sentimiento humano durante el Románico pleno. En el Tardorrománico empezó una preocupación naturalista en la anatomía de Cristo.
Las dos imágenes fueron muy difundidas. El Cristo románico tiene unas peculiaridades propias que lo identifican fácilmente y lo distinguen de otras épocas. Es una escultura en bulto redondo que se impuso a partir del siglo XI con la figura sin expresión de dolor. Sus características son:
- Cuerpo vertical con los brazos rectos, horizontales y las manos abiertas; piernas y pies paralelos.
- Cuatro clavos.
- Ojos abiertos.
- Cabello largo que cae detrás de las orejas y mechones sobre los hombros, bien distribuidos; barba recortada y bigotes.
- Nunca lleva corona de espinas.
- A veces lleva corona real y ropa talar, o también perizodium (paño hasta las rodillas anudado en la cintura). Este es el llamado Cristo Majestad o Majestades.
- Sin señales de padecimiento.
- Hacia el 1200, los brazos no son tan horizontales (Cristo de Yanguas) y el cuerpo se quiebra levemente.

En los crucifijos románicos tardíos aparece con frecuencia la cruz de gajos o de árbol sin desbastar, que hace alusión al árbol del pecado cuya consecuencia fue la redención, según dice Ambrosio de Milán:

Por un árbol, Adán nos acarreó la muerte, por un árbol, Cristo nos devuelve la vida.

Este simbolismo tuvo gran aceptación durante la Edad Media.
El Cristo del convento de Santa Clara (Astudillo), provincia de Palencia (conservado en The Cloisters, Nueva York), influyó en multitud de obras. Es un Cristo coronado, vestido con un colobio.

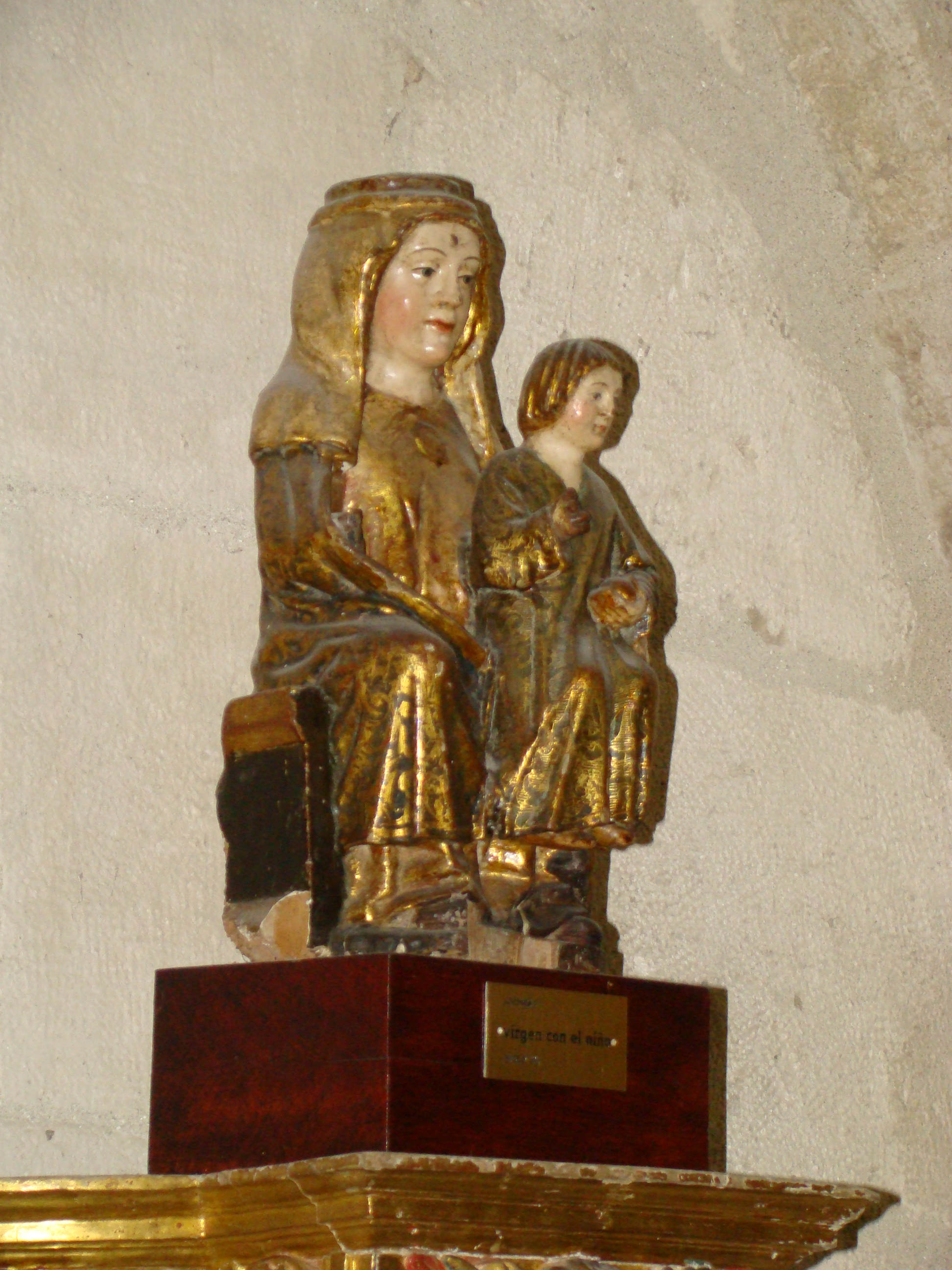
Virgen románica de autor anónimo (sedes sapientiae). Museo catedralicio de Valladolid

Muy difundida en el Románico de la zona estuvo la tipología denominada Sedes sapientiae ("trono de sabiduría"), en la que la Virgen se representa como trono de Jesús, dispuesto frontalmente en el centro de su regazo y en actitud de bendecir, entre las piernas de la madre, que no toca al Niño. Muchas de estas imágenes fueron desechadas de las iglesias por encontrarlas obsoletas, viejas o incluso feas y fueron sustituidas por otras tallas del nuevo estilo. Pero una imagen no se destruía nunca, así que lo que se hacía era enterrarlas o emparedarlas en los muros de las iglesias. Por eso al cabo del tiempo y con ocasión de hacer restauraciones muchas de ellas han ido apareciendo, dando lugar en muchos casos a la creencia de haber aparecido milagrosamente.

### Escultura mobiliar
Se dio suma importancia a los altares, como receptores de las reliquias de los santos a quienes estaban dedicadas las iglesias. Las pilas de bautismo también fueron elementos muy cuidados. Algunas son verdaderas obras de arte escultóricas. Los sarcófagos comenzaron siendo bastante simples pero con el tiempo llegaron a ser igualmente labrados.

### Los altares

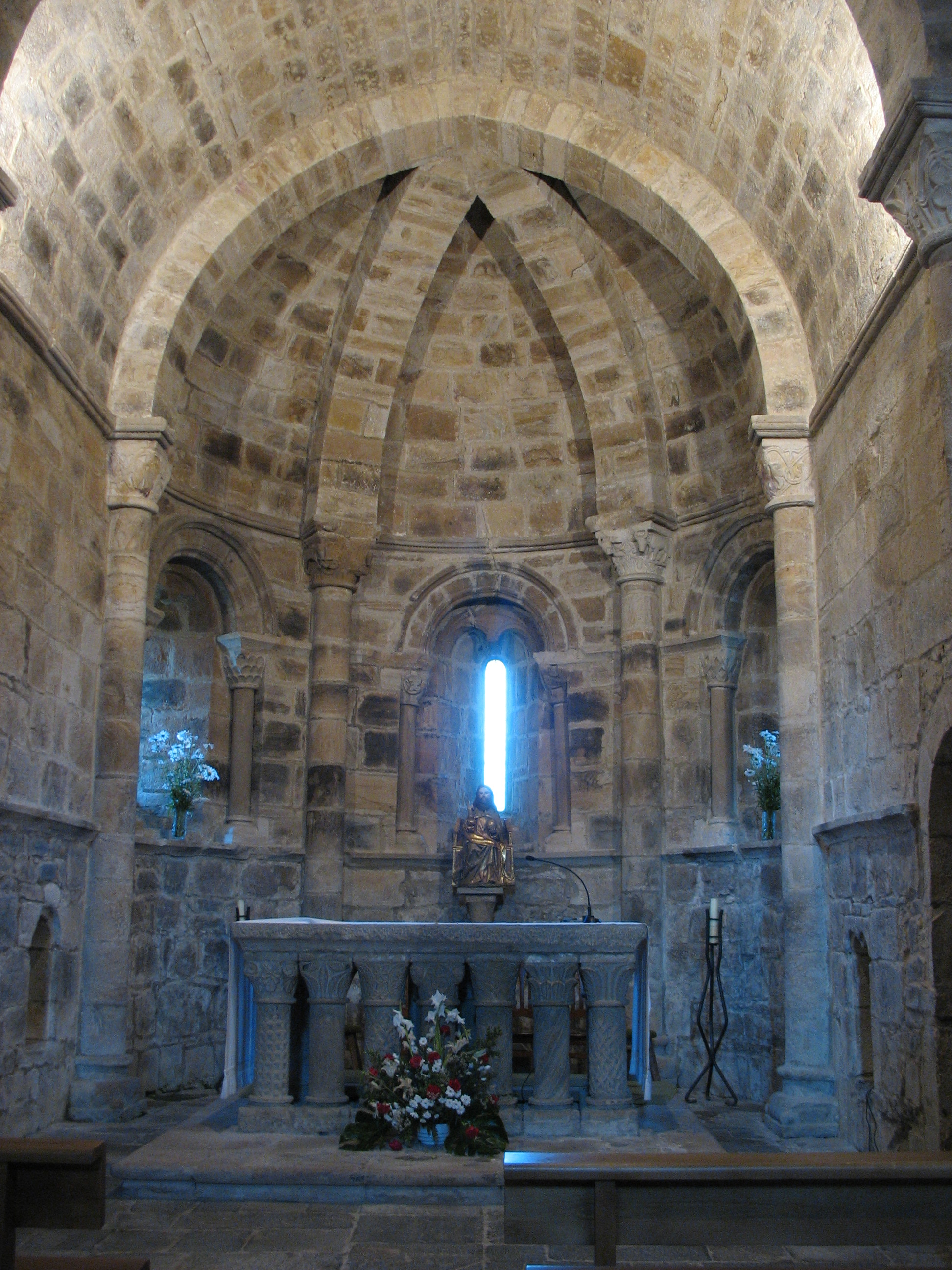
Altar románico de columnas de San Salvador de Cantamuda

Los altares románicos fueron desapareciendo con el tiempo a medida que las variadas reformas litúrgicas iban apareciendo. Se tenía noticia de muchos pero aparentemente no se conservaba ninguno. En los últimos años del siglo XX y con motivo de las restauraciones de los retablos aparecieron algunos altares en Castilla y León, unas veces empotrados en el muro y otras como núcleo de los nuevos altares de épocas venideras. Esto se debe a que un altar fue considerado desde siempre pieza sagrada que incluso era guardián de las reliquias de algún santo.
Se sabe que durante el románico existieron dos tipos de altar: el cúbico y el de columnas. El altar cúbico iba revestido con paneles de orfebrería, o placas de marfil esculpido o pinturas sobre tabla. La placa delantera se llamaba frontal o antipendio. Algunos de estos frontales se conservan en los museos. Por lo general se dejaba una inscripción en el ara horizontal por medio de la cual se daba a conocer el tipo de reliquias que se guardaban en este espacio.
Los altares con columnas también fueron frecuentes. Un buen ejemplo para hacerse idea de cómo podían ser es el conservado en San Salvador de Cantamuda, que tiene siete columnas en su frente.

### Pilas de bautismo
El bautismo es un sacramento de la Iglesia católica, que tiene su rito propio, rito que a través de los tiempos ha ido cambiando de configuración y cambiando también el aspecto de las pilas de bautismo y el emplazamiento de las mismas.
La anterior liturgia hispana exigía para este sacramento una zona que estuviera totalmente cerrada. Esta idea se heredó durante la época románica y se mantuvo con algunas variantes, cerrando el espacio a veces con una cerca movible o bastidor que se podía poner y quitar. En las iglesias grandes se destinaba alguna habitación contigua y otras veces, si existían varios ábsides, uno de ellos era empleado para este rito. También se utilizó en muchos casos la planta baja de las torres.
Las pilas bautismales románicas suelen ser grandes recipientes, redondos, con unas medidas aproximadas unas con otras: 90 cm de altura por 1 m de diámetro en la boca. La pila más antigua que se conoce es la de San Isidoro de León. Los temas de ornamentación son diversos: temas historiados con narraciones alusivas casi siempre al bautismo, temas vegetales y temas geométricos. Muchas son simples y no presentan más que unos gallones en su panza. A veces llevan alrededor del círculo una leyenda en que se advierte el nombre del autor, o bien se adoctrina a los fieles:

[…] El pecado […] ha sido borrado y completamente ahuyentado en esta fuente.

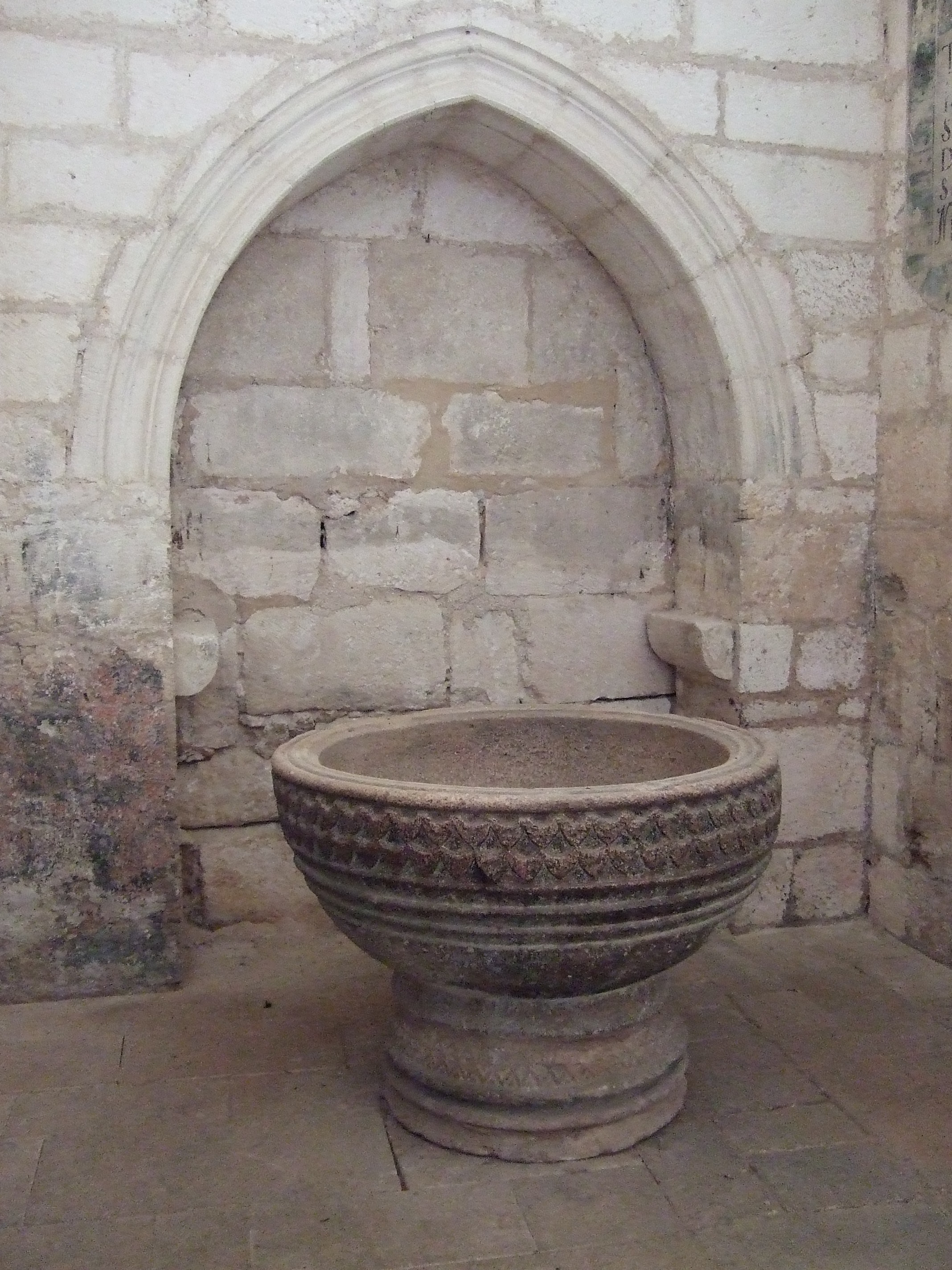
Iglesia de Santo Tomás en Covarrubias (provincia de Burgos)
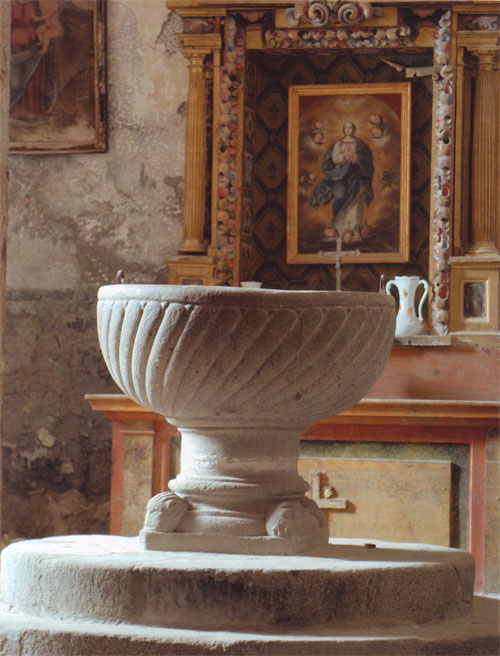
Iglesia de Villacastín (provincia de Segovia)
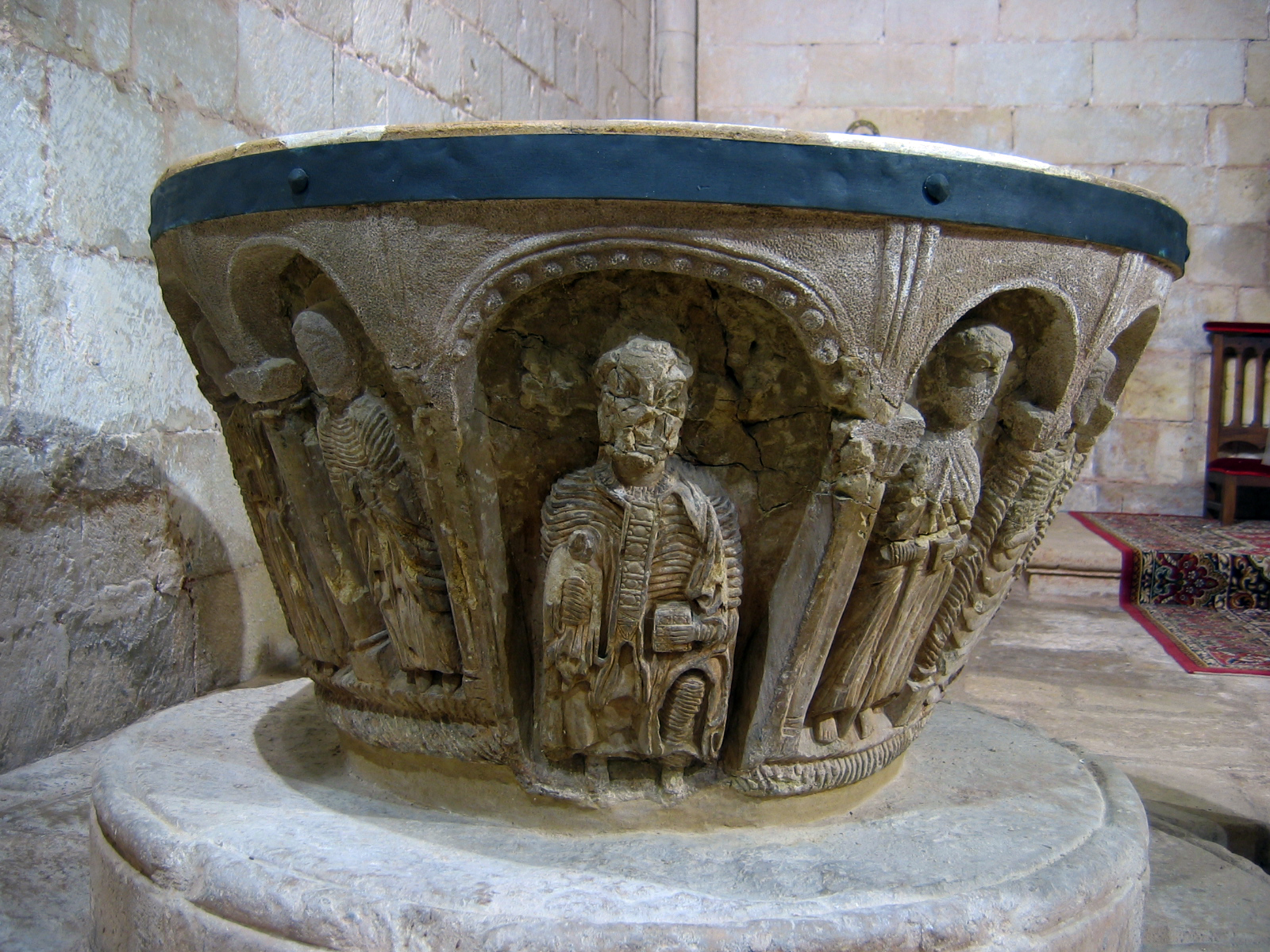
San Juan Bautista de Moarves (provincia de Palencia)
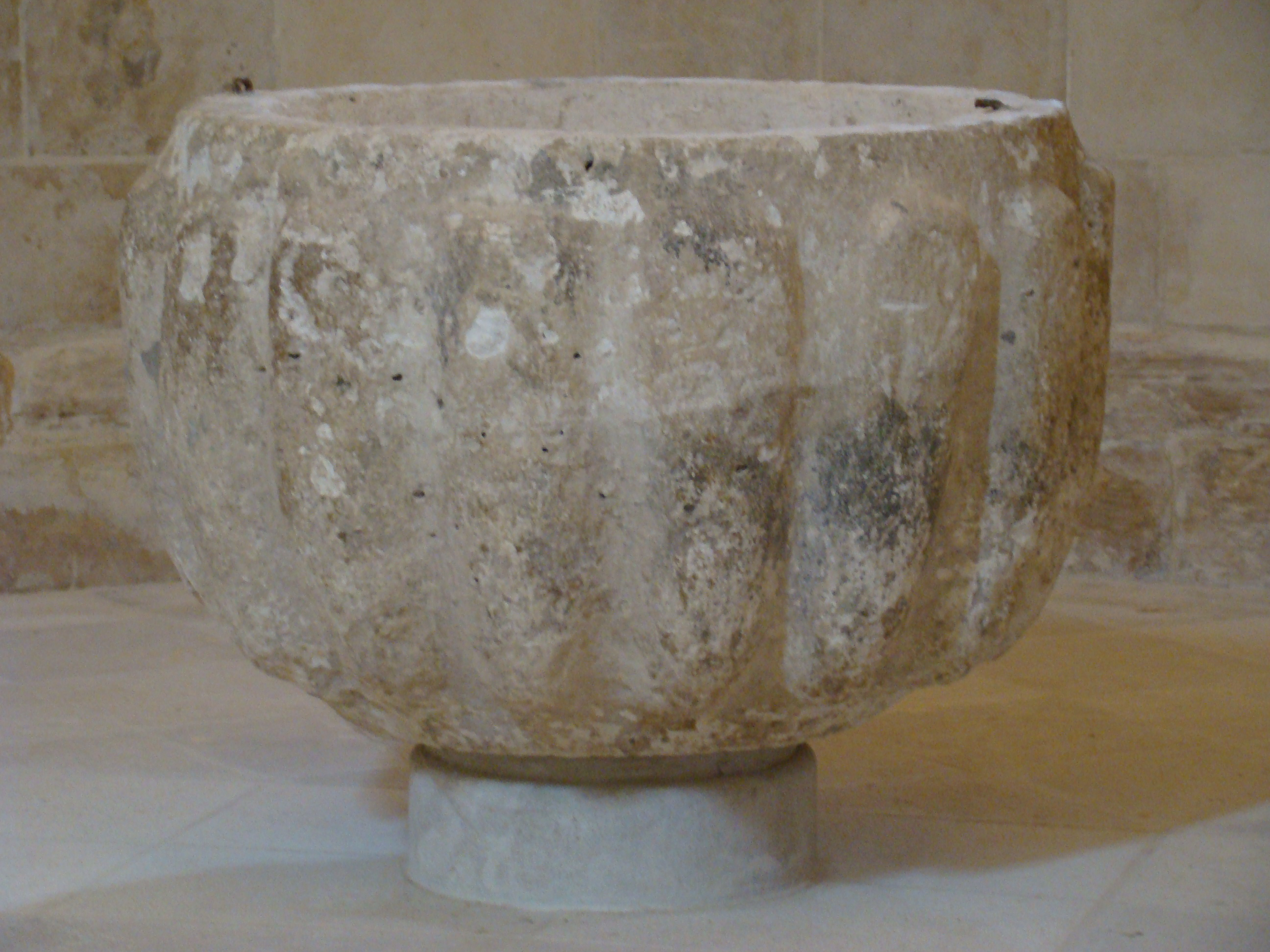
Abadía de Retuerta (provincia de Valladolid)

### Enterramientos y sarcófagos

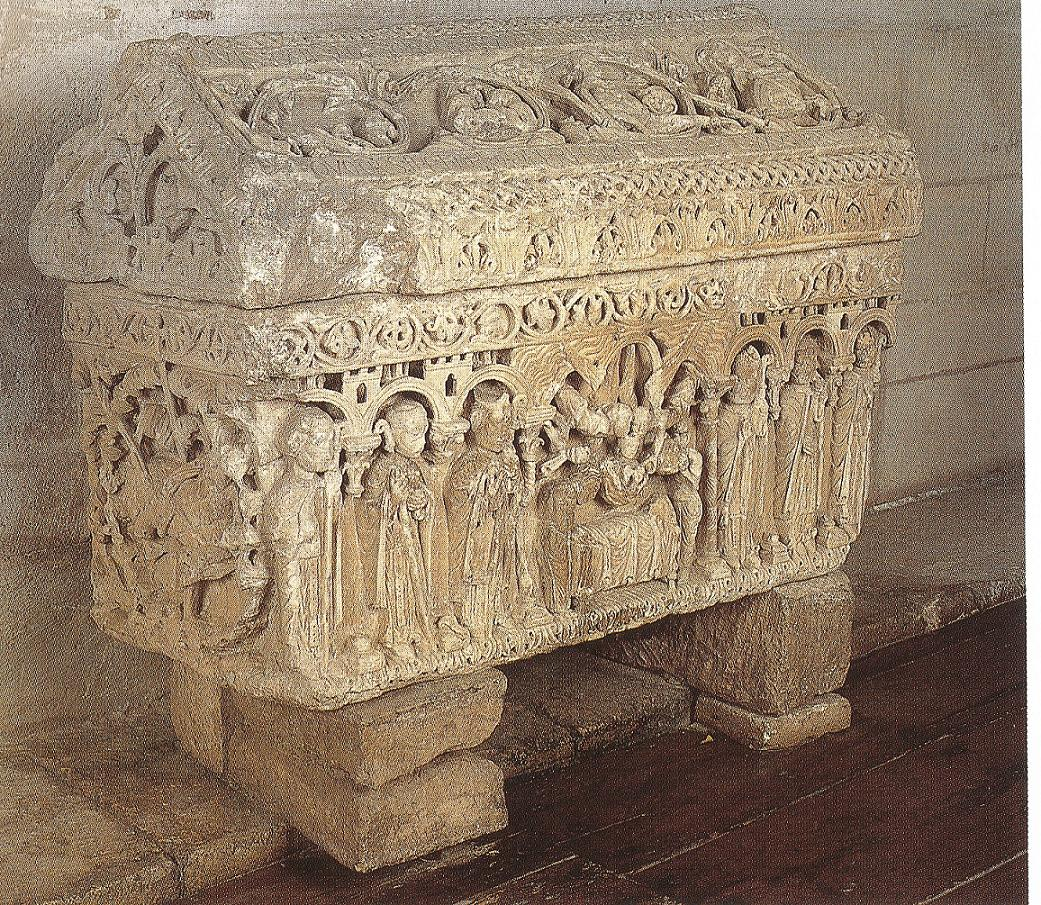
Sepulcro de un hijo de Alfonso VIII en el Monasterio de Santa María la Real de Las Huelgas (Burgos)

La liturgia hispana prohibía los enterramientos dentro de las iglesias y esta norma o costumbre se respetó durante todo el siglo XI (incluso con la liturgia romana) y casi todo el siglo XII. En este siglo empezaron a producirse excepciones y ya entrado el siglo XIII se convirtió en práctica común.
Lo habitual eran los enterramientos en torno a las iglesias; en los atrios, y junto a los ábsides cuando se trataba de monasterios. Para los poderosos e influyentes se adaptó el pórtico que en principio y como su nombre indica era un espacio abierto y que poco a poco se fue convirtiendo en espacio cerrado dedicado definitivamente a panteón regio y de nobles. El ejemplo más claro es el del panteón de San Isidoro de León. Fue un pórtico abierto que se cerró; en la época del románico se levantaron nuevos muros agrandando el espacio, dejando los anteriores muy rebajados, justo a una altura en que se pudieran utilizar como banco corrido. A esta zona se entraba desde la iglesia. Con el tiempo los enterramientos no solo fueron con lápidas en el suelo sino que se llenaron de sarcófagos. Además de esta galilea-panteón que ha llegado casi intacta, hubo otras famosas en la región, desaparecidas en la actualidad: la del monasterio de Sahagún, de Oña, de Arlanza y de San Zoilo de Carrión, esta última bien descrita en los documentos.
Al principio del románico los sarcófagos se construyeron siguiendo la tradición de tiempos anteriores, es decir, un cuerpo excavado en forma antropomórfica cubierto por una lápida llamada tampa en cuyo centro y de manera longitudinal se ve labrado un resalte que divide ambas partes. Por lo general a los dos lados de este resalte se hizo una inscripción laudatoria, incluso escenas religiosas donde a veces aparece el propio fallecido. Otras veces la tampa se realizó sin ningún otro tipo de decoración que no fuera el resalte ya descrito, tal y como se hizo en el primer sepulcro de Domingo Manso (Santo Domingo de Silos), muerto en 1073.
De unos años más tarde es la tampa conservada del sepulcro de Alfonso, hijo del conde Ansúrez, esta vez con abundante decoración a uno y otro lado del resalte longitudinal.
Otros sarcófagos conservados:

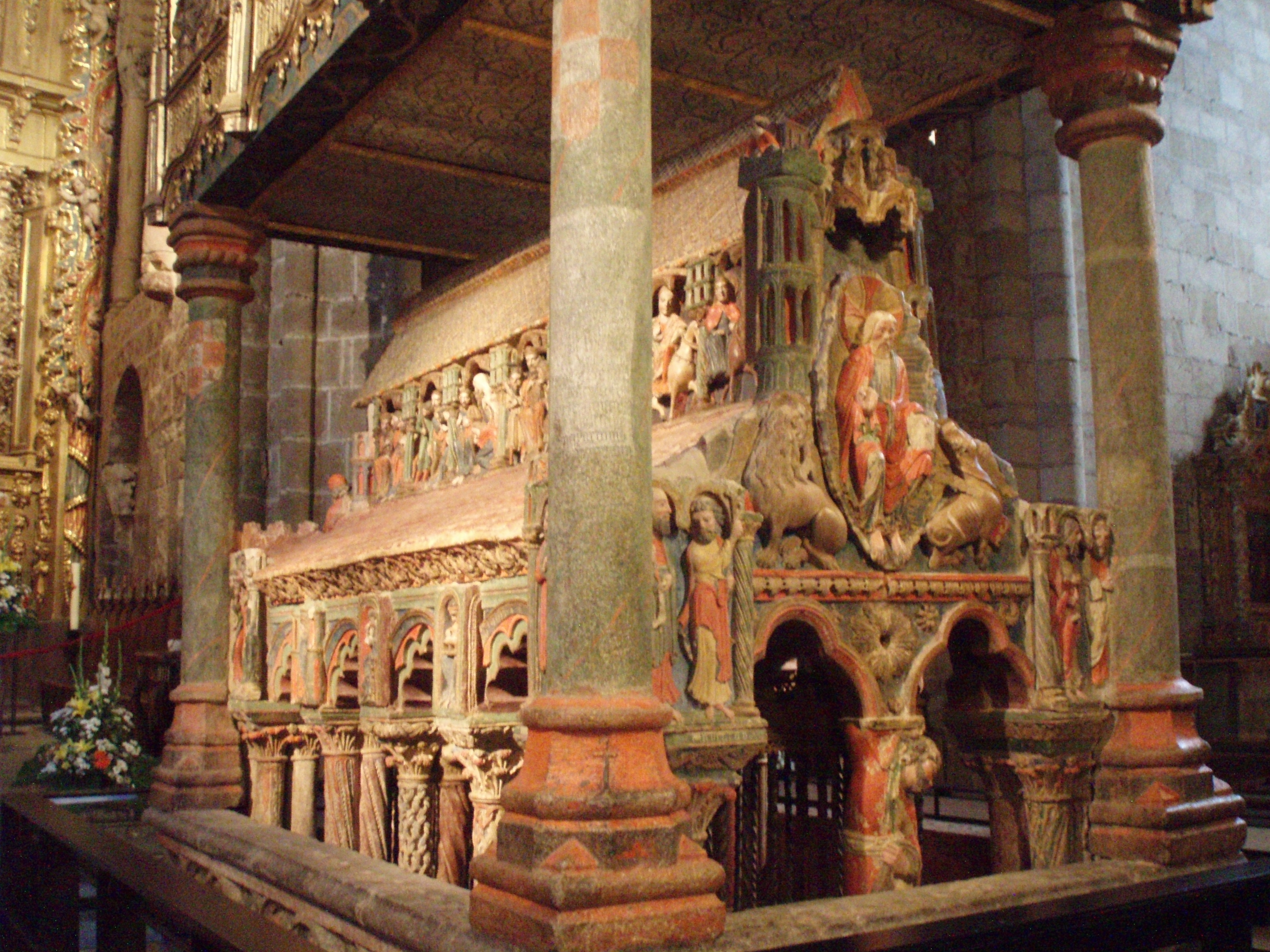
Cenotafio de los santos Vicente, Sabina y Cristeta en la Basílica de San Vicente (Ávila)

- Sarcófago de una hija de Alfonso VIII en las Huelgas Reales de Burgos, de finales del siglo XII. Desde la época del conde Ansúrez había trascurrido un siglo, dato que se aprecia por las técnicas artísticas y por los temas de composición.
- Sarcófago de un abad en la iglesia de Vivanco en el valle de Mena (Burgos), del año 1188, donde puede verse uno de los temas más recurrentes del románico: los 12 Apóstoles bajo arcadas que acompañan al Pantocrátor labrado en un lateral.
- Cenotafio de los santos Vicente, Sabina y Cristeta en el crucero de San Vicente de Ávila.[nota 10] En este caso se trata de todo un monumento funerario con un programa iconográfico muy importante y con un baldaquino sobre cuatro columnas.
- Sarcófago de San Juan Ortega en Burgos, en el que de nuevo surge un apostolado bajo arcadas románicas.

## Pintura
Además de la policromía que cubría relieves y esculturas de bulto redondo, los edificios románicos estuvieron profusamente decorados con pinturas murales de las que apenas ha llegado a nuestros días una pequeña muestra. Menos ejemplos aún han llegado de la pintura sobre tabla, de la que se supone hubo una gran riqueza. El tiempo, las modas, los agentes climáticos y los avatares históricos hicieron desaparecer la mayor parte del patrimonio artístico. También hay que tener en cuenta las técnicas empleadas en algunos casos, que no siempre fueron tan buenas para la conservación de las obras.
Las figuras elegidas en la pintura son humanas, divinas y fruto de la imaginación o de procedencia de los bestiarios de los manuscritos. La figura divina más representada es la del Pantocrátor rodeado de una mandorla y de los símbolos de los Apóstoles (Tetramorfos). En la pintura de Castilla y León son frecuentes los fondos blancos (San Isidoro de León) o rojizos (San Baudelio de Berlanga), y los fondos divididos en bandas (Maderuelo y San Pedro de Arlanza). En cuanto a las formas geométricas, la más utilizada es el círculo, englobando las imágenes del Agnus Dei y de la mano que bendice, llamada Dextera Domini, así como el círculo indicando santidad con la figura del nimbo. Los temas representados son bastante variados sobre todo en San Isidoro de León, y en los demás templos se repiten escenas del Génesis y de la Biblia en general. Dentro del tema del Génesis es muy frecuente el Paraíso, lugar idílico representado sobre todo por árboles. El ejemplo más característico es el que ofrece la ermita de la Vera Cruz de Maderuelo con las figuras de Adán y Eva y los cuatro árboles cargados de simbolismo.

### Pintura mural

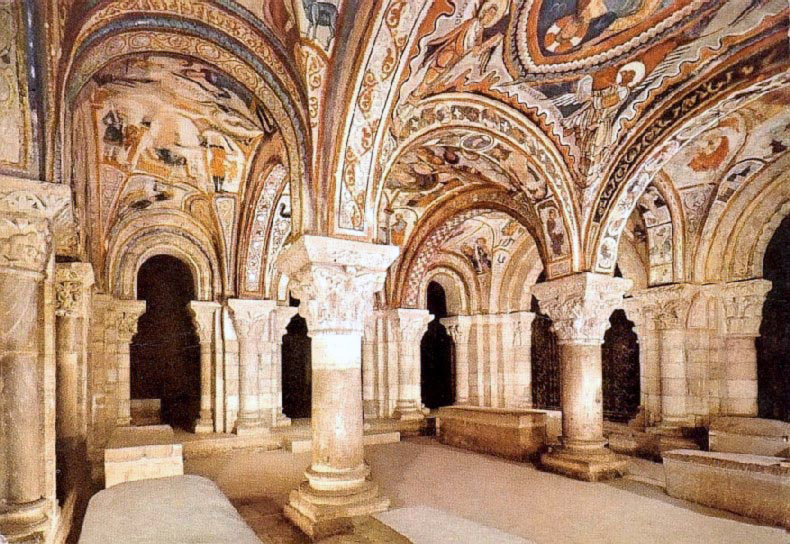
Panteón de reyes de San Isidoro de León

El conocimiento de una técnica para la perfección y perdurabilidad de la pintura mural solo se dio en la Antigüedad y en el Renacimiento. La técnica empleada durante el románico era poco perdurable aunque muy agradecida para el pintor porque permitía las rectificaciones, pero en cambio se descascarillaba con facilidad lo que suponía un continuo mantenimiento. Se fijaba sobre la pared una mano de cal sobre la que se pintaba una capa de colores disueltos en agua. Sobre esta capa se trazaba el contorno de las figuras, generalmente en negro u ocre y se hacía el relleno de los detalles en distintos colores. Este conjunto era rematado con temple o con otros productos grasos. Los fondos eran planos y monocromos con lo que se conseguía un resalte mayor de las figuras. La pintura se adaptaba perfectamente a los elementos arquitectónicos.
El conjunto pictórico mejor conservado es el de las bóvedas del Panteón de reyes de San Isidoro de León, datado en los primeros años del siglo XII y considerado en la actualidad como obra maestra e insólita dentro de la pintura mural románica.

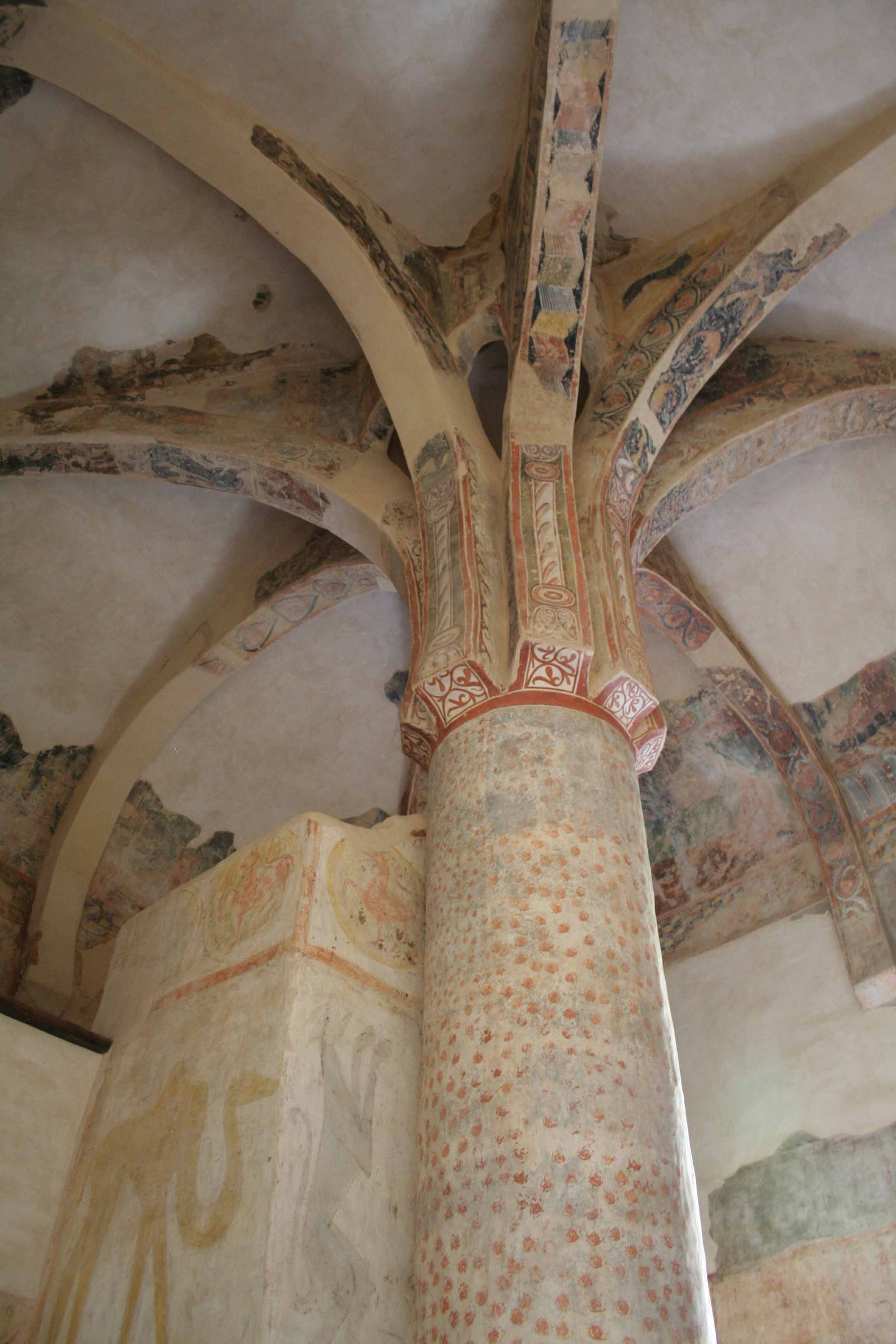
San Baudelio de Berlanga, arquitectura pintada

Otro conjunto destacado son los murales de la ermita de San Baudelio de Berlanga (provincia de Soria), cuyas paredes, ábsides, bóvedas, nervaduras y columnas estuvieron totalmente recubiertas. Lo que se puede ver en la actualidad en gran parte del edificio es un negativo de la pintura, huellas que dejaron al ser arrancadas para vender al anticuario Leon Levi. Las pinturas han sido estudiadas muy a fondo, tanto in situ como en los respectivos museos donde se guardan. Se consideran obra de tres artistas locales distintos: el Maestro de Maderuelo o Primer Maestro de Casillas (por Casillas de Berlanga, localidad donde se encuentra la ermita), a quien se atribuyen todos los temas decorativos de arquerías y bóvedas, las grandes escenas bíblicas y las pinturas del ábside, el Maestro de San Baudelio o Segundo Maestro de Casillas, que debió pintar las escenas de caza de la zona baja, que son las pinturas más originales, y un tercer maestro, de menor importancia, a quien se atribuyen las pinturas del interior del coro.
Se conservan también algunos fragmentos de pintura mural, con toda una narración del Génesis, en la ermita de San Pelayo de Perazancas; y unas narraciones bíblicas, con un gran Pantocrátor en la San Justo de Segovia, de la segunda mitad del siglo XII, descubiertas en los años 60 del siglo XX tras una restauración del templo.

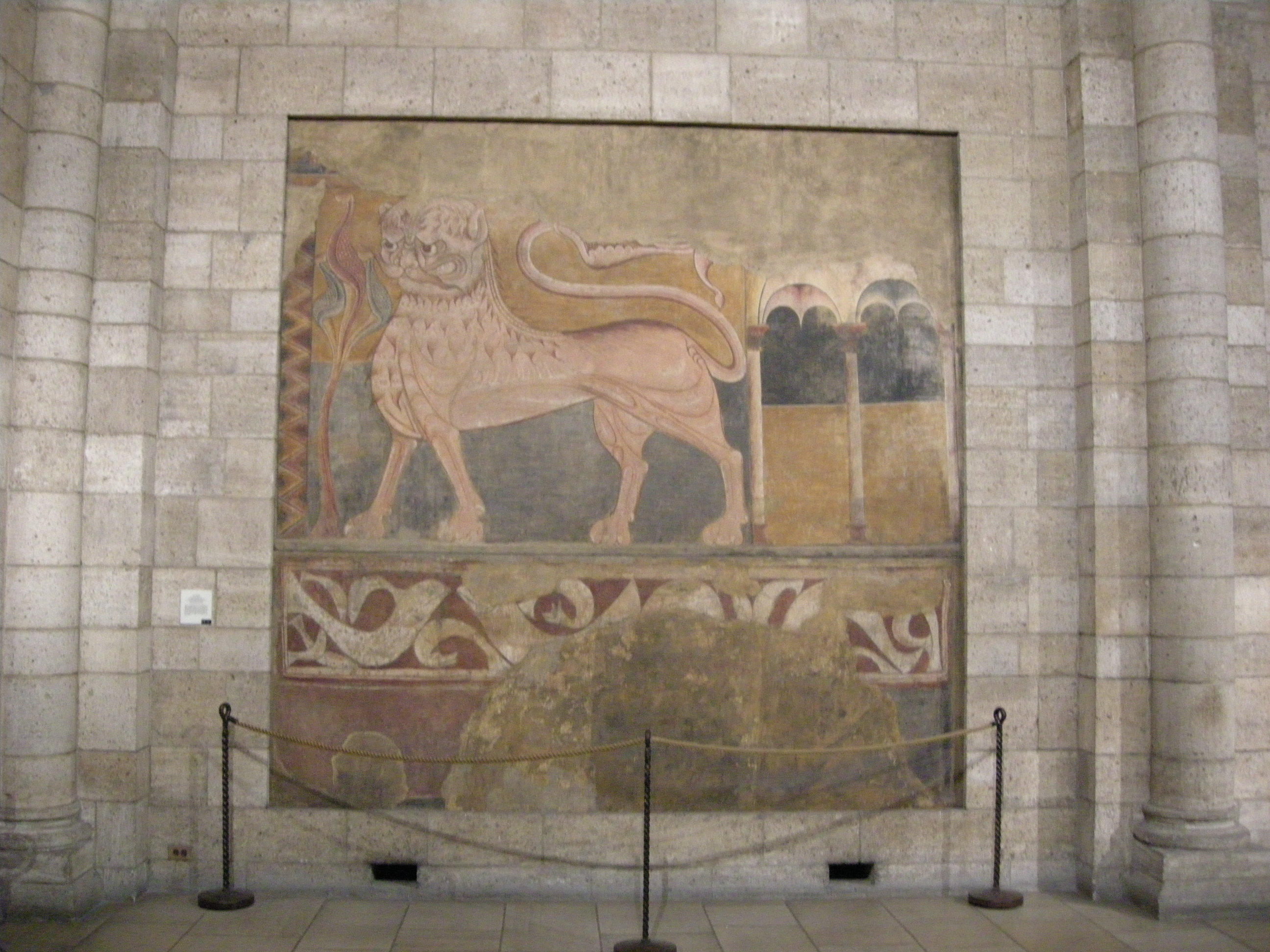
San Pedro de Arlanza

Del Tardorrománico son las pinturas del monasterio de San Pedro de Arlanza, documentadas en una crónica de 1563 en la que se cita al pintor Gudesteo como decorador de los muros de la iglesia con el tema de la Pasión de Cristo y de los muros de la sala capitular con temas de la Biblia.

### Pintura sobre tabla
Se sabe por la documentación existente que hubo una gran riqueza en pintura sobre tabla, pero lo cierto es que han llegado muy pocos ejemplares al presente. Se utilizó para los frontales de altar, para arquetas de todo tipo y para revestir los sarcófagos. Los temas desarrollados fueron principalmente el Pantocrátor y los doce apóstoles, casi siempre representados bajo arcadas de medio punto. En los sarcófagos se pintaban temas relacionados con la resurrección o escenas que tuvieran que ver con la vida del fallecido.
El estilo es de líneas esquemáticas y tratamiento austero. Los colores empleados suelen ser el rojo, ocre, blanco y azul. El azul se emplea mucho como fondo. En la mayoría de las obras que se conservan se aprecia un cuidadoso tratamiento de los rostros.
El ejemplo más importantes es el arca del monasterio de Carrizo, que conserva las pinturas del frontal y la parte delantera de la tapa.
Las dos obras más importantes que se pueden presentar como buenos ejemplos son, el sarcófago de los santos mártires de la iglesia de San Vicente de Ávila y el arca del monasterio de Carrizo que conserva las pinturas del frontal y la parte delantera de la tapa.

## Artes suntuarias

### Eboraria
La eboraria es el arte de trabajar el marfil o el hueso, calificado dentro de las artes aplicadas, cuyos productos se destinan al uso diario o al culto o a la ornamentación. También puede calificarse dentro de las artes suntuarias. Estas piezas fueron muy apreciadas en época románica por su técnica y por su estética. En muchos casos se incluyeron como complemento de otras obras: cubiertas de libros, frontales de altar, arcas para reliquias, etc. Durante todo el siglo XI este arte fue en progreso, ofreciendo nuevos avances en realización y técnica, anticipándose a la escultura monumental en piedra.

#### Taller de marfiles de León
Estaba situado muy cerca de la Colegiata y era un taller real, es decir, sujeto al patrocinio y supervisión de los monarcas. Durante dos siglos tuvo una vida próspera, siendo el siglo XI el de máximo esplendor; fue entonces cuando gozó de las aportaciones originales de rasgos de tradición musulmana mezclados con elementos de procedencia germánica. Durante el siglo siguiente la eboraria leonesa se mantuvo con éxito aunque ya entonces fue a la zaga de la escultura monumental de piedra, perdiendo poco a poco su condición vanguardista en las artes plásticas.
Arca de los Marfiles

Fernando I y su mujer Sancha donaron a la Colegiata de San Isidoro algunas de las mejores obras salidas de este taller. La pieza más antigua es la conocida como Arca de los Marfiles (o Arqueta de San Isidoro de León), obra muy importante pues fue concebida para guardar los restos mortales de San Juan Bautista y San Pelayo, titulares de la primitiva Colegiata. Data esta obra de 1059 y en ella participó tanto el arte de la eboraria como el de la orfebrería. 
Las placas en marfil de mayor calidad son las del apostolado, con 12 figuras independientes, en pie, situadas bajo arcos de medio punto y arcos de herradura, cuyo modelo se ha podido rastrear en la miniatura mozárabe.

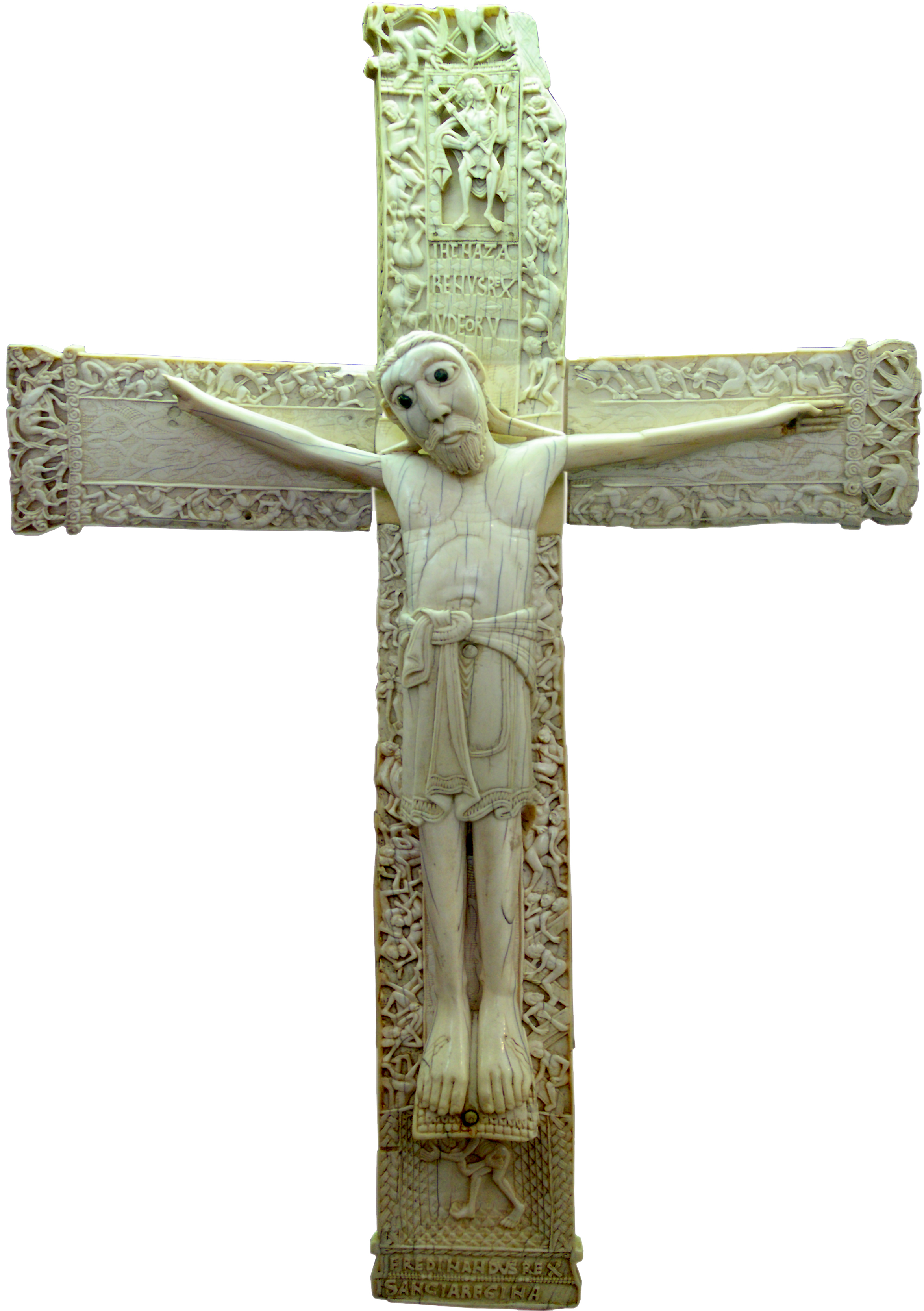
Crucifijo de don Fernando y doña Sancha
Este ejemplar está considerado como obra maestra de la eboraria románica europea. También fue una donación real a la Colegiata. Está depositado en el Museo Nacional Arqueológico. La imagen del cristo es casi una talla de bulto redondo, toda ella de marfil. La cruz es de madera, revestida por los dos lados de marfil que en su origen estuvo sobredorado. Llevó incluida una reliquia de la Vera Cruz. Bajo los pies del crucifijo puede leerse esta inscripción:

FREDINANDUSREX

SANCIAREGINA

Arca de las Bienaventuranzas
Fernando I había donado seis arquetas a la Colegiata de las que solo ha llegado al tiempo presente ésta de las Bienaventuranzas. Posiblemente fuera destinada a relicario. Es una arqueta de madera cuyo recubrimiento de plata repujada se perdió, quedando como ornamentación los ocho pequeños relieves de marfil que representan las Bienaventuranzas, que en forma de figura masculina aparecen dialogando con un ángel bajo arcos de medio punto en los que se ve inscrito el comienzo de cada bienaventuranza. Los ojos de los personajes están hechos de azabache, según costumbre de la escuela de marfiles de León.
Cristo de Carrizo

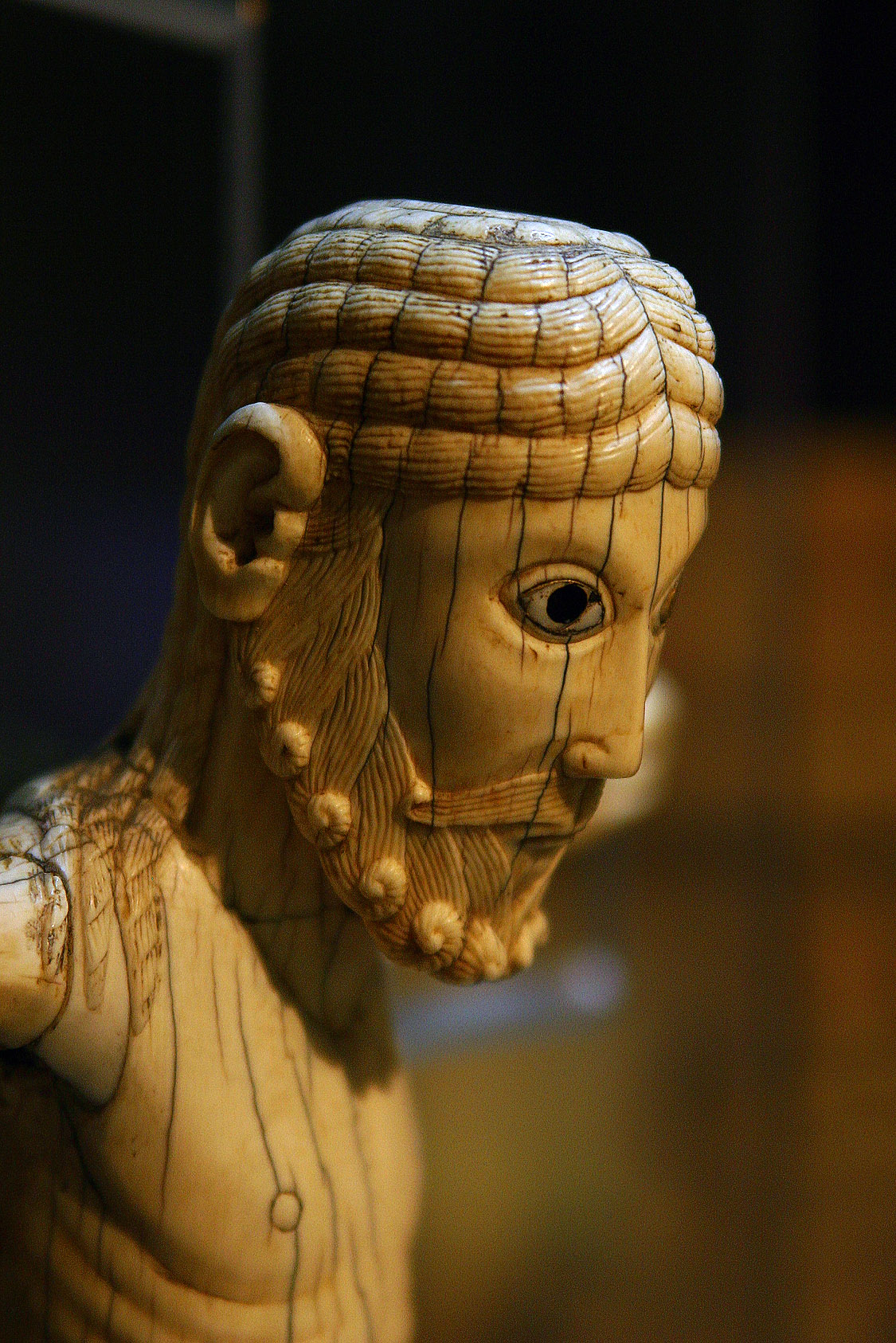
Detalle del Cristo de Carrizo

Procedente del monasterio de Carrizo, se guarda en el Museo de León. Tiene las características propias del Románico de esa época: un Crucificado vivo, rígido, sin acusar dolor, con cuatro clavos, sin corona y el paño de pureza largo hasta las rodillas, que están en parte vaciadas para guardar reliquias.
Durante todo el siglo XII el taller de marfiles de León continuó con vida aunque bajó bastante en productividad, no así en calidad que siguió siendo muy alta, según lo demuestran las piezas conservadas. El estilo fue cambiando hacia rasgos naturalistas al compás de las distintas manifestaciones románicas de todo este siglo.
Portapaz de San Isidoro de León
Es una de las piezas más importantes de los primeros años del siglo XII. La obra de marfil consiste en el relieve del Padre Eterno dentro de una mandorla, en actitud de bendecir. La base es de madera con plata sobredorada.
Cristo de San Juan de Ortega (Burgos)
De mediados de siglo XII, custodiado en el Museo de Burgos. Le faltan los brazos y la cruz de soporte. Es un cristo románico de cuatro clavos pero ya evolucionado hacia el naturalismo, apareciendo las marcas de la Pasión, abultamiento de vientre y corona real de oro. Lo más destacable de esta evolución es el tratamiento de la cabeza y de la cara, con el ceño fruncido y los pómulos muy salientes que contribuyen a señalar un aspecto patético.

### Orfebrería

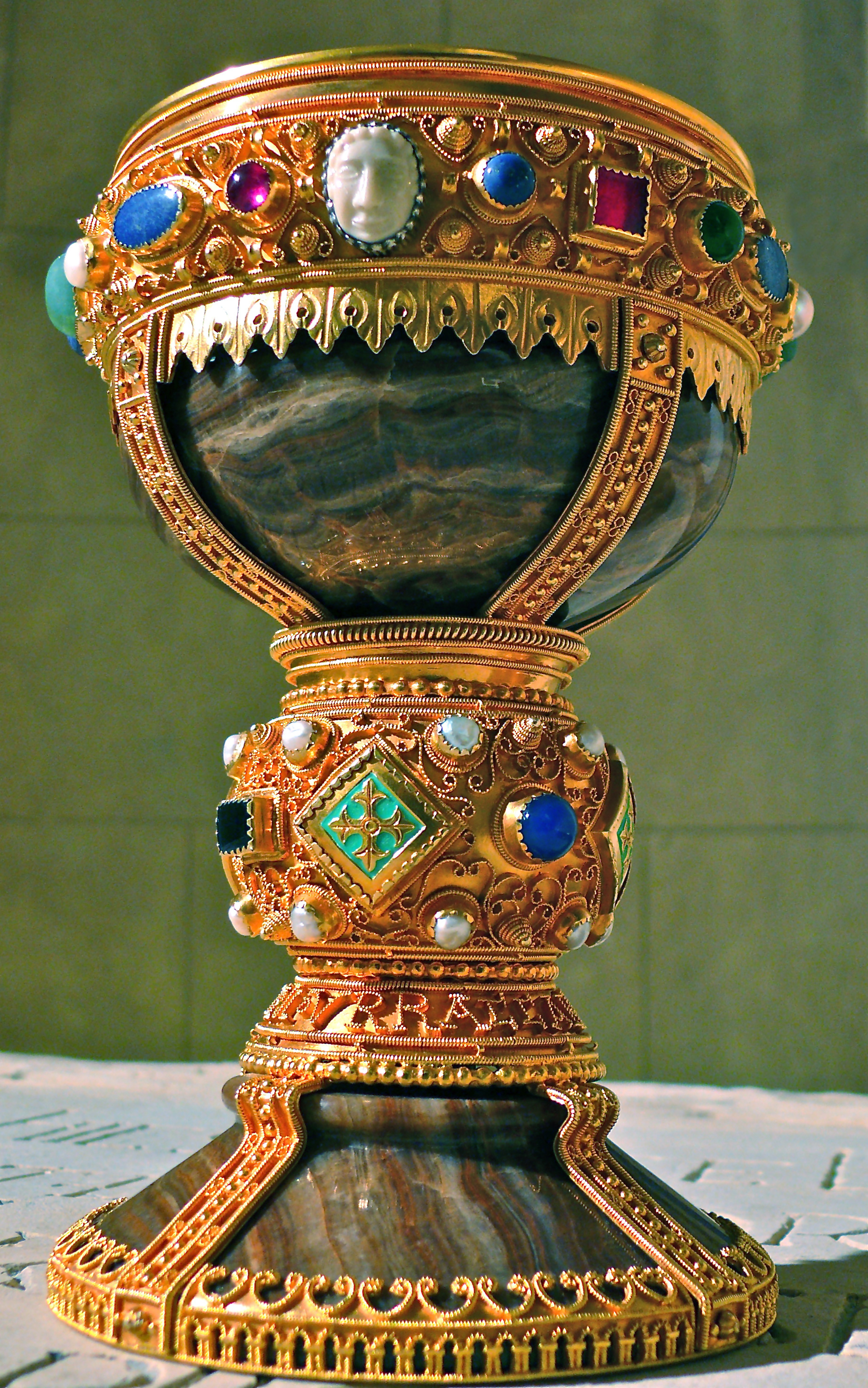
Réplica del Cáliz de doña Urraca. Basílica de San Isidoro de León

La orfebrería tuvo una gran importancia en las artes románicas y fue de una gran productividad en objetos litúrgicos, algunos de los cuales se han conservado casi intactos. Los principales materiales utilizados fueron el oro y la plata, a veces sobredorada, acompañados por esmaltes, camafeos, perlas y cabujones que aportaban un colorido muy atractivo. También se utilizó el cobre y el bronce. Los objetos más abundantes fueron:
- Frontales de altar (o antipendios), con placas de oro o de plata y engarces en pedrerías. Aunque en Castilla y León no se ha conservado ninguno se sabe que en la Colegiata hubo cuatro donados por los reyes Fernando y Sancha y se tiene la descripción de los que hubo en la catedral de Salamanca y de Zamora.
- Cálices y patenas. Se conserva el cáliz donado por doña Urraca de Zamora, procedente de los talleres reales. Es una pieza de gran valor, ricamente trabajada con labores de filigrana e incrustaciones de piedras preciosas y perlas. El cáliz de Santo Domingo de Silos es de plata sobredorada, con decoración de filigrana.
- Relicarios. El Relicario de la Vera Cruz de la catedral de Astorga, de los últimos años del siglo XII, es una cruz afiligranada y decorada con cabujones. La Arqueta de San Isidoro fue otro regalo de Fernando y Sancha para la Colegiata, destinado a guardar las reliquias del santo, fechada en 1063.[22] Es una caja forrada ricamente por dentro con telas musulmanas, y recubierta con plata repujada en la que se representan varios pasajes del Génesis, símbolos de los Evangelistas y escenas cortesanas que parecen referirse al rey y la reina con parte de su séquito.
- Imaginería: También se elaboraron imágenes que tuvieron gran éxito y difusión. La más importante de las que quedan es la Virgen de la Vega que puede verse en la catedral vieja de Salamanca. Su nombre se debe a que pertenecía al antiguo monasterio de la vega de Salamanca. Representa a la Virgen sedente como trono y el Niño sentado en sus rodillas. Es de chapa de cobre y bronce que recubre una talla de madera; está muy adornada con cabujones y esmaltes procedentes de talleres de la península ibérica. Otros ejemplares importantes son la Virgen de Husillos (provincia de Palencia) y la Virgen de la Majestad (catedral de Astorga).

### Esmaltes
El esmalte es un arte que emplea una técnica que se apoya principalmente en la química. Utilizando el plomo y el bórax que se mezclan con óxidos metálicos, y sometiéndolos a altas temperaturas, se consigue una vitrificación con un colorido brillante.
El esmaltado surgió en Oriente (probablemente en China); se extendió por el Imperio bizantino, sobre todo durante los siglos X y XI, y de allí pasó a Europa. Adquirió gran difusión en la Iglesia cristiana de la época románica, surgiendo importantes talleres al amparo de monasterios y patrocinio de reyes. Uno de los más famosos y populares fue el de Limoges en Francia, que estuvo custodiado por los Plantagenet. De allí salieron obras producidas en serie, de bajo costo, que llegaron a todos los rincones del mundo conocido.
Hubo en España otros talleres de mejor técnica, de trabajos artísticos más elaborados y precisos que no pudieron competir con Limoges por resultar sus productos mucho más caros, como sucedió con el taller de Silos.
El auge del esmalte se dio en Castilla y León durante el siglo XII, empleando la técnica del excavado, llamado también campeado o camplevé, que consiste en excavar la plancha metálica destinada al esmalte con huecos o pequeñas celdas donde se colocará dicho esmalte. Durante el siglo XI también hubo talleres de esmaltado, aunque solo se conocen algunas piezas por sus descripciones. Las obras que se pueden contemplar y que han llegado casi intactas están datadas de la segunda mitad del siglo XII y corresponden en su mayoría al prestigioso taller del monasterio de Silos. Sobre estas obras está hecho un exhaustivo estudio y una buena catalogación.
El taller de Silos estuvo bajo la protección del rey Alfonso VIII y de su mujer Leonor de Aquitania, siendo además (junto con la corte) los principales consumidores, adquiriendo tanto obras de temas religiosos como obras suntuarias de uso personal. Una de las características del trabajo de este taller es el colorido, empleando como predominante el verde y el azul y como secundarios los colores rojo y blanco. Los esmaltes de Limoges tienen como predominante el color amarillo. Otra característica es la técnica de las cabezas que se cincelan en alto relieve.
De este taller salieron obras que complementaban la orfebrería y también obras enteras, independientes. Todas están inventariadas, estudiadas y catalogadas. Hay frontales de altar, arquetas, cubiertas de libros litúrgicos, relicarios, cruces, etc. La obra más conocida y que se tiene como obra maestra es la Urna de Santo Domingo, datada de 1165 a 1170, destinada al sepulcro de este santo. Consta de dos hojas o placas cubriendo el sarcófago, una esmaltada y otra simplemente barnizada y grabada con el Agnus Dei y un Apostolado. La hoja esmaltada se guarda en el Museo Arqueológico de Burgos. Es también obra importante una pareja de cubiertas de Evangeliario. Una está en el Instituto de Valencia de Don Juan de Madrid y la otra en el Museo de Cluny de París.

### Rejería

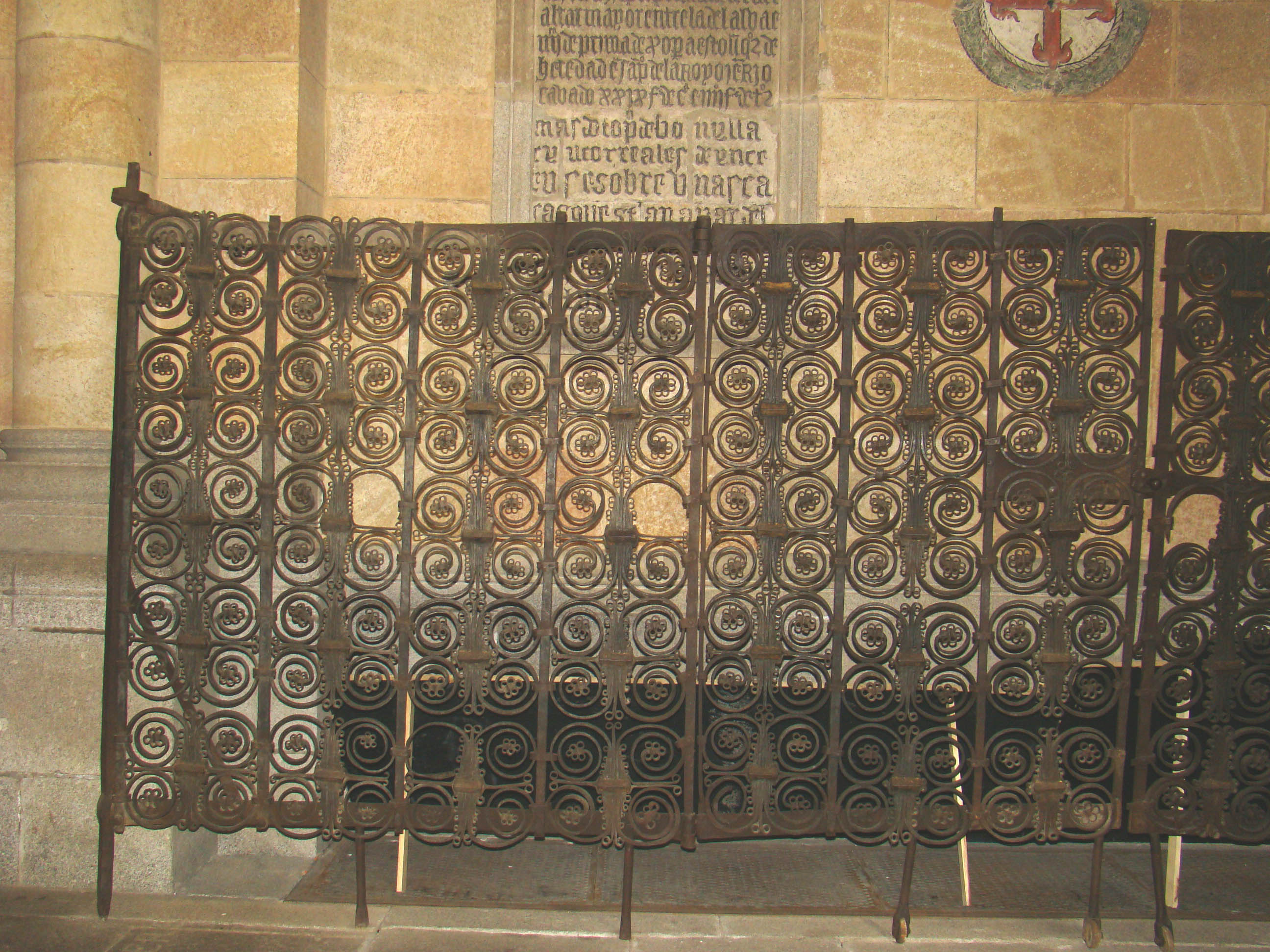
Reja románica de labrado perfecto que se supone correspondía al coro. Iglesia de San Vicente en Ávila

Durante el periodo del románico, las rejas se utilizaron para cerrar pequeños huecos o ventanas por las que podía colarse cualquier animal, para proteger recintos o capillas sagradas muy especiales y para reforzar las puertas de madera. Se reconoce fácilmente una reja románica porque su diseño es casi igual en todas las piezas con pequeños detalles que puedan diferenciarlas.
Son diseños muy sencillos: pequeñas piezas que se enrollan en espiral, unidas a las barras verticales por abrazaderas o grapas y unidas entre sí también por abrazaderas. Su época de expansión duró desde mediados del siglo XI hasta el XIII y en algunos casos tuvieron una supervivencia en pleno estilo gótico. La región de Castilla y León fue muy rica en rejas románicas, aunque la mayoría han desaparecido formando chatarra o cambiando en la fragua su aspecto por otro más moderno. Fue esa una costumbre muy extendida: se entregaba la reja vieja y con el mismo material se construía la nueva.
Algunas rejas conservadas:

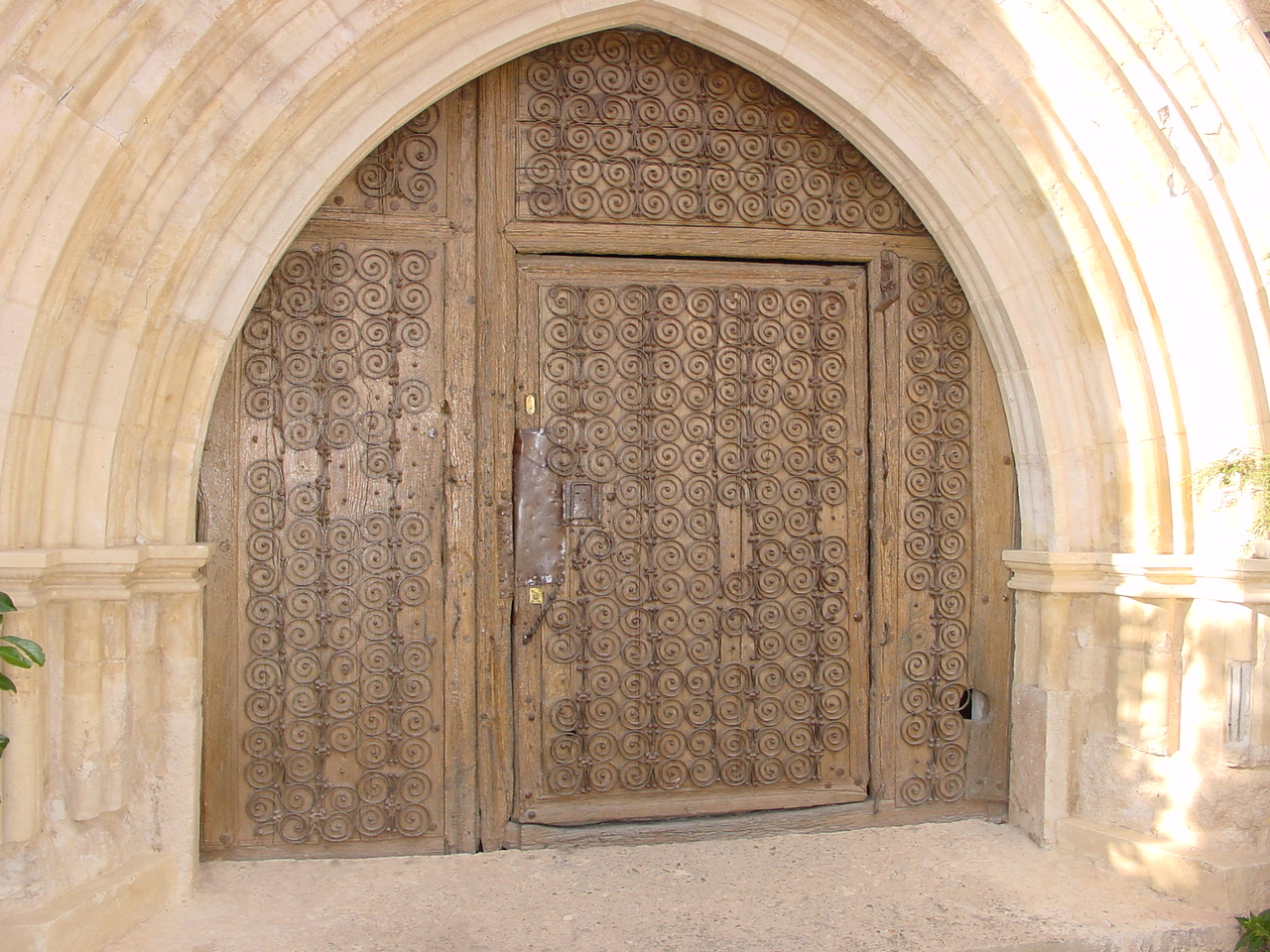
Puerta de la iglesia de Presencio (Burgos)

- Iglesia de San Cipriano de Zamora cuyas ventanas están resguardadas por rejas muy antiguas. Además están documentadas con la escritura que aparece en el muro sur y que dice:

Vermudo Ferario qui fecit memoria de Sua Fauica

- Iglesia de San Isidoro de León donde se conserva un bonito ejemplar de ventana.
- Catedral Vieja de Salamanca, con rejas románicas cerrando el ábside.
- Catedral de Palencia, que guarda un bonito ejemplar en una puerta lateral de la capilla del Sagrario.
- San Vicente de Ávila, con una reja de labrado perfecto que se supone correspondía al coro.

En el románico rural es frecuente que aparezca la reja reforzando la puerta de entrada a la iglesia, como se puede ver en la fotografía adjunta de la iglesia del pueblo de Presencio en Burgos.

## Arquitectura civil y militar
La arquitectura civil románica es casi desconocida y la mayoría de los edificios que se consideran de esta época, no lo son; aunque algunos conserven parte de los cimientos o alguna puerta o ventana de medio punto de época románica, su desarrollo y diseño arquitectónico pertenecen a tiempos más modernos. Sin embargo queda algún resto como ejemplo, unas veces a la vista y otras embutido en la obra que se hizo después.

### Murallas
La muralla o la cerca fue un elemento arquitectónico de suma importancia en el periodo del románico, casi siempre relacionado o heredero de las cercas o pequeñas murallas o murallas romanas, construidas en periodos anteriores por los núcleos y asentamientos primitivos. Las ciudades amuralladas de tradición romana no hicieron sino aportar su estructura, que en algunos casos estaba muy deteriorada, por lo que hubo necesidad de rehacer. Las ciudades de León y Lugo conservan sus murallas romanas que han llegado en buen estado hasta el siglo XXI.
Otras murallas y cercas de nuevo trazado se construyeron en los últimos años del siglo XII y a lo largo del XIII, por lo que pueden considerarse románicas. En muchos de los casos no solo tenían un destino de protección del núcleo habitado sino que hicieron la labor de aglutinar núcleos dispersos que tenían grandes espacios entre sí, que serían el inicio de una ciudad autosuficiente con sus propios cultivos, pudiendo así resistir un asedio prolongado. Así la futura ciudad quedaba separada del resto, con unos derechos y unas obligaciones propios. Por otra parte daban lugar estas cercas o murallas al control del movimiento de mercancías, siendo este el sentido fiscal, exigiendo en las puertas el correspondiente pago.
Las murallas evolucionaron mucho en los siglos siguientes, o incluso llegaron a desaparecer, por lo que no se puede contar más que con restos o ruinas que sean auténticamente de época románica. El mejor ejemplo de muralla románica son las murallas de Ávila, conservadas casi íntegras sus partes pertenecientes a dicho periodo de la historia.

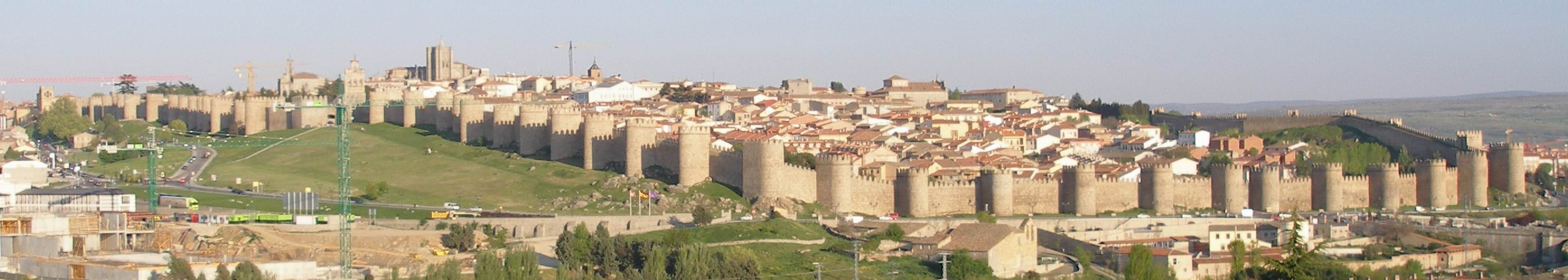
Murallas de Ávila

### Castillos y recintos amurallados

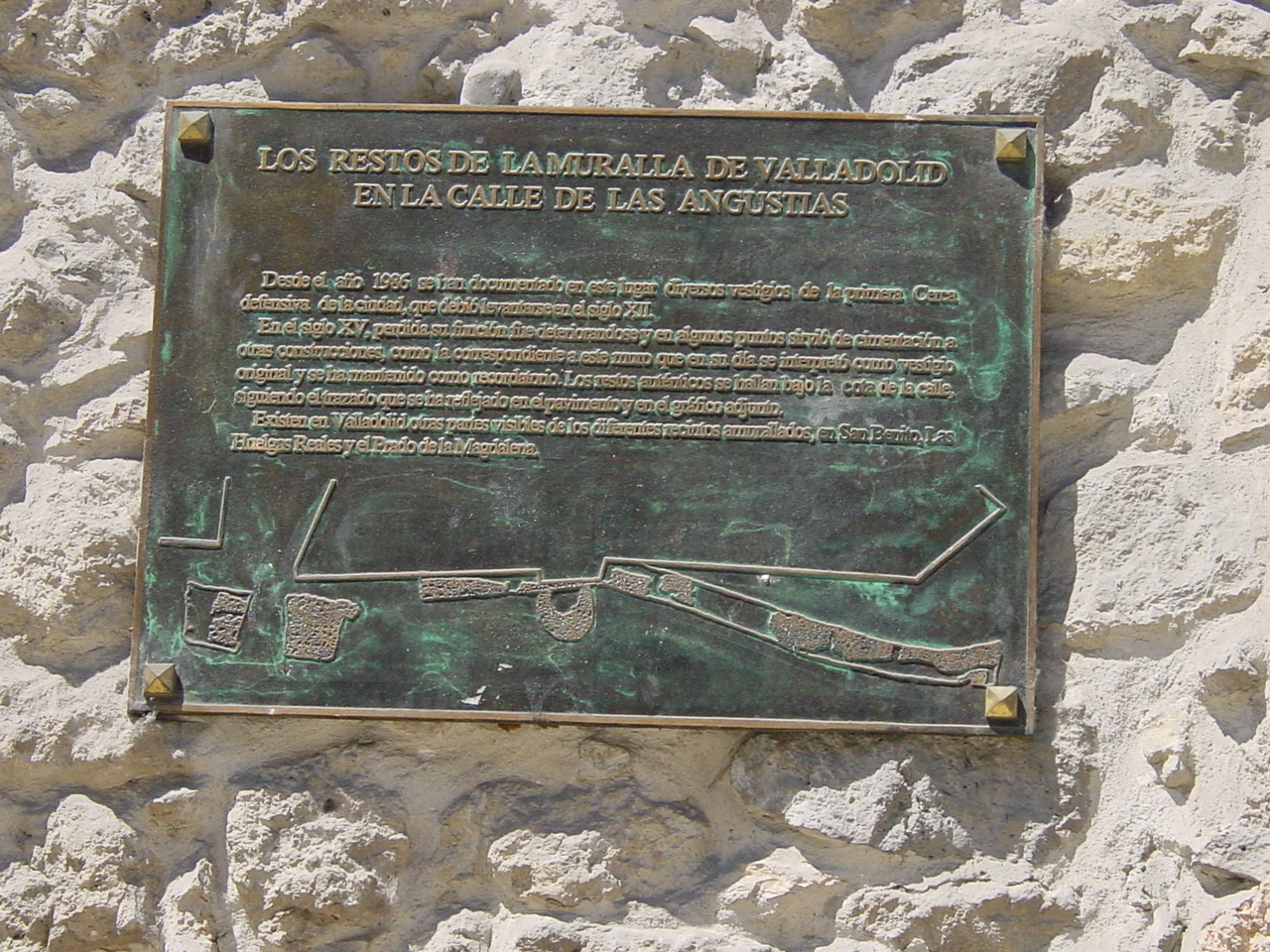
Restos de la cerca de Valladolid del siglo XII

Durante la época del Románico, los siglos XI y XII, se arreglaron muchos castillos ya existentes y se construyeron otros que fueron fuertes importantes en los avances de la Reconquista, sobre todo en el reinado de Fernando II, en torno a 1180, cuando la Extremadura castellana y la Extremadura leonesa (incluso zonas al norte del Duero, como Valladolid) fueron objeto de repoblación. Estos castillos tenían plantas rectangulares y sencillas, a veces torres circulares en cada esquina y muy raramente de planta cuadrada, como avance a lo que sería la torre del homenaje. Se construían con hiladas de encofrado de cal y canto, según se puede observar en los restos estudiados. En Tierra de Campos se construyeron cercas y castillos de tapial, como corresponde a la arquitectura de la zona. Aparecieron también las torres albarranas como clara influencia musulmana.
Todos los castillos fueron renovados o demolidos en épocas siguientes y sus restos románicos son difícilmente distinguibles, como los del Castillo de Frías (provincia de Burgos) o los del castillo de Ponferrada (provincia de León); aunque existen ejemplos que aun pueden dar testimonio, como en el alcázar de Segovia (la parte construida sobre el espolón rocoso sobre la unión de los ríos Eresma y Clamores, o la sala de los Ajimeces con ventanas de arco de medio punto). 

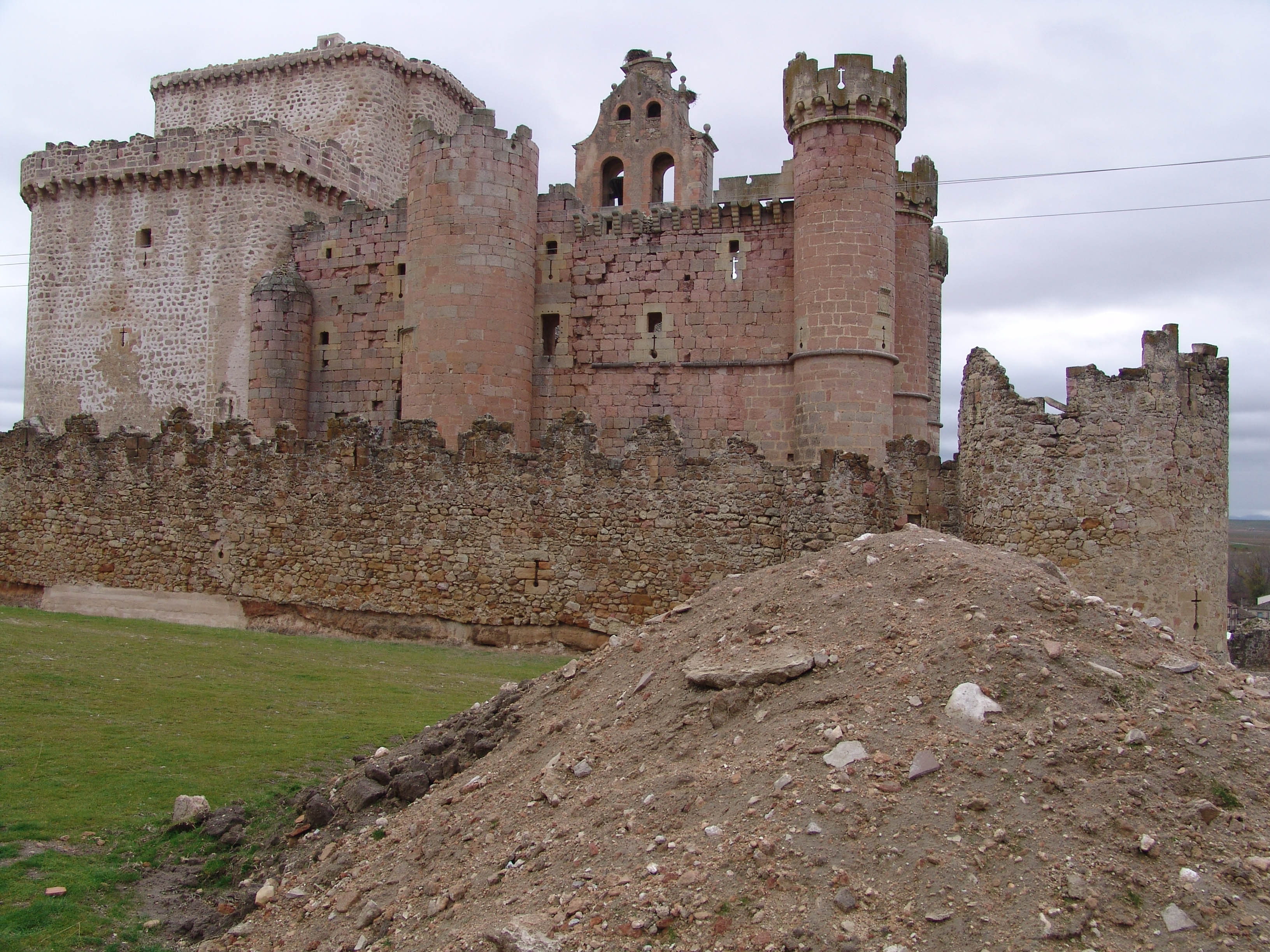
Castillo de Turégano en que puede verse la cerca de tapial del recinto

 De entre los recintos que amurallaban una fortaleza se puede hacer mención de unos pocos, más o menos arruinados y que muchos de ellos dejaron tan solo como recuerdo el edificio de una iglesia que lleva como apellido ... del Castillo.
- Recinto de tapial rodeando el castillo de Turégano (provincia de Segovia), con nueve cubos hechos también en tapial.
- En Bernardos (provincia de Segovia) se halla un cerro donde estaba el castillo, de cuyo recinto solo queda una ermita llamada Nuestra Señora del Castillo.
- En Coca (provincia de Segovia) se conservan muros del recinto románico, construido en cal y canto.
- En Madrigal de las Altas Torres (provincia de Ávila) el interior de la muralla de su recinto de está construido en fuerte tapial con cal y canto, obra románica. En la parte más alta del recinto se encuentra la iglesia de Santa María del Castillo. Se especula sobre el hecho de que este recinto no se hiciera para proteger una ciudad, a modo de muralla, sino para cultivos y ganadería.[26]
- En Cantalapiedra (provincia de Salamanca) se conserva un cubo de la cerca del recinto y una iglesia llamada Santa María del Castillo.
- En Ayllón (provincia de Segovia), se conserva por detrás del cerro un recinto amurallado que fue abandonado, y que la gente del lugar conoce con el nombre de los paredones. Se cree que fue un gran albacar (una especie de redil para el ganado dentro del recinto de la fortaleza.)
- En Fuentidueña (provincia de Segovia) puede verse la villa vieja despoblada y cercada con muros de cal y canto y algunos cubos circulares y otros de planta cuadrada.
- En Ledesma (provincia de Salamanca), repoblada por orden de Fernando II en 1161. Puede verse el recinto-castillo, edificado en sillarejo y mampuesto de granito con algunos sillares reutilizados de la ciudad romana anterior.
- En Aldeadávila (provincia de Salamanca) se pueden observar un ejemplo de torre defensiva anterior a 1265, incorporada en el siglo XVI a la iglesia. Se conservan las tres plantas inferiores de la torre, con muros de dos metros de espesor, la escalera de caracol, y el arco de medio punto interior que daba acceso por la cara norte.

### Puentes
Igual que sucedió con los castillos, los puentes sufrieron cambios y restauraciones posteriores por lo que su aspecto actual no corresponde en la mayoría de los casos a aquella época. Lo mismo que algunos puentes medievales son llamados vulgarmente “puente romano”, otros puentes de fabricación gótica son conocidos como “puente románico” sin serlo.

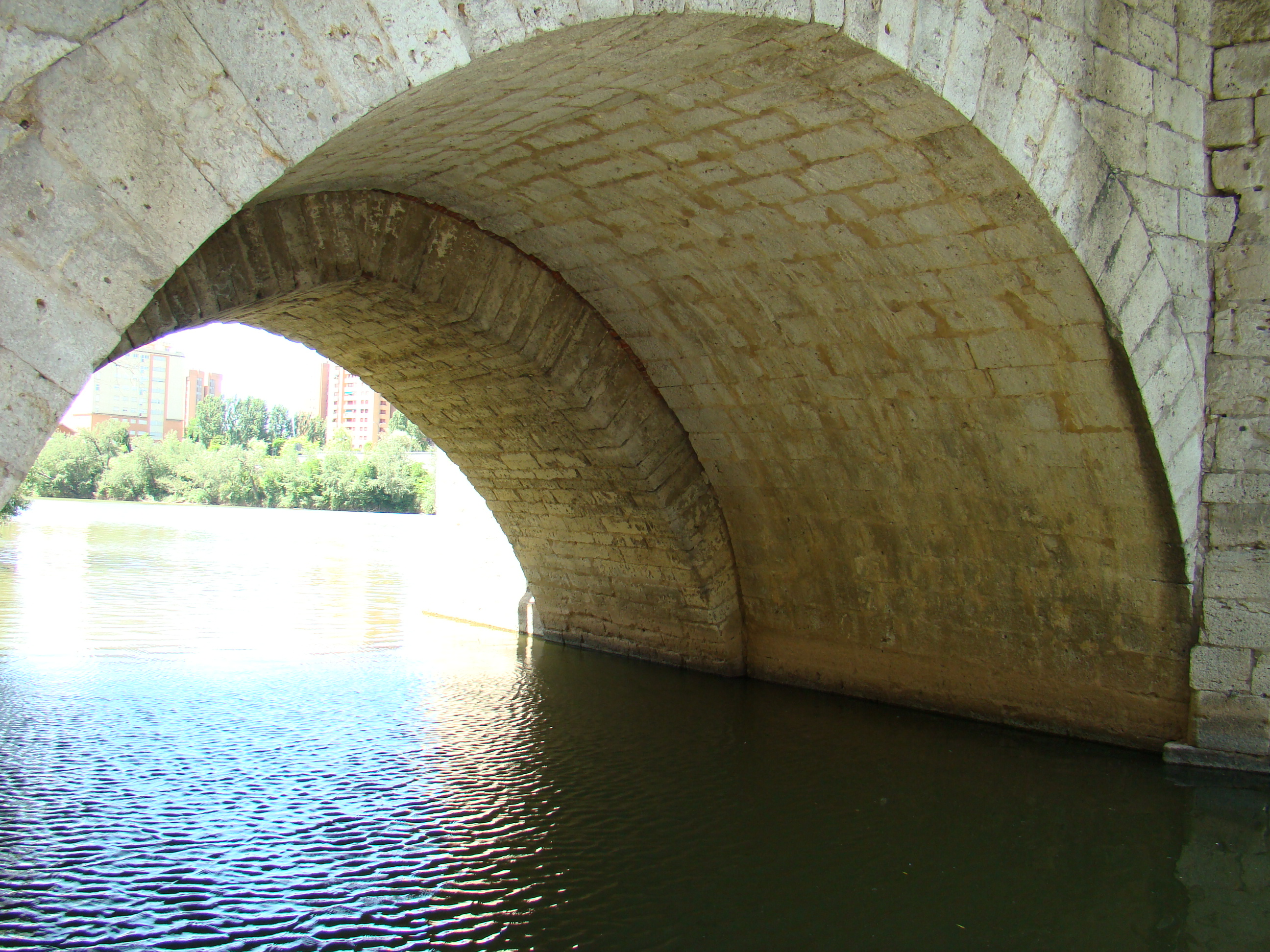
Arco del Puente Mayor de Valladolid

Un puente románico y peregrino fue el construido en Ponferrada (León), llamado el Puente de Hierro por la barandilla que se puso de este material. Fue pensado y edificado en función de las necesidades de los viajeros a Santiago de Compostela que en este lugar tenían dificultades para atravesar el río Sil.
Valladolid tuvo su primer puente sobre el río Pisuerga en tiempos del señor de la villa, conde Ansúrez, hacia el año 1080, el llamado Puente Mayor. En origen tenía arcos de medio punto que después fueron sustituidos por los arcos apuntados. Lo que se contempla en el siglo XXI de este puente dista mucho de la primitiva obra románica.

### Palacios y casas

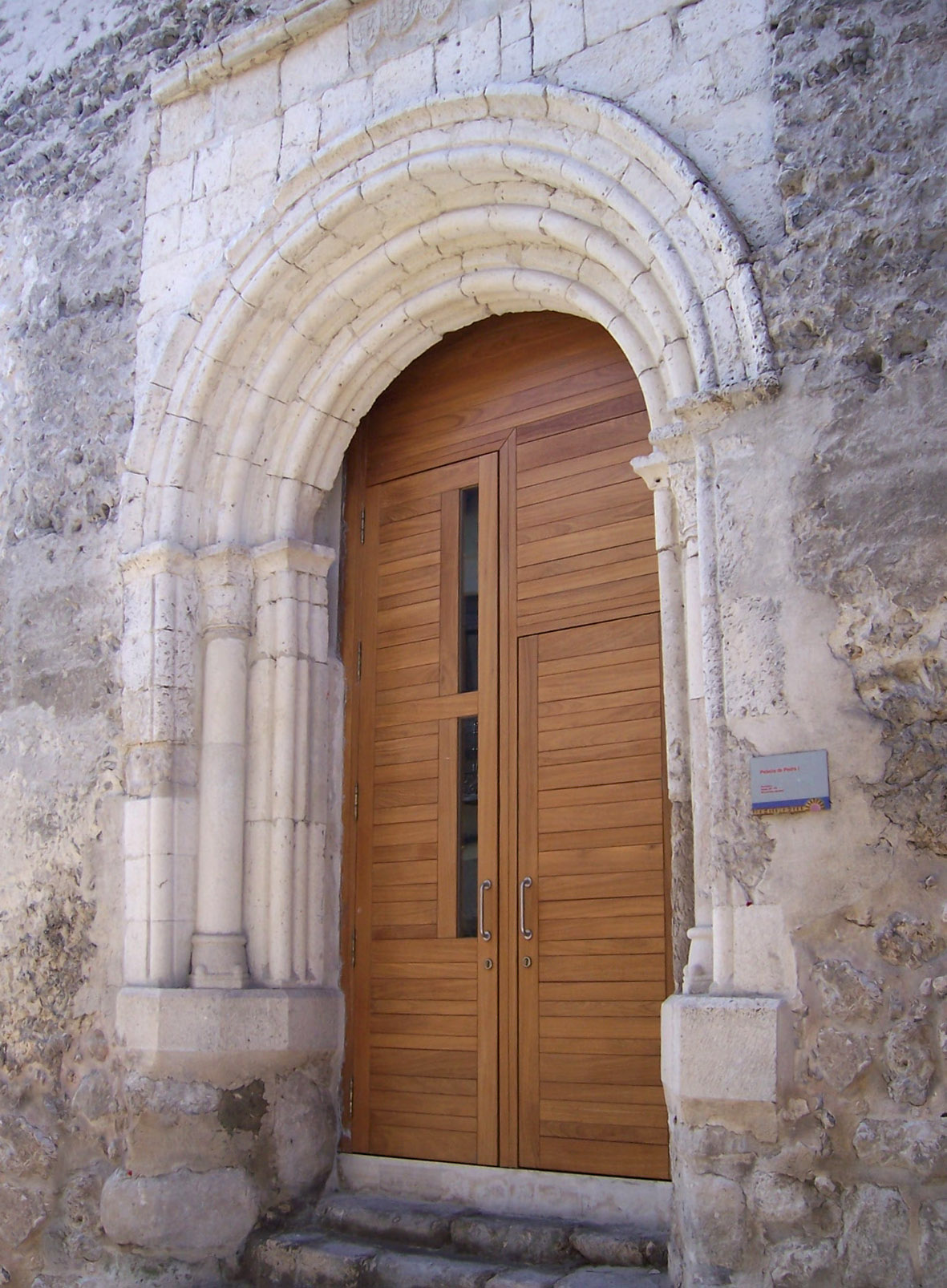
Portada románica del palacio de Pedro I en Cuéllar

Los edificios domésticos, incluidos los palacios, no tenían grandes pretensiones; las casas se construían con materiales deleznables (en contraposición con la grandeza de las iglesias), que no pudieron resistir el paso del tiempo. Cuando ya se quiso dar importancia a esta arquitectura civil, lo poco que había se transformó y lo nuevo se edificó con las tendencias del gótico. Así ocurrió con las célebres canonjías de Segovia cuya estructura pertenece ya a la Baja Edad Media.
En la ciudad de León se encuentra el conocido palacio de doña Berenguela, llamado palacio románico, cuya estructura y planificación corresponden en realidad a los últimos años de la Baja Edad Media, lejos del románico, pero que conserva (tal vez reutilizadas) unas ventanas de estilo románico. Así mismo existe en la ciudad segoviana de Cuéllar el llamado palacio de Pedro I cuyo origen se supone que date de la época de la Repoblación y hasta quizás sean románicos parte de sus cimientos, pero el edificio actual es de principios del siglo XIV, aun cuando tenga una portada románica que puede ser heredada del edificio anterior o reutilizada de otro. Este palacio está considerado sin embargo como uno de los pocos ejemplares del románico civil.

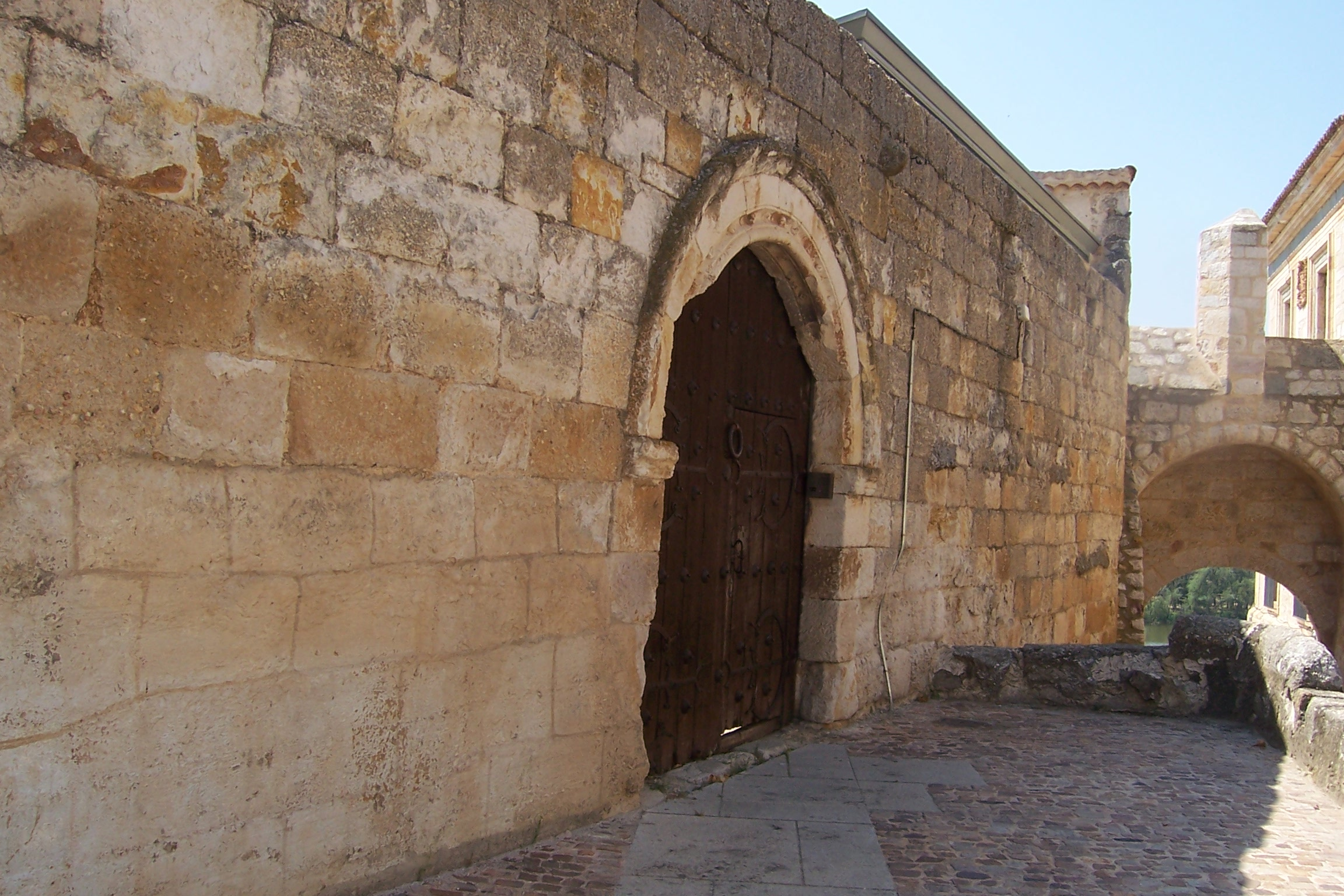
Casa del Cid en Zamora.

También existe en la ciudad de Zamora una casa conocida como Casa del Cid, cuya historia está documentada en la seguridad de que viviera en ella doña Urraca y que el Cid sirviera en ella al rey. Su aparejo y sus trazas en la fachada frente a la catedral son de mediados del siglo XII. La fachada que da al Duero es obra del siglo XI. Aun así, está bastante restaurada y reedificada durante los siglos siguientes, pero puede considerarse como una de las poquísimas muestras de arquitectura civil románica en Castilla y León.
Tradicionalmente se ha dado en llamar casa o palacio románico a aquellos edificios que tienen una buena portada con arco de medio punto y grandes dovelas, siendo en realidad estructuras que corresponden a época del gótico.

## Simbología en el románico de Castilla y León

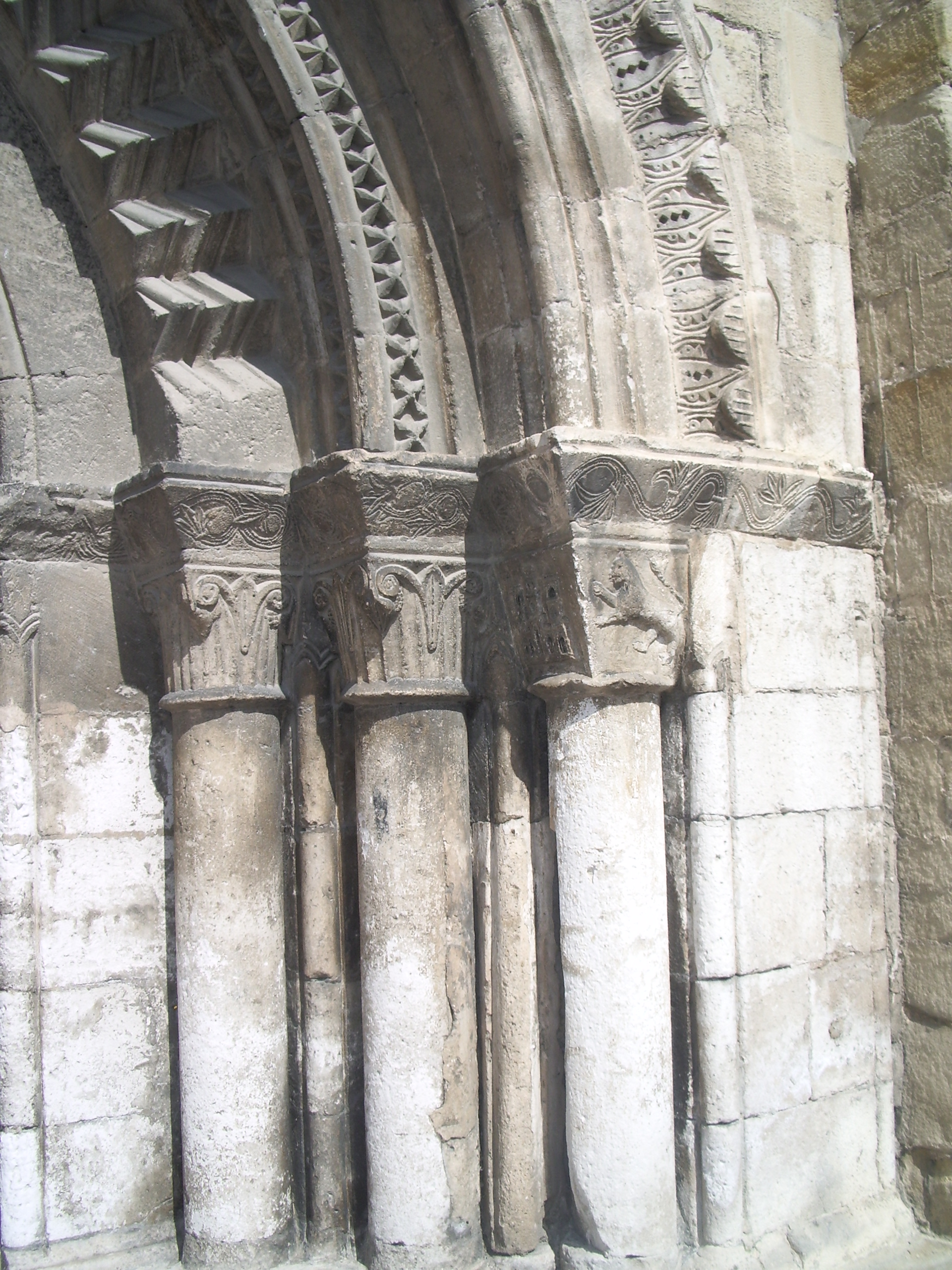
Capitel en la iglesia del Espíritu Santo (Miranda de Ebro) que simboliza la unión de Castilla y León en 1230

Los estudios de la arquitectura religiosa en general y del arte románico en particular han querido ver y demostrar las representaciones simbólicas que presentan desde los orígenes los edificios de las iglesias cristianas en la arquitectura, escultura y pintura. El simbolismo está presente no solo en los templos románicos, sino en los góticos, renacentistas y barrocos y lo estuvo desde tiempos pretéritos de la Antigüedad.
Para llevar a cabo la arquitectura cristiana y en este caso la arquitectura románica se tenía muy en cuenta una serie de preceptos simbólicos que a primera vista pueden pasar desapercibidos por desconocer su significado pero que fueron desde muy antiguo consustanciales con las creencias religiosas de los hombres. Por eso fueron importantes y se tuvieron en cuenta la ubicación y altura del edificio, la planta con su división en parte circular y partes cuadradas, los números, la luz entrante, la ornamentación geométrica o historiada y en gran medida el bestiario, repartido sobre todo en canecillos y capiteles.

### La altura
El hecho de que el edificio sagrado esté construido en todo lo alto es algo heredado o transmitido o que coincide con todas las religiones anteriores. Las iglesias (rurales o catedrales) se construían en el lugar más elevado (que además en muchos casos coincidía con el emplazamiento de un templo anterior) y si el terreno era totalmente llano, se procuraba que los muros y la torre tuvieran mucha más altura que el resto del caserío. La altura simbolizaba un mayor contacto con Dios que se supone que habita allá arriba y al que los cristianos dieron uno de los apelativos más antiguos para llamarle: el Altísimo.

### La planta y el número 4

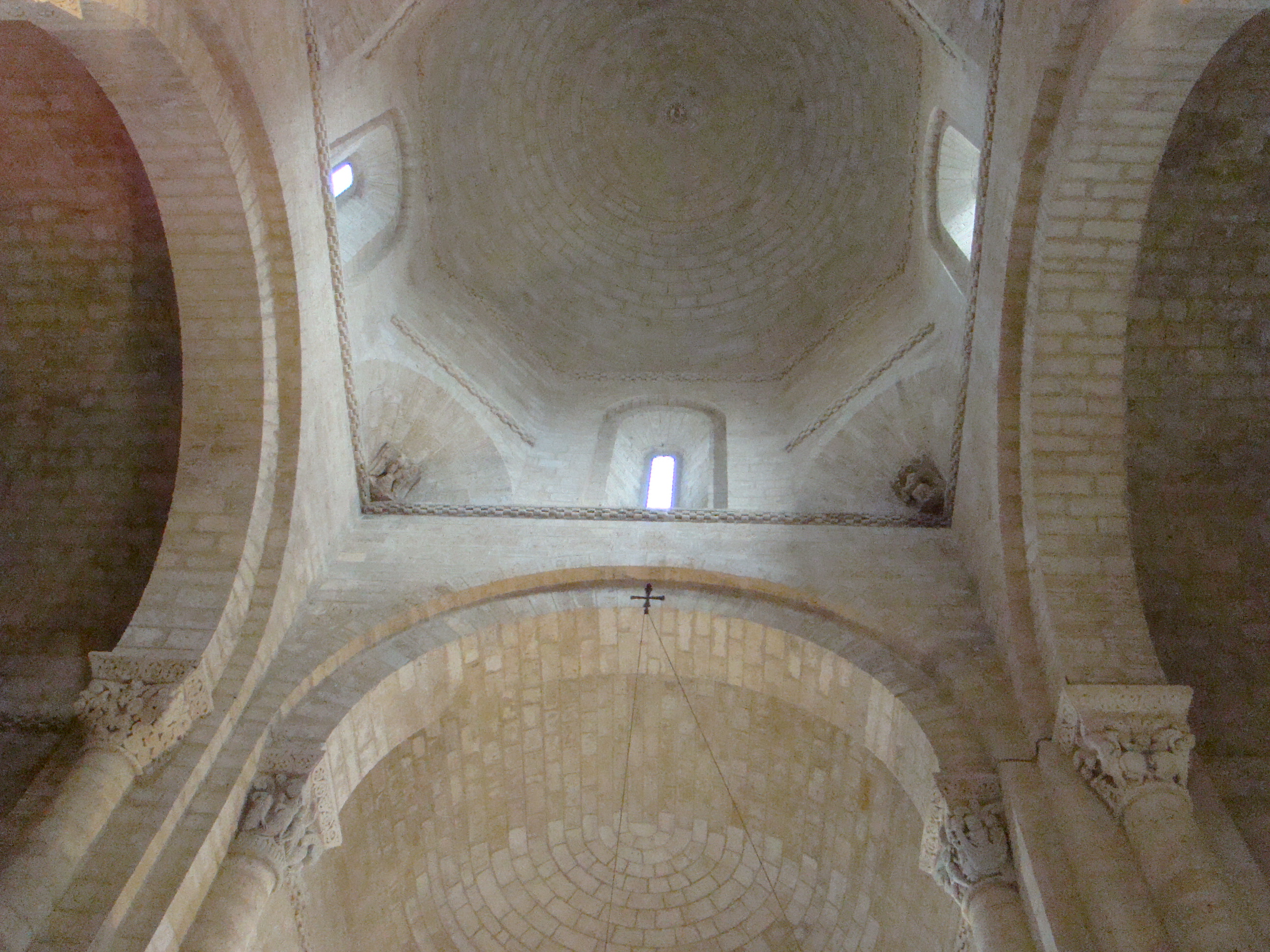
Cimborrio de San Martín de Frómista. Puede apreciarse el paso del círculo al cuadrado por medio de las trompas donde se encuentran los símbolos del tetramorfo

La articulación de una iglesia románica se hacía siempre alrededor de uno o más cuadrados. (La planta de cruz latina simboliza la cruz de Cristo y su sacrificio para la salvación de las almas). El cuadrado simboliza lo terrestre frente al círculo que simboliza lo divino. Ya desde el Génesis la Tierra está simbolizada como un cuadrado que flota en el Universo, y en el centro de ese cuadrado está situado el nacimiento de los 4 ríos que se dirigen a los 4 puntos cardinales. A su vez los 4 ríos dibujan una cruz, que es origen del cuadrado. Todos estos diseños cargados de simbología fueron empleados desde antiguo por las sucesivas culturas. El número 4 está bien presente siendo el símbolo basado en los 4 elementos (tierra, agua, aire, fuego) que son las estancias de las purificaciones del alma en las culturas más antiguas. Basándose en estos conceptos, el número 4 será esencial en la simbología del románico, por ejemplo, con la presencia del Tetramorfos (símbolos de los 4 evangelistas) ubicado casi siempre bajo la cúpula en las trompas que unen el círculo con el cuadrado, es decir, simbolizando su intervención entre la Tierra y el Cielo, entre los hombres y Dios.
El círculo es desde antiguo el símbolo solar, por tanto y por extensión, el símbolo de Dios. El círculo o el semicírculo se emplea en la construcción románica para las zonas reservadas a lo divino: el ábside o los ábsides son zonas sagradas, lugar donde habita Dios. El círculo de la cúpula simboliza la morada de Dios en el cielo; de hecho, muchas de esas cúpulas se pintaron de azul con estrellas y con ángeles

### La luz
Todas las iglesias románicas están orientadas en el eje este-oeste. El ábside (la morada de Dios) debe estar en el este, lugar por donde sale el sol, lugar que ha de recibir sus primeros rayos y que por tanto y al estar el resto en penumbra, recibirá las miradas de los allí presentes.

### Bestiario

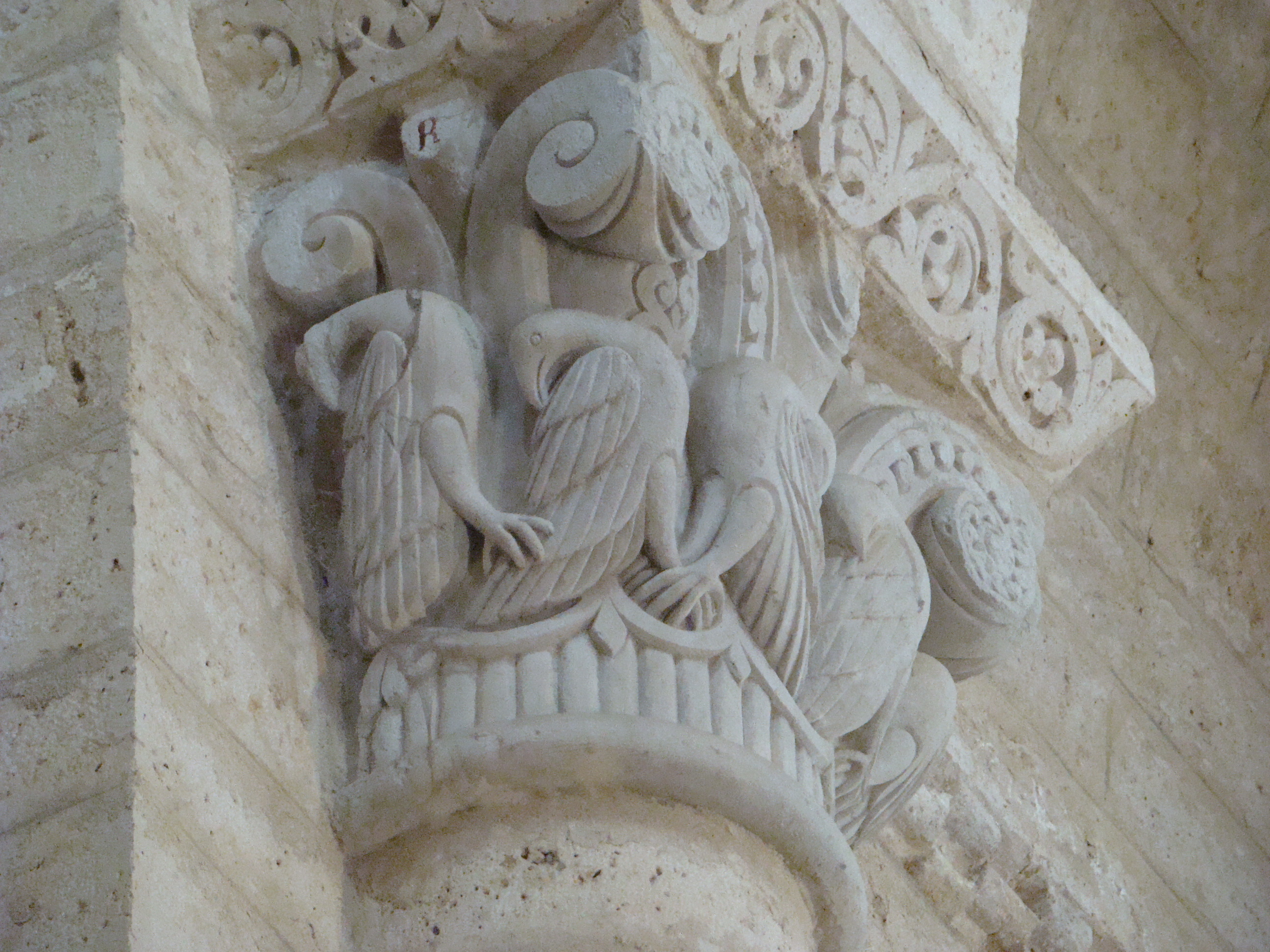
Capitel de los pelícanos en Frómista. Simboliza la Eucaristía

Los animales llevan consigo una serie de connotaciones simbólicas bien definidas y bien conocidas por los artistas románicos y por el pueblo a quien iban dirigidas sus obras. Los más comunes o los mejor conocidos son:
- Perro (fidelidad).
- León (fuerza).
- Mono (lujuria).
- Paloma (castidad, Espíritu Santo).
- Cordero (víctima propiciatoria).
- Pelícano (sangre redentora de Cristo, representa la Eucaristía).

El león, el águila y el toro son símbolos muy empleados y referidos en la mayoría de los casos a la suprema divinidad. Otros animales son símbolos moralizadores, pero todos ellos deben interpretarse de acuerdo al contexto en que se hallan, pues a veces el león puede representar al maligno y el perro al demonio. En definitiva, los animales serán siempre símbolos del Bien o del Mal, estudiados dentro de su narración iconográfica.